# Église Saint-Martin de Moutiers
L'église Saint-Martin est une église catholique située à Moutiers, dans le département d'Ille-et-Vilaine, en France. Elle a été inscrite au titre des monuments historiques par arrêté du 15 juin 1977.

## Localisation
L'église est située en France, en région Bretagne et dans le département d'Ille-et-Vilaine, à quatre kilomètres environ au nord de La Guerche-de-Bretagne, sur la commune de Moutiers. L'édifice, cadastré section C, numéro 434, se dresse au centre du bourg, place Saint-Martin. Cette dernière, cadastrée section C, numéro 433, présente une forme triangulaire, se trouvant au débouché des Rues du Stade, du Sacré-Cœur et du Pont des Arches. L'église se dresse sur un petit tertre entouré de murets, vestige de l'ancien cimetière paroissial dont le transfert Rue de la Broderie, au lieudit "le cèdre", ne date que de 1973 . La disparition de l'ancien enclos, le contournement de Moutiers par l'axe Vitré-La Guerche depuis 1997, la réhabilitation du centre-bourg, projetée dès 1998 et réalisée de 2003 à 2008, inscrivent l'église Saint-Martin dans un environnement rénové et moderne, le bâtiment n'en demeurant pas moins l'élément structurant majeur du village.

## Historique

### La paroisse
Sous l'Ancien Régime, Moutiers est une paroisse du doyenné de La Guerche, de l'archidiaconé du Désert, dans le diocèse de Rennes. La cure est alors à la collation de l'abbaye Saint-Martin de Marmoutiers. L'ancienneté de la paroisse ne fait pas de doute, le nom même de Moutiers évoquant un monastère disparu qui devait se trouver au voisinage de l'église actuelle, Moutiers venant du nom latin Monasterium. Nombre de cercueils en calcaire coquillier furent d'ailleurs trouvés à plusieurs reprises le long du coteau bordant l'édifice paroissial, attestant ainsi la présence d'une vaste nécropole.
En 1120, Gautier, seigneurs des Pallières, terre de Moutiers, fit don de l'église aux bénédictins de Marmoutiers pour que les moines de leur prieuré vitréen de Sainte-Croix en aient l'usage paroissial, le disposant et son fils revêtant à cette occasion l'habit monastique. La possession de l'église de Moutiers par l'abbaye tourangelle fut confirmé en 1197 par Herbert, évêque de Rennes, cette situation perdurant pendant tout l'ancien régime. Avec la période concordataire, la paroisse de Moutiers continue d'appartenir au doyenné de La Guerche mais se voit rattachée à l'archidiaconé de Dol du diocèse puis archidiocèse de Rennes. Aujourd'hui, l'église Saint-Martin de Moutiers relève de la paroisse Notre-Dame de La Guerche.

### L'église
L'histoire de la construction de l'église Saint-Martin n'est appréhendable que par quelques cartouches millésimant certains travaux et par comparaison stylistique avec d'autres œuvres locales mieux connues et datées.
- fin XVe début XVIe : datation approximative du corps du bâtiment, église à pignons multiples caractéristique de la région vitréenne.
- 1618 : millésime inscrit sur la voûte du chœur, au septentrion.
- 1686 : date gravée sur le troisième contrefort de la façade sud.
- 1773 : millésime portée par un des bossages de la façade occidentale.
- 1847 : date figurant au pignon de la sacristie.
- 1927 : installation de quatre nouvelles cloches dans le beffroi.
- 1977 : inscription du monument au titre des monuments historiques par arrêté du 15 juin[1].
- 2000-2010 : restauration intérieure et extérieure de l'église.

## Architecture
Si la construction de l'église Saint-Martin de Moutiers s'est étalée sur quelque trois siècles et demi, l'édifice n'en présente pas moins une relative homogénéité architecturale et stylistique. Il ne compte certes pas parmi les chefs-d’œuvre du patrimoine religieux d'Ille-et-Vilaine mais constitue néanmoins un exemple remarquable des églises à pignons multiples de la région de Vitré.

### Extérieur

#### La façade occidentale

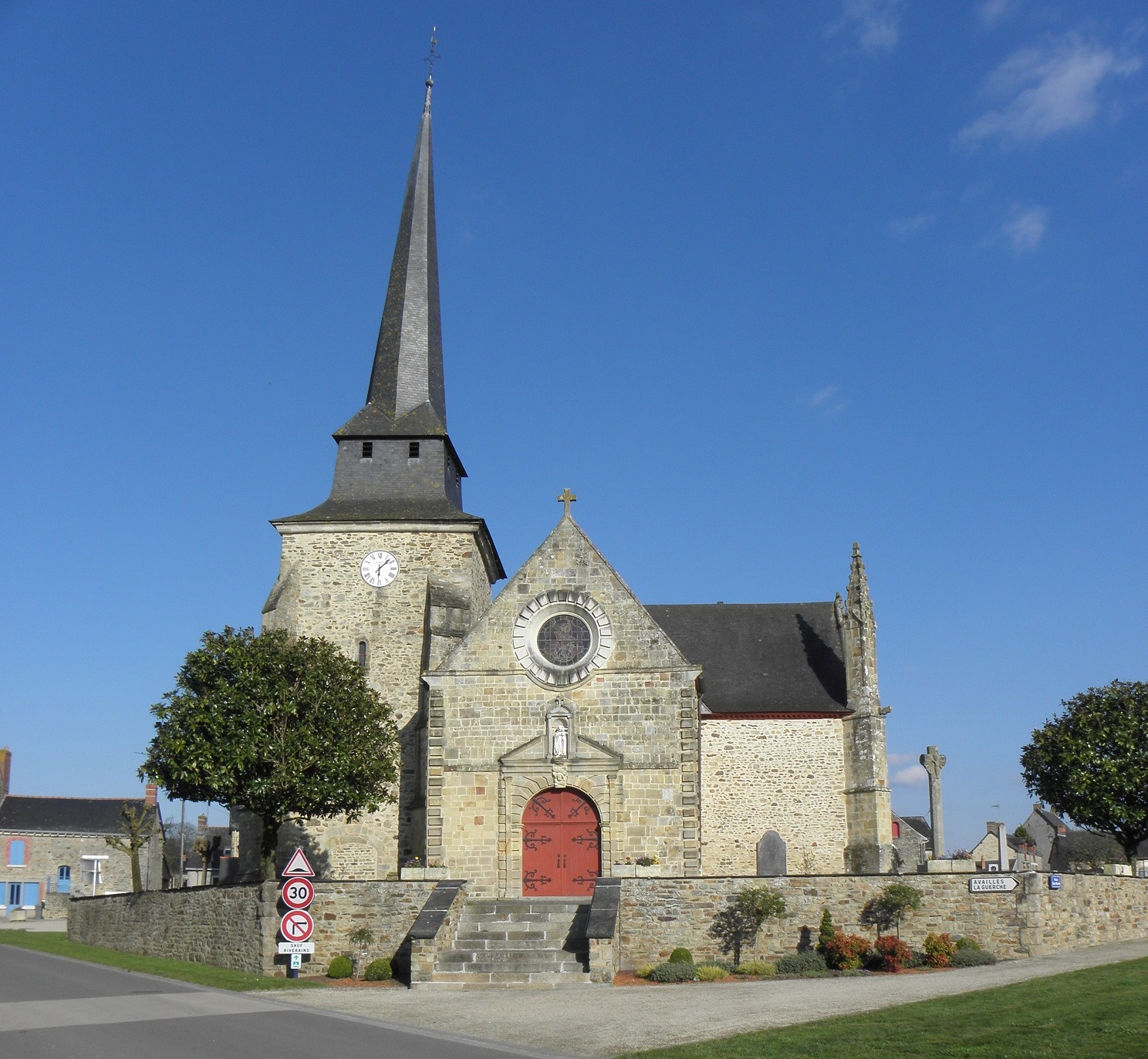
La façade occidentale.

La façade occidentale de l'église Saint-Martin de Moutiers, quoique asymétrique, s'organise autour d'une section centrale formant avant-corps, seule partie du bâtiment érigée en pierres de taille moyennement calibrées. Cette dernière s'inscrit entre deux chaînages d'angle en bossages et compte trois étages délimités par deux cordons de pierre. Au rez-de-chaussée s'ouvre un portail plein cintre dont les jambages et claveaux sont taillés en bossages. De fins pilastres se dégagent sur les piédroits et la clef de voûte, légèrement pendante, est sculptée d'une tête d'angelot aux ailes repliées. L'étage intermédiaire loge un fronton triangulaire interrompu par une niche abritant une statue de Saint-Martin en habit archiépiscopal, mitré et tenant de sa main gauche la croix à double traverse. Le pignon, sommé d'une croix et aux rampants sans ornement constitue le dernier étage. En son centre est percé un oculus cerné de bossages concentriques et incurvant vers le bas le second cordon en son milieu. Cette élévation, sobre sinon austère, est caractéristique de l'architecture classique du XVIIIe siècle finissant, un cartouche daté de 1773 millésimant le chaînage d'angle droit à mi-hauteur. 
À gauche, légèrement en retrait, s'élève la tour-clocher de section carrée, cantonnée de contreforts d'angle appareillés en grès et présentant cinq ressauts, les faces visibles étant construites en moellons noyés dans un mortier de chaux. Aucun élément architectonique ne souligne la division intérieure de la partie maçonnée qui compte deux étages. Au rez-de-chaussée se devine les traces d'une porte en anse de panier à double archivolte aujourd'hui bouchée et qui donnait accès au collatéral septentrional de l'édifice. Cette ancienne entrée porte un élément sculpté de style gothique flamboyant en réemploi constitué d'un arc trilobé, orné de feuillages et sommé d'une tête d'homme entourée d'un quadrupède et d'un crâne. Au-dessus, une meurtrière terminée par un arc plein cintre prend appui sur une assise ouvragée en surplomb formant corniche. Elle correspond à la chambre haute de la tour logeant l'horloge, un cadran ornant les faces nord et ouest du clocher. Une large corniche en doucine termine la tour, portant la partie charpentée du clocher. Cette dernière procède du type de clocher à flèche double. Une pyramide tronquée, contenant le beffroi et percée de deux petites ouïes sur chacune de ses faces, repose sur une toiture à pavillons à faibles pans, les arêtiers de l'une s'inscrivant dans la continuité de ceux de l'autre, tandis que la flèche, octogonale et effilée, couronne le second pavillon débordant quelque peu l'assise de la pyramide.
À droite, le mur occidental du collatéral sud se présente dans toute sa nudité, seulement couronné par une corniche à modillons portant l'un des pans de la toiture de la première travée, orthogonale à celle de la nef. Une pierre tombale armoriée et datée de 1734 y est adossée, rappelant le souvenir de Messire Jacques François Nouail de la Contrie, curé de Moutiers de 1725 à 1734.

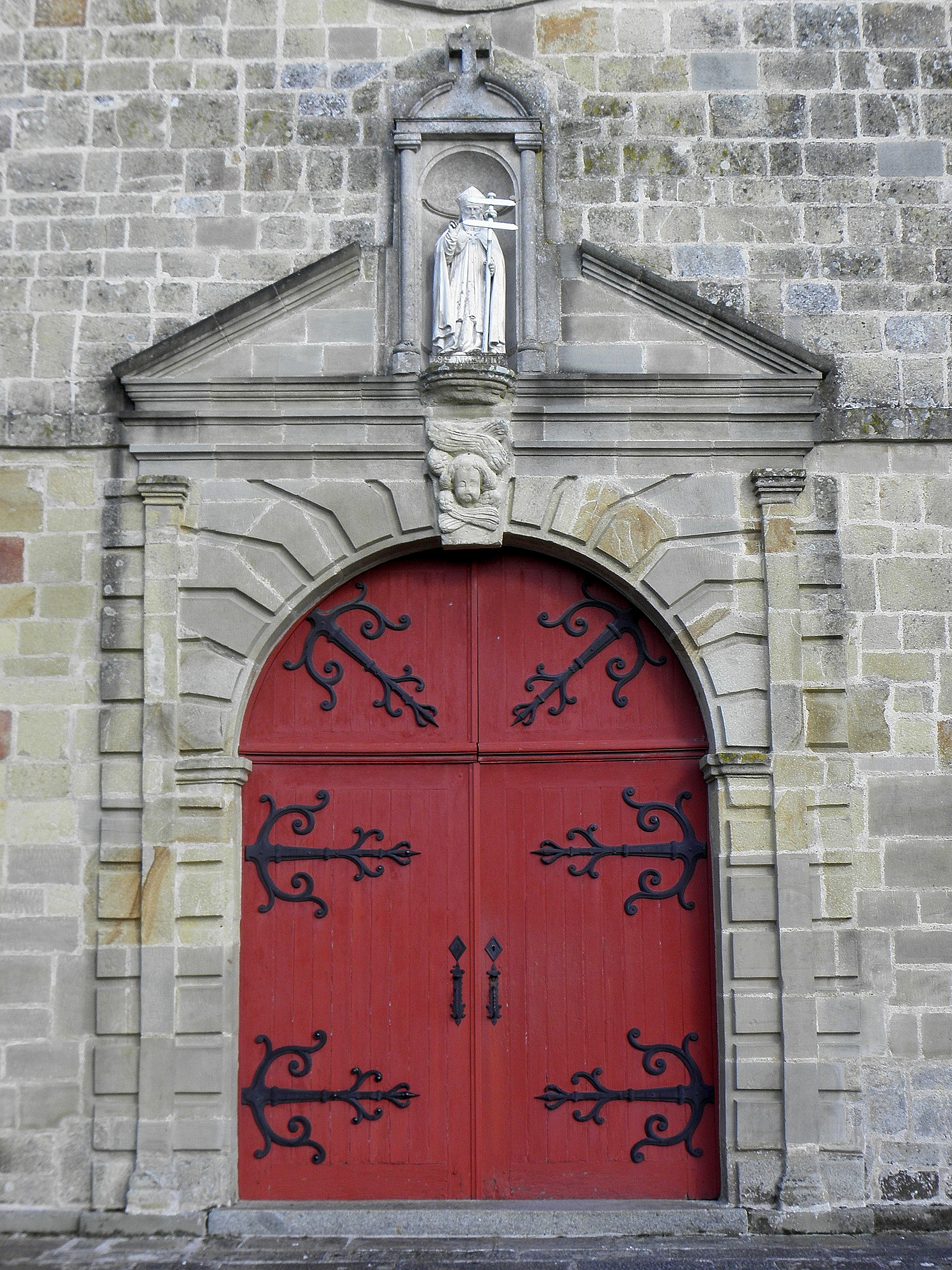
Le portail.
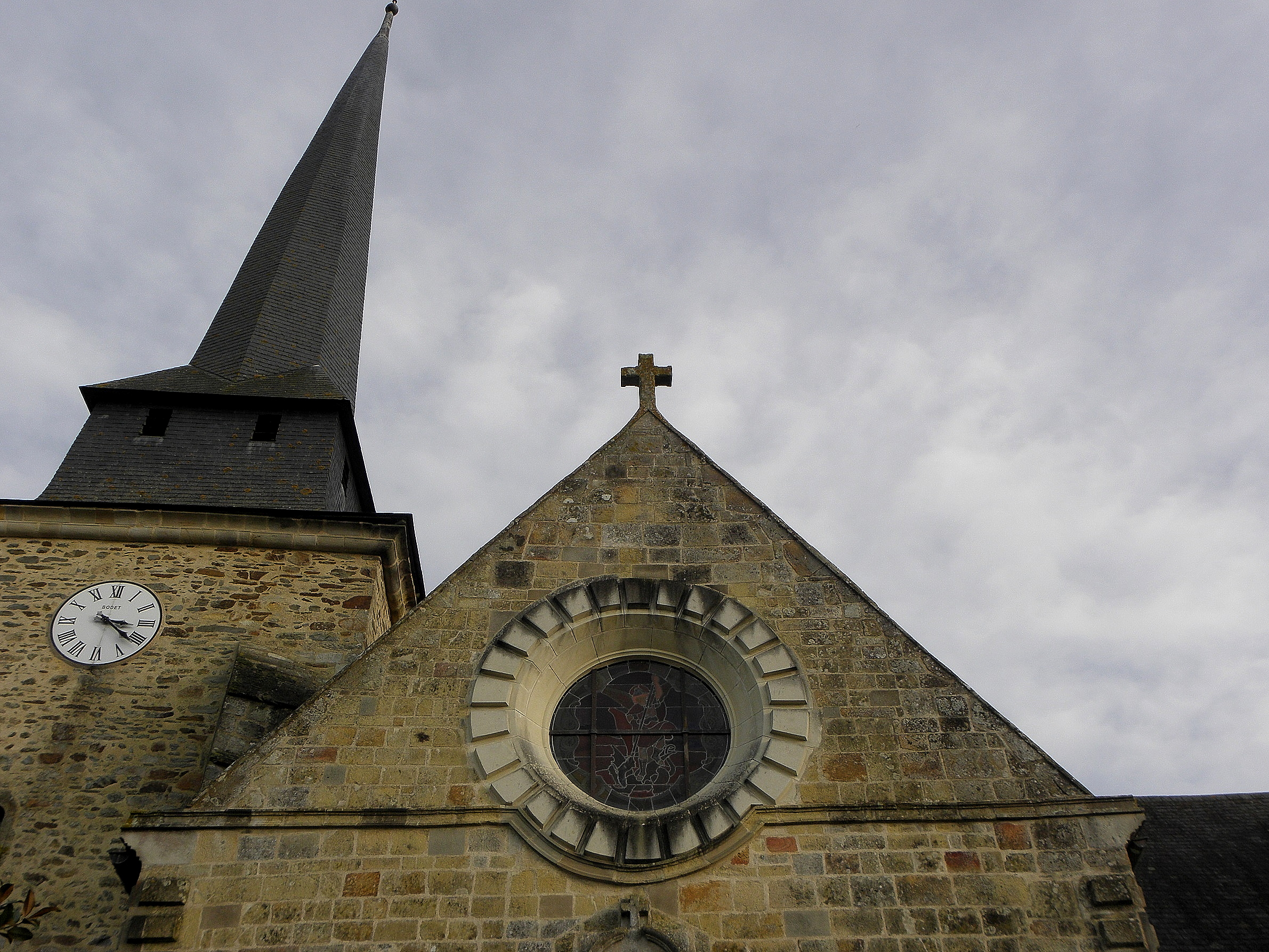
Oculus de la section centrale de la façade ouest.
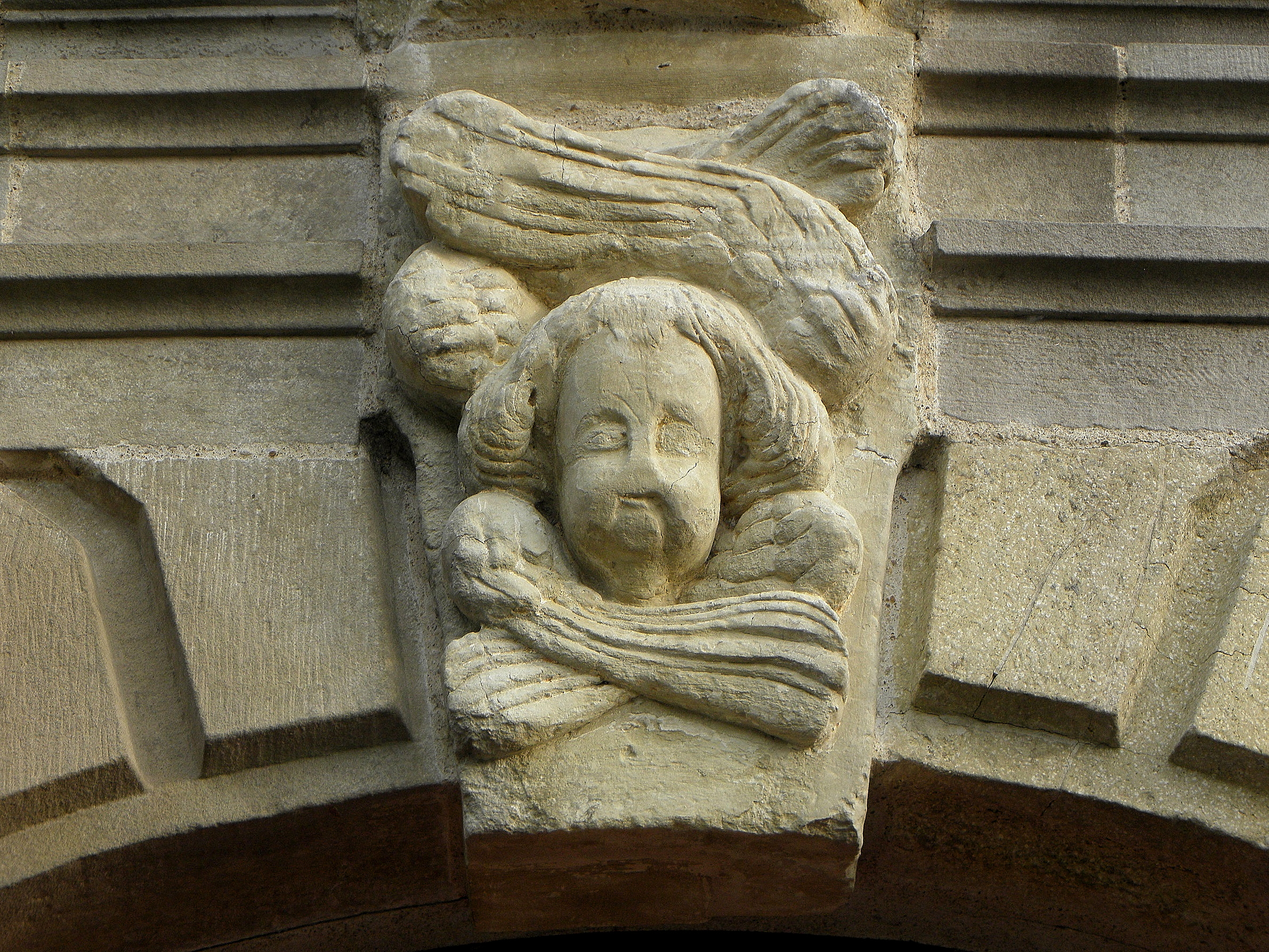
Clef de voûte du portail occidental.
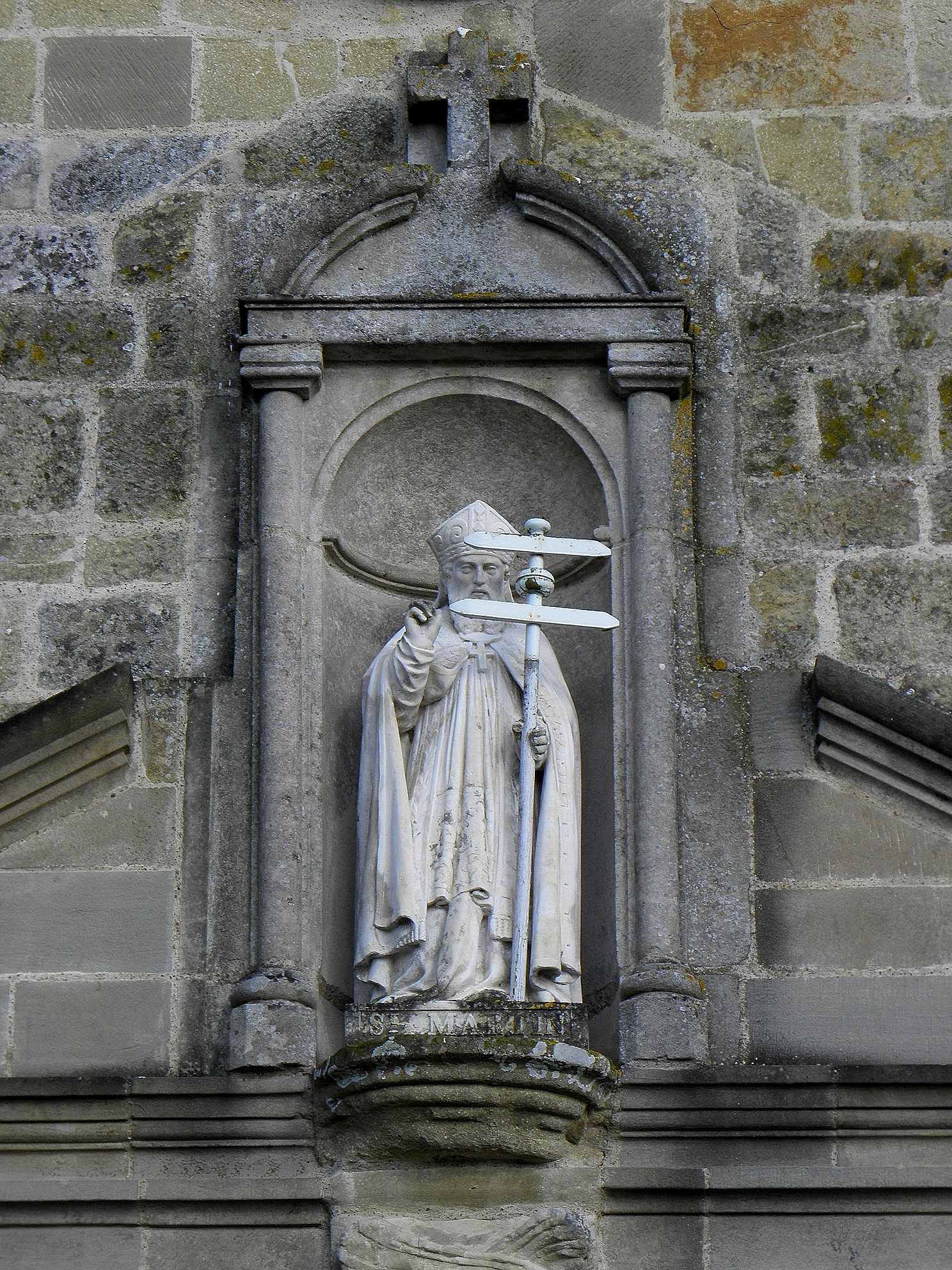
Statue de Saint-Martin.
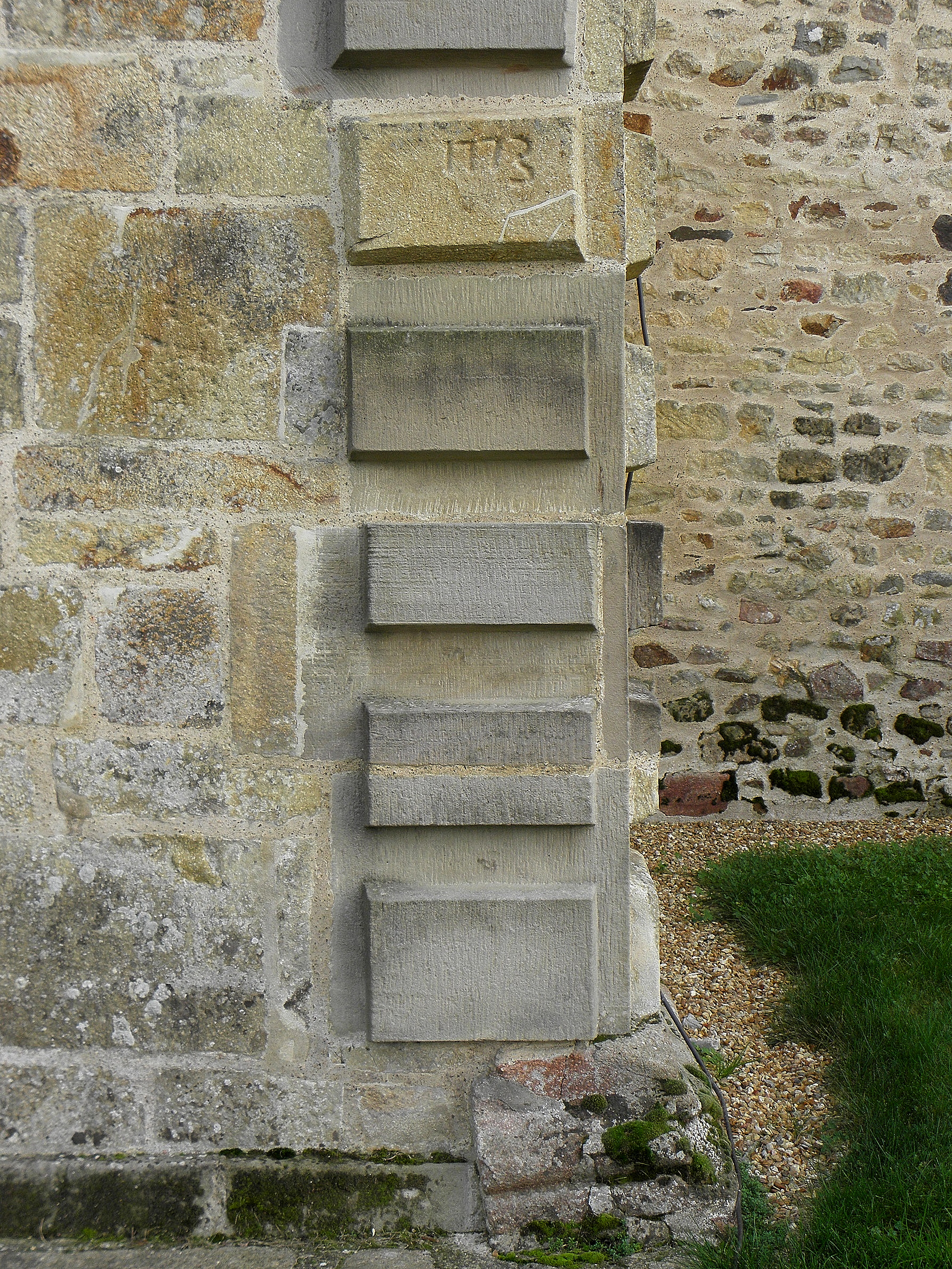
Bossage millésimé (1773).
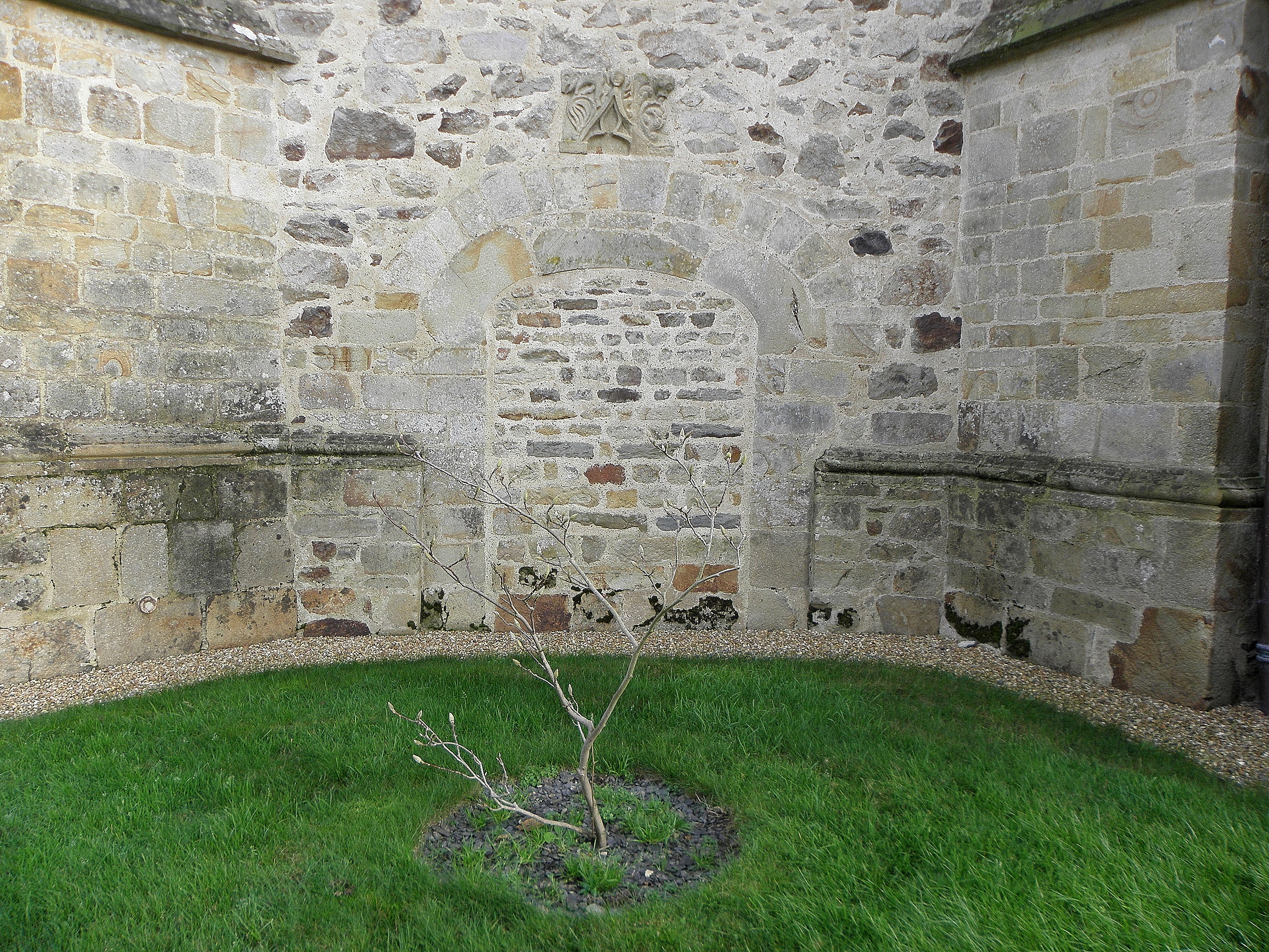
Porte murée du collatéral nord.
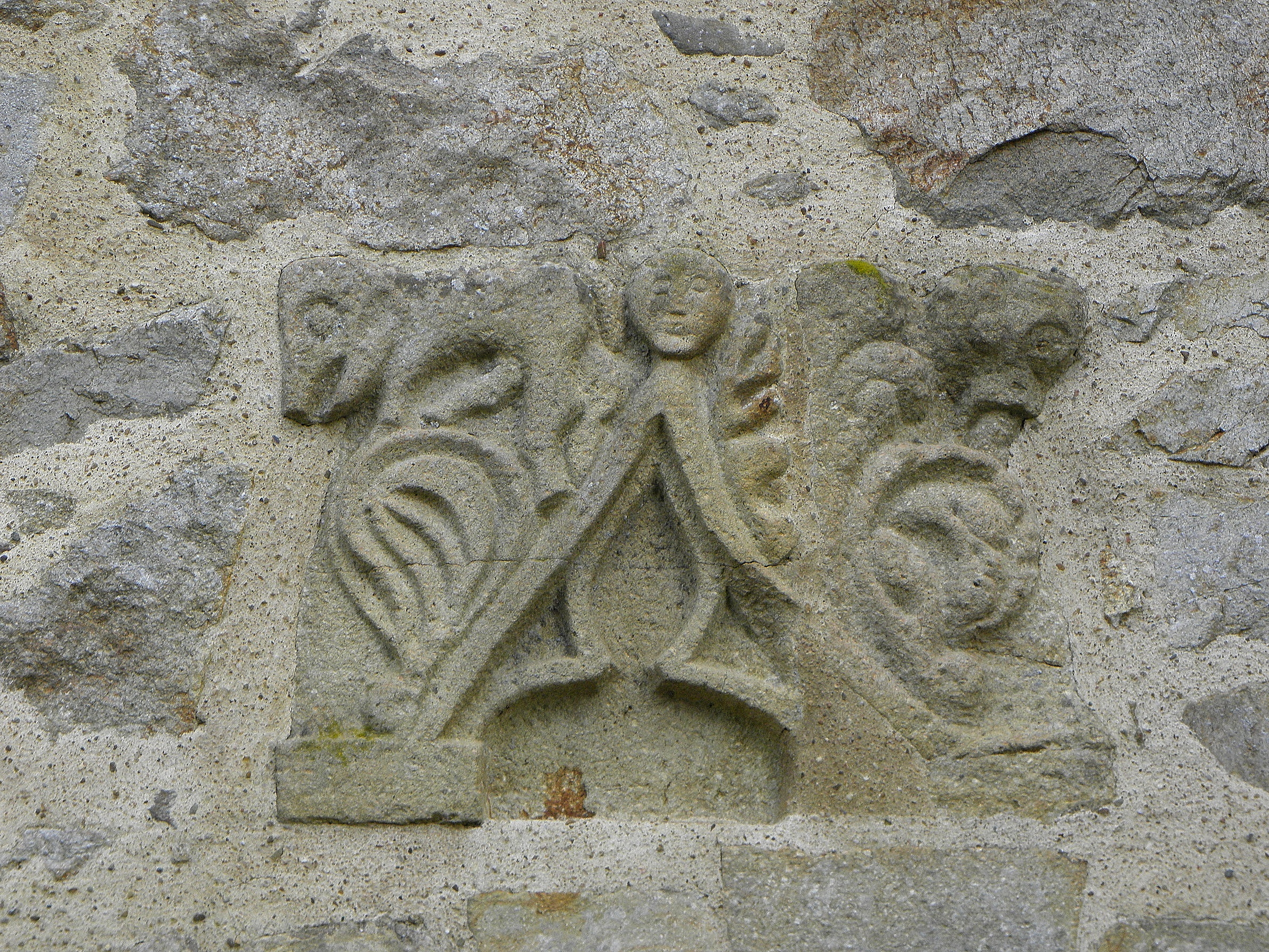
Élément sculpté du XVe siècle, en réemploi.
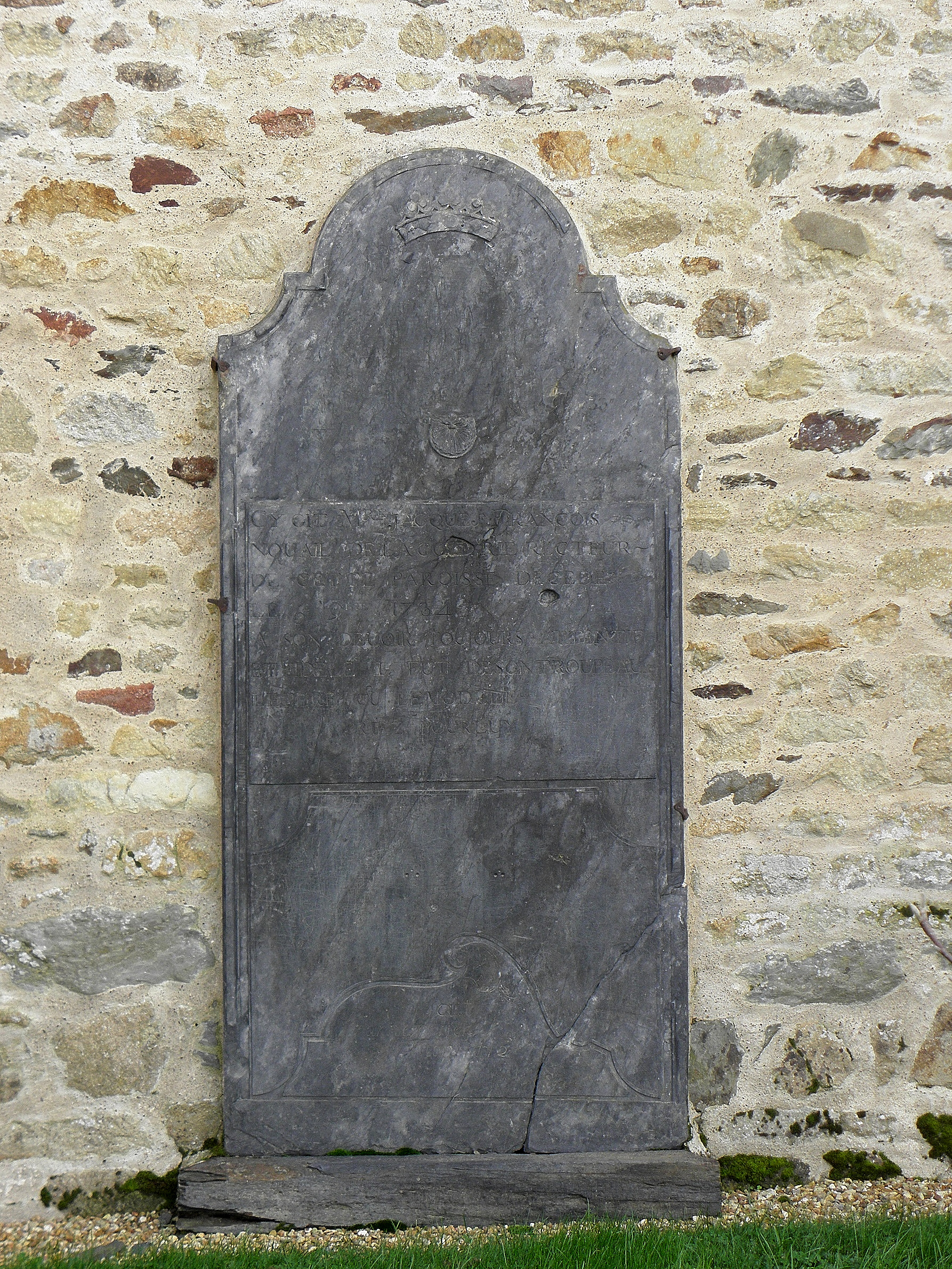
Pierre tombale de l'abbé Nouail de la Contrie.

#### La façade septentrionale

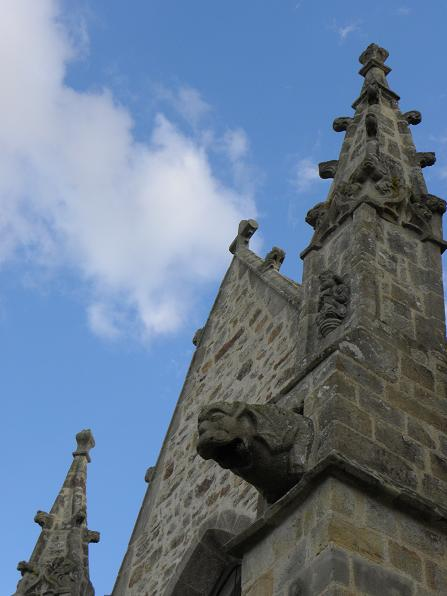
Ornementation gothique flamboyant de la façade.

La façade septentrionale de l'église de Moutiers, partie la plus ancienne de l'édifice, est le fruit de deux périodes de construction, bien distinctes et aisément détectables. Les trois chapelles en enfilade formant collatéral ont été érigées au tournant des XVe et XVIe siècles. Elles constituent un ensemble homogène relevant stylistiquement du gothique flamboyant finissant, l'essentiel de la décoration étant porté par les parties hautes de l'ouvrage. Les chapelles présentent sensiblement le même calibre. Les pignons sont alignés et les fenêtres, simples ouvertures terminées par un arc d'ogive, affectent des dimensions similaires, leurs assises étant réglées à même hauteur. Le type de construction employé est identique, les pierres de taille étant réservées aux éléments structurants (contreforts, rampants des pignons, encadrements des fermes), le reste de la maçonnerie étant faîte de moellons. Un cordon de granite, en partie basse, unifie l'ensemble des trois chapelles et constitue, en les contournant, le premier ressaut des contreforts qui en comptent deux autres, pareillement alignés.
Cette composition vient butter contre la tour-clocher édifiée postérieurement. À la jointure des deux sections s'observe un décrochement du cordon de granite qui témoigne de campagnes de construction différentes. Le contrefort à l'angle nord-est de la tour compte des ressauts en plus grand nombre que ceux de ses homologues séparant les chapelles, ces ressauts étant d'ailleurs positionnés à des niveaux tout différents. L'érection de la tour a nécessité au demeurant la suppression du contrefort d'angle de la chapelle la jouxtant, deux éléments sculptés à la base de son pinacle étant alors réemployés dans la maçonnerie du clocher. La face nord de ce dernier ne présente rien de remarquable, étageant une fenêtre ogivale de moindre dimension, un arc de décharge et un cadran d'horloge.
Le décor sculpté se concentre sur les pinacles et rampants des pignons. Les pinacles, de section carrée, sont ornés à leur base, pour deux d'entre eux, d'un monstre gargouille permettant l'écoulement des eaux de pluie à partir des chéneaux séparant les chapelles, et pour celui à l'est, d'une crossette anthropomorphe. À la naissance des pyramidons, des arcs en accolade recoupés par un trilobe sont agrémentés de chiens, singes ou autres quadrupèdes, la flèche, terminée par un fleuron s'hérissant de crosses et choux frisés. Les pignons, couronnés d'une croix enhendée, sont également garnis de crosses. L'un des contreforts porte un bas-relief figurant Saint-Pierre tenant d'une main un livre et de l'autre une clef.

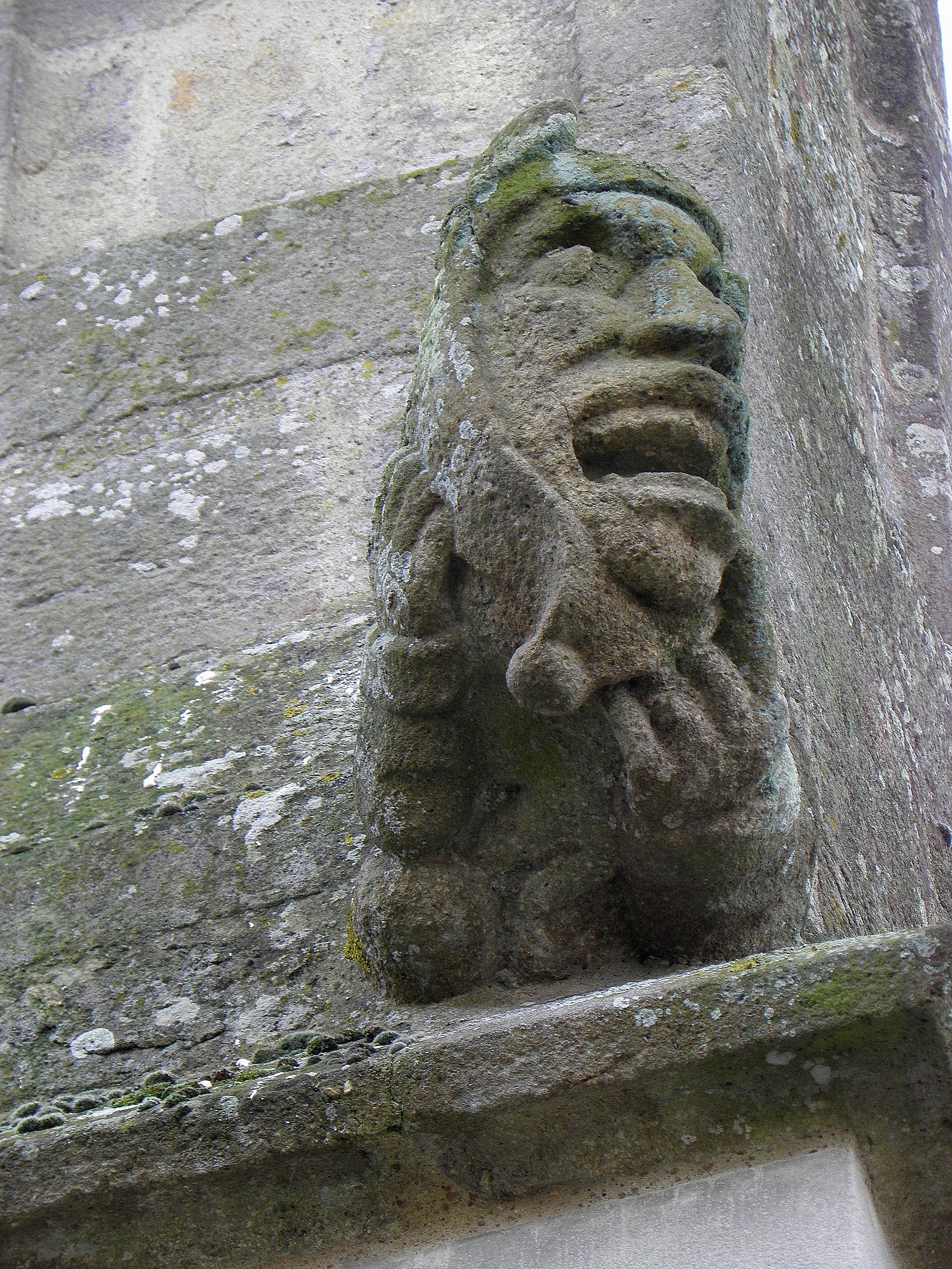
Crosette anthropomorphe.
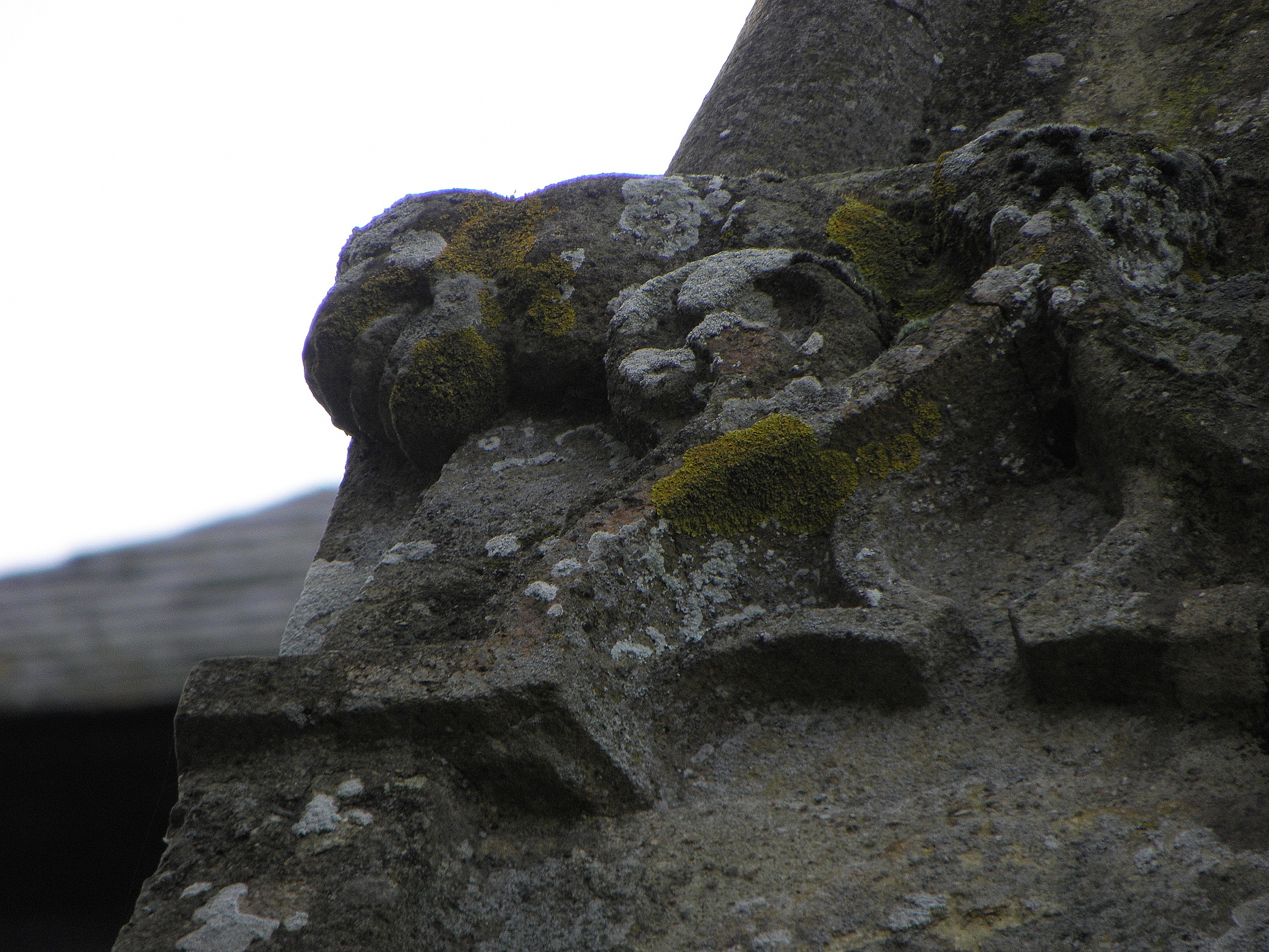
Quadrupède à l'extrémité d'un arc en accolade recoupé d'un trilobe.
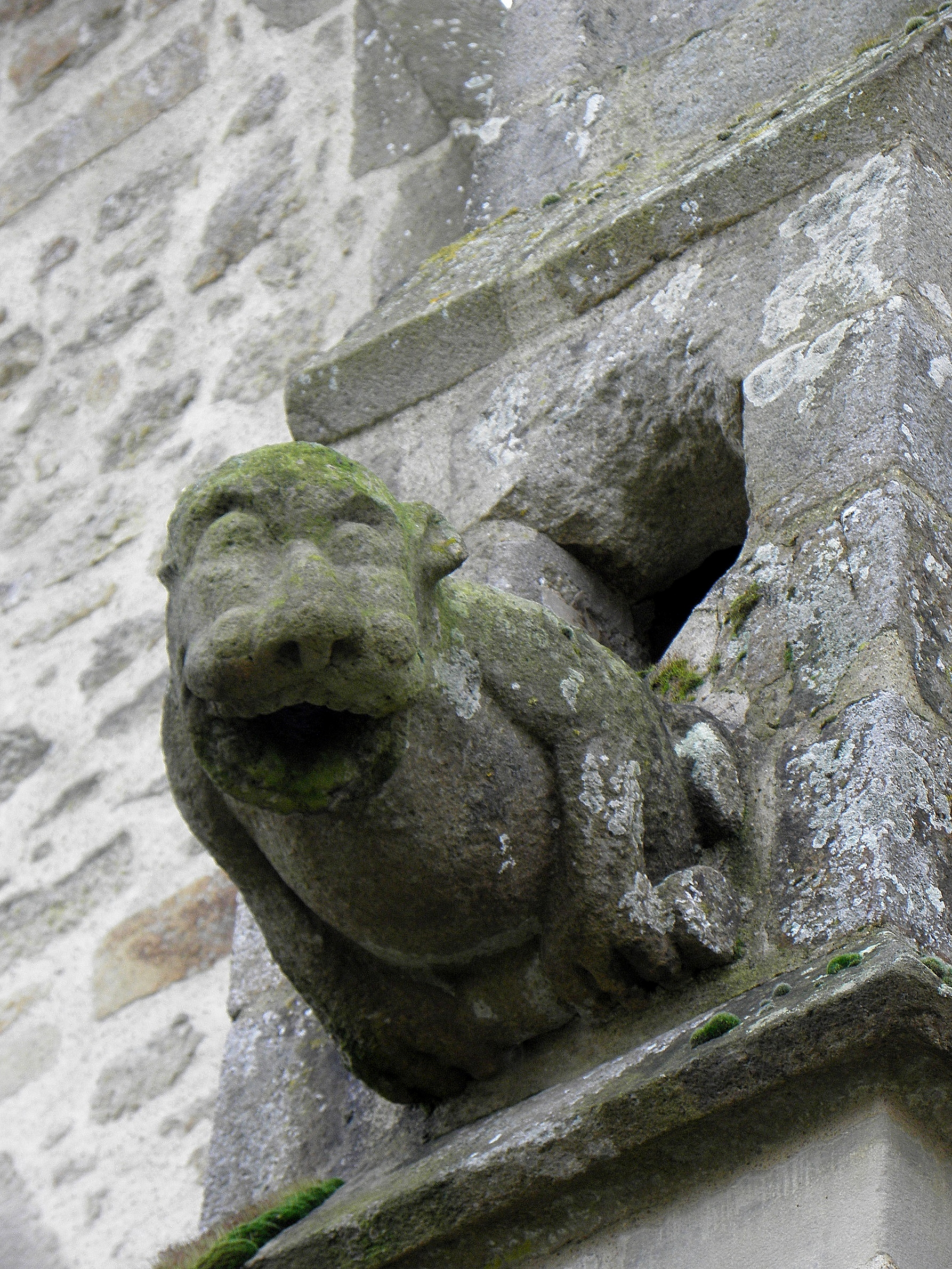
Première gargouille.
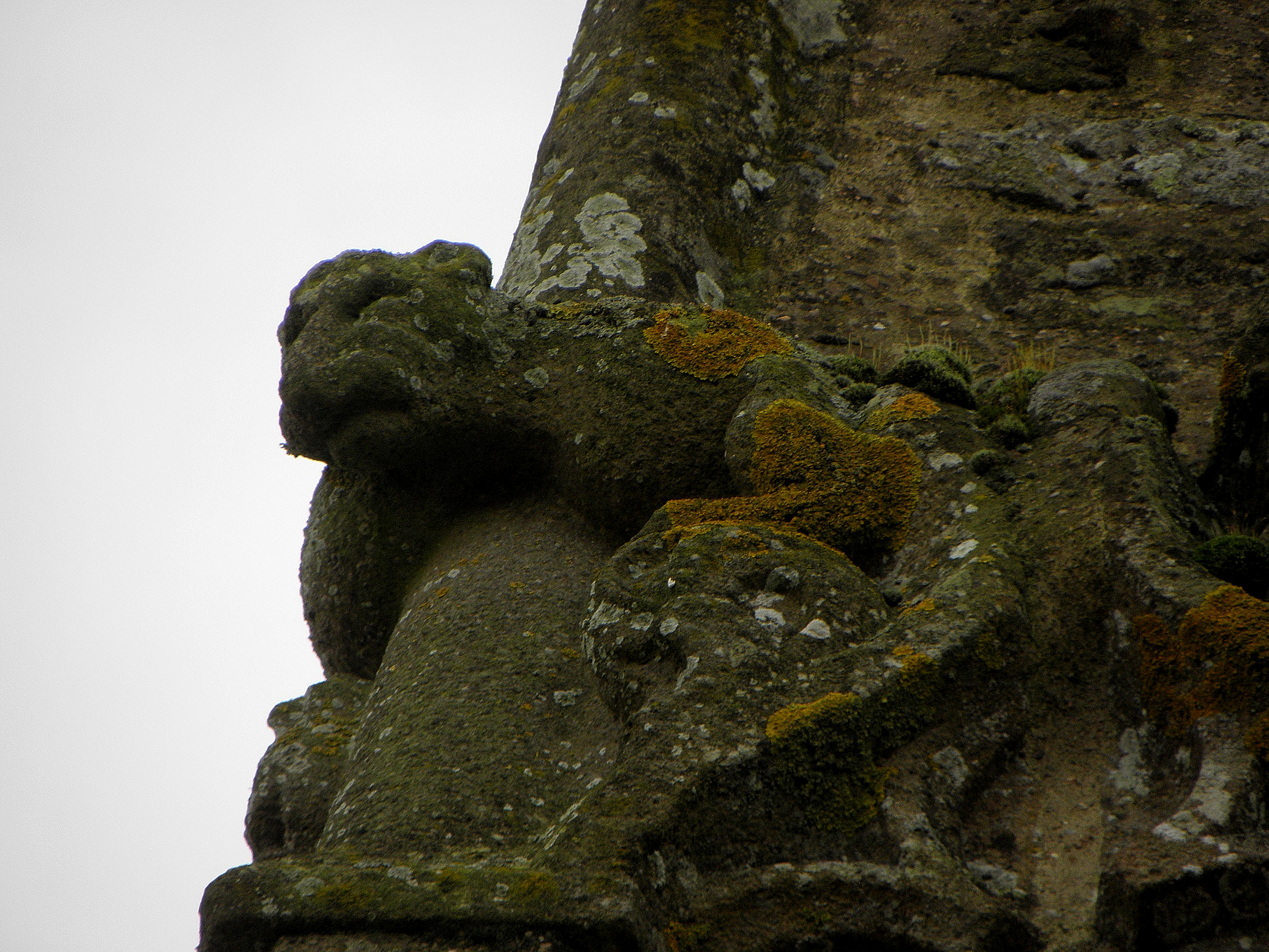
Quadrupède ornant un pinacle.
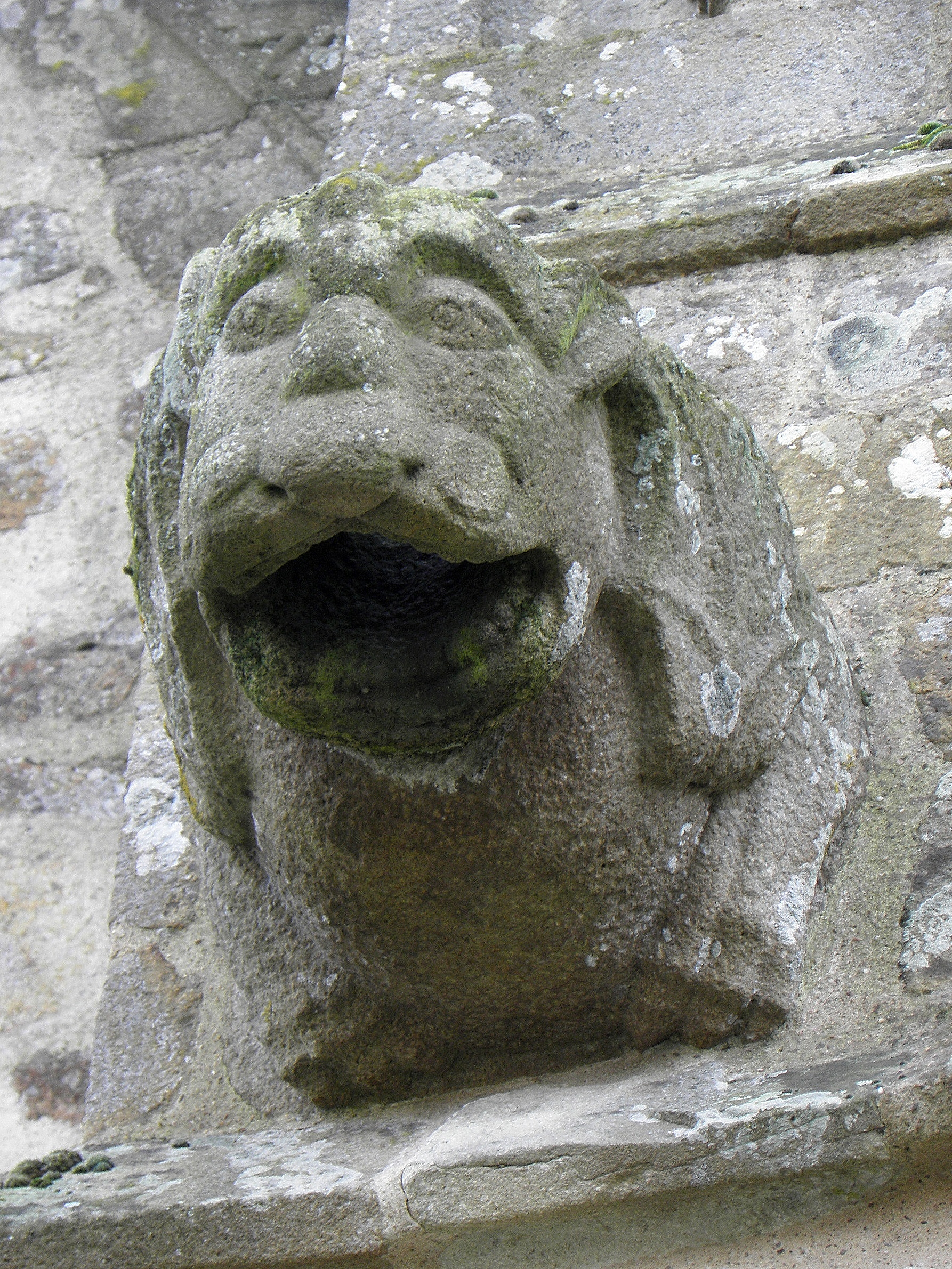
Seconde gargouille.
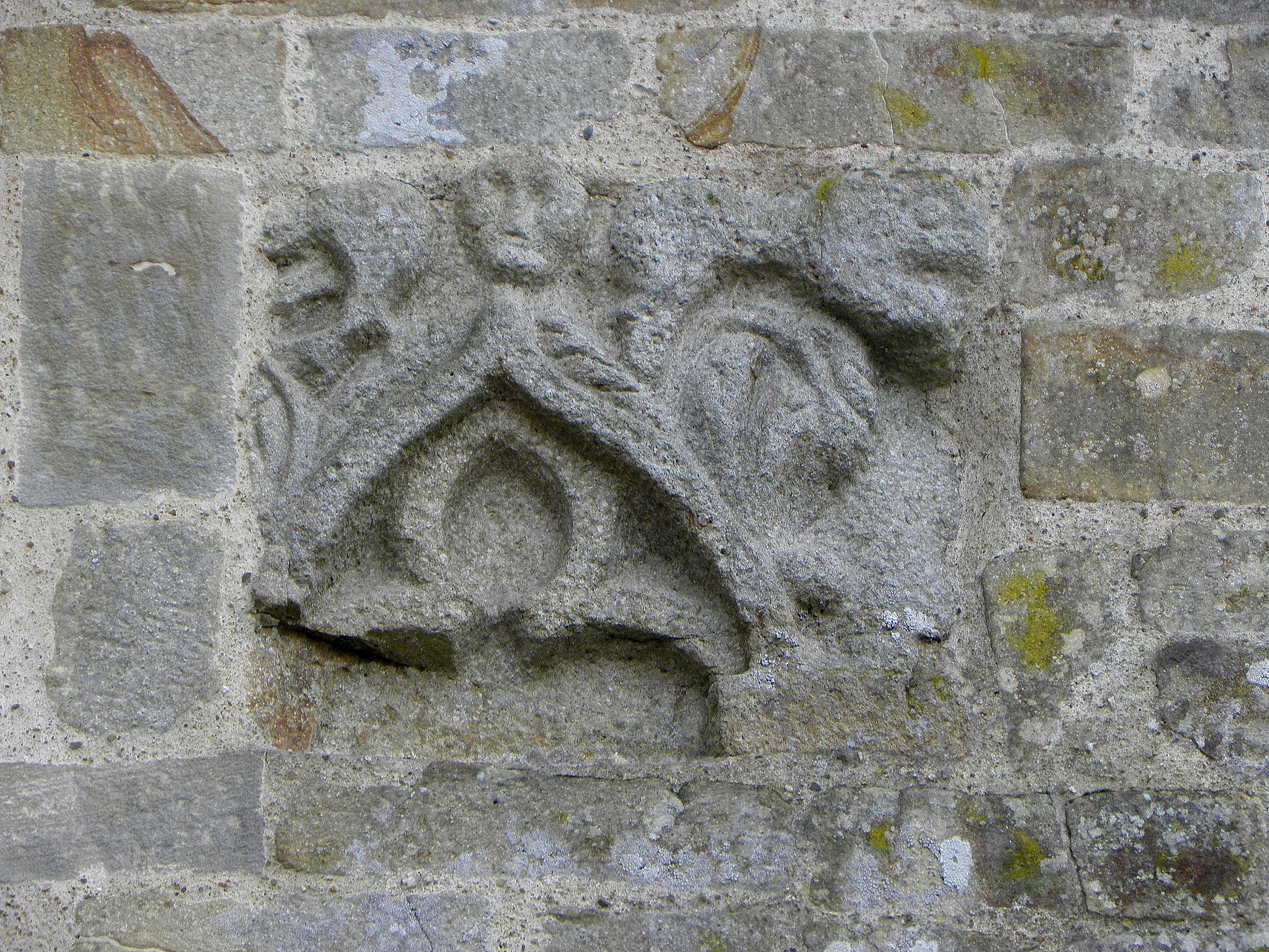
Pierre sculptée du XVe siècle en réemploi.
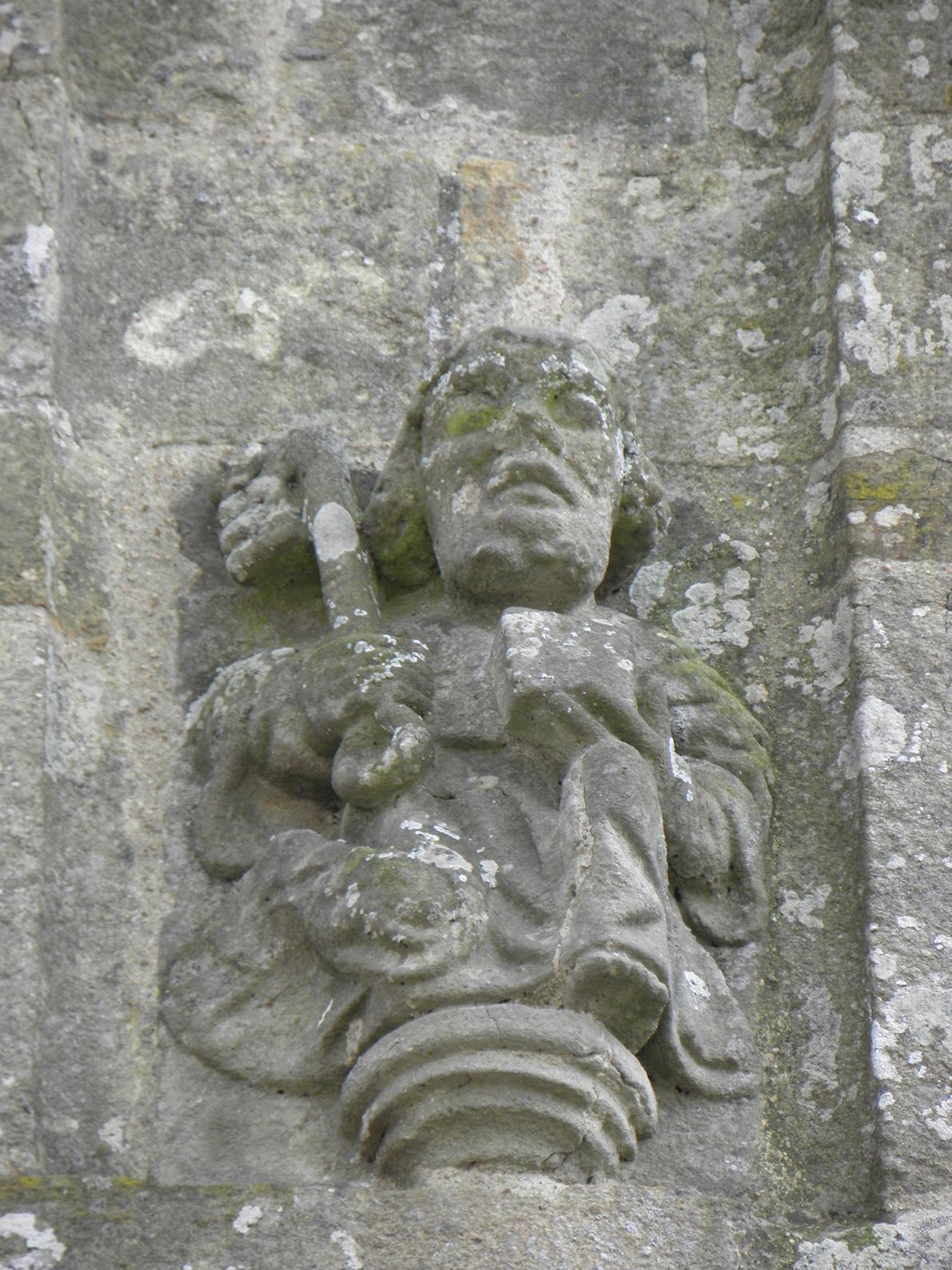
Bas-relief de Saint-Pierre.

#### La façade méridionale

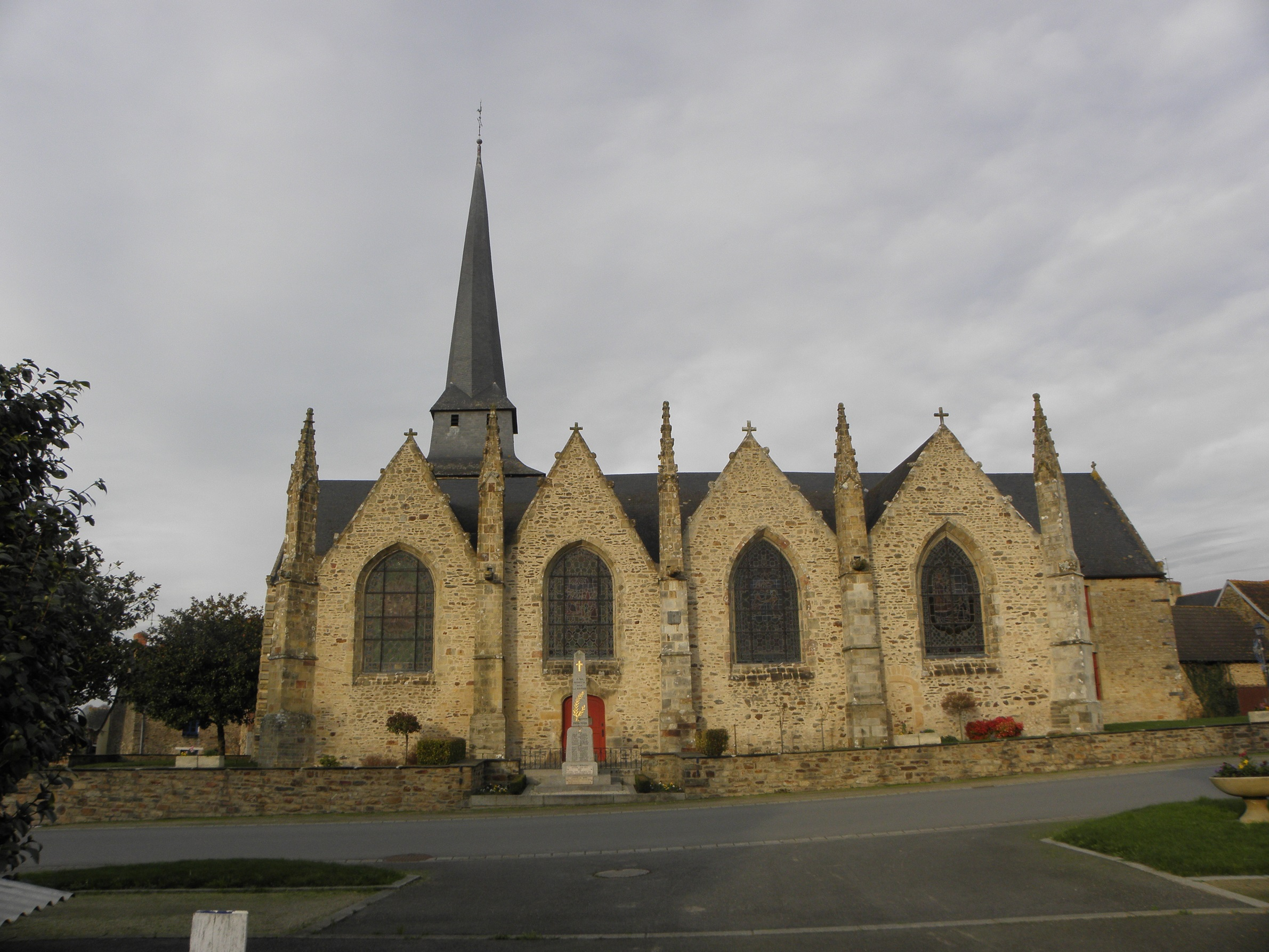
L'enfilade de pignons de la façade méridionale.

Déployant quatre chapelles qu'encadrent cinq contreforts sommés de pinacles, ceux des extrémités plantés de biais, la partie méridionale de l'église Saint-Martin de Moutiers fit office pendant la majeure partie de l'ancien régime de façade principale de l'édifice, avant que d'être supplantée par l'actuel massif occidental érigé tout à la fin du XVIIIe siècle. Percée de deux portes, l'une en accolade sommée d'un écusson, l'autre aujourd'hui bouchée, elle donnait jusqu'en 1973 sur le cimetière, lieu de sociabilité alors important dans les campagnes bretonnes. Elle n'en constitue pas moins la partie la moins soignée du bâtiment. Les chapelles affectent des largeurs distinctes, les baies n'ont pas toutes le même gabarit et leurs sommets ne sont pas dans l'alignement des cimes des pignons qui règnent à des hauteurs variables. Ce manque de cohésion est le reflet de plusieurs campagnes de construction. Stylistiquement, le chantier paraît avoir progressé d'ouest en est, les chapelles semblant pouvoir être regroupées deux par deux. Les motifs ornementaux (têtes d'hommes, rosaces ou fleurs) diffèrent en effet sur les pignons de part et d'autre du contrefort médian, les jonctions avec les rampants ne s'opérant d'ailleurs pas à cet endroit à la même hauteur. Ce contrefort, daté de 1686 et portant un cadran solaire, s'avère au surplus le plus malingre d'un corpus somme toute assez hétérogène quant à ses dimensions.

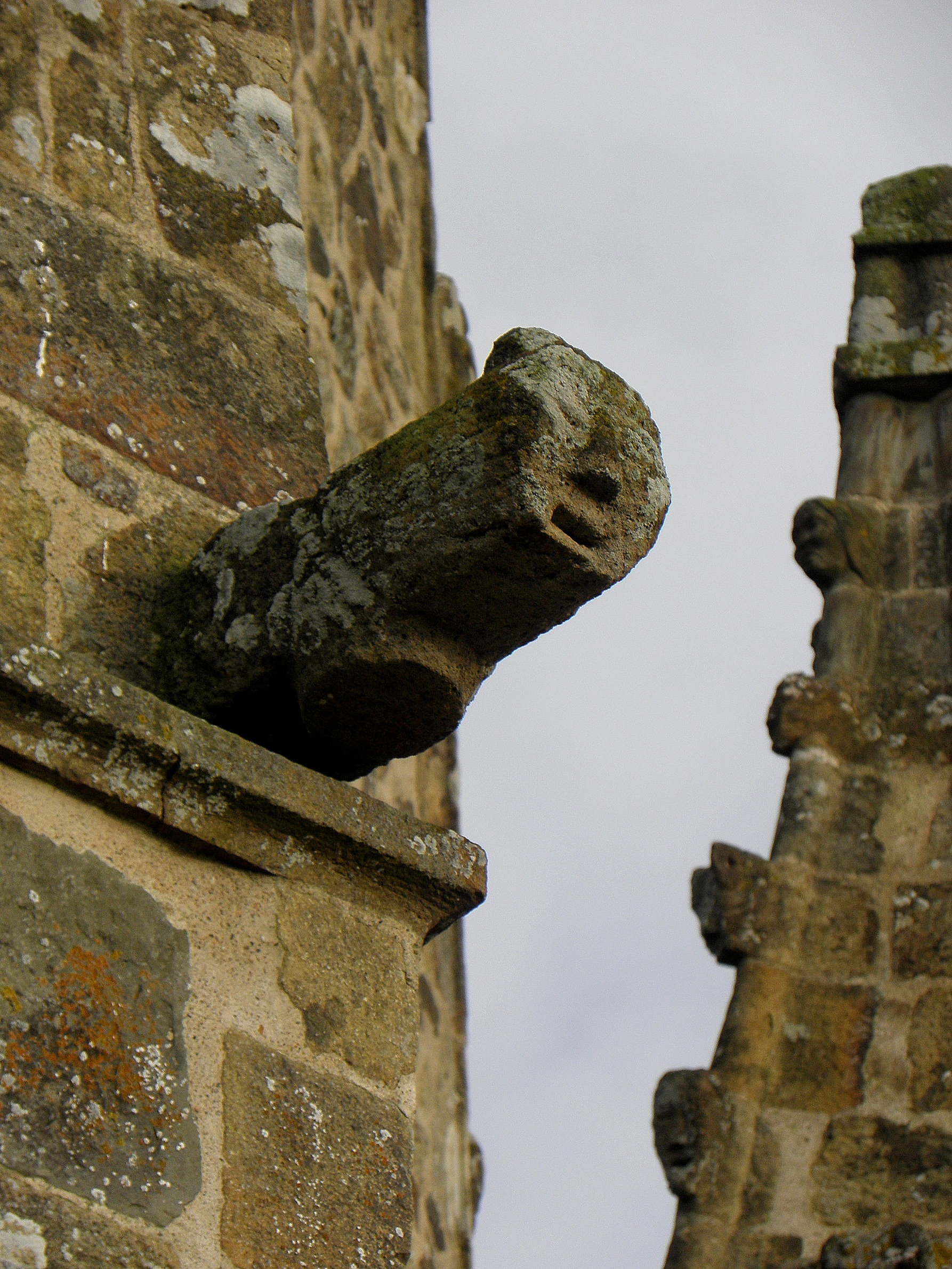
Crossette du contrefort d'angle sud-ouest.
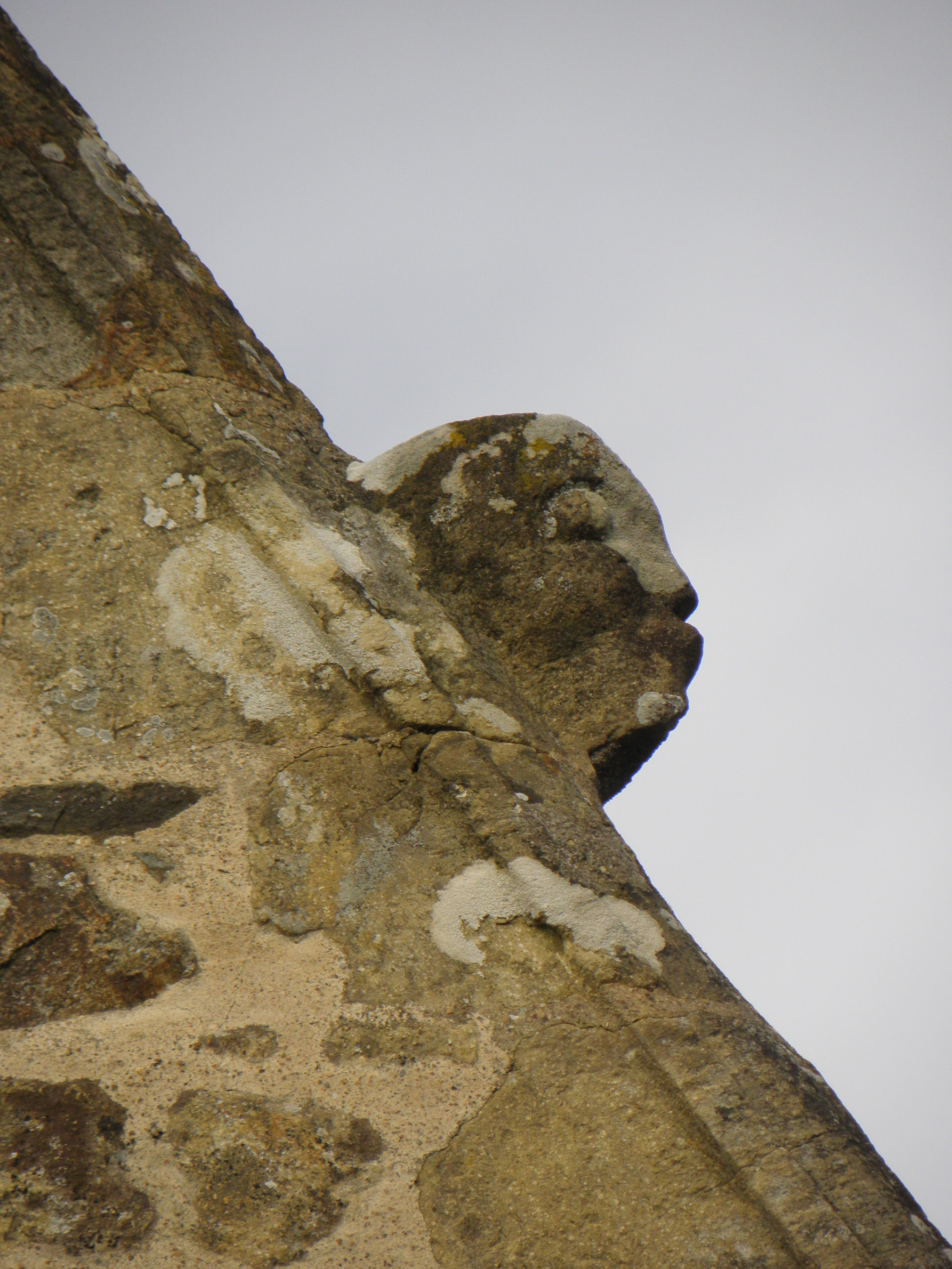
Tête d'homme ornant le rampant du premier pignon.
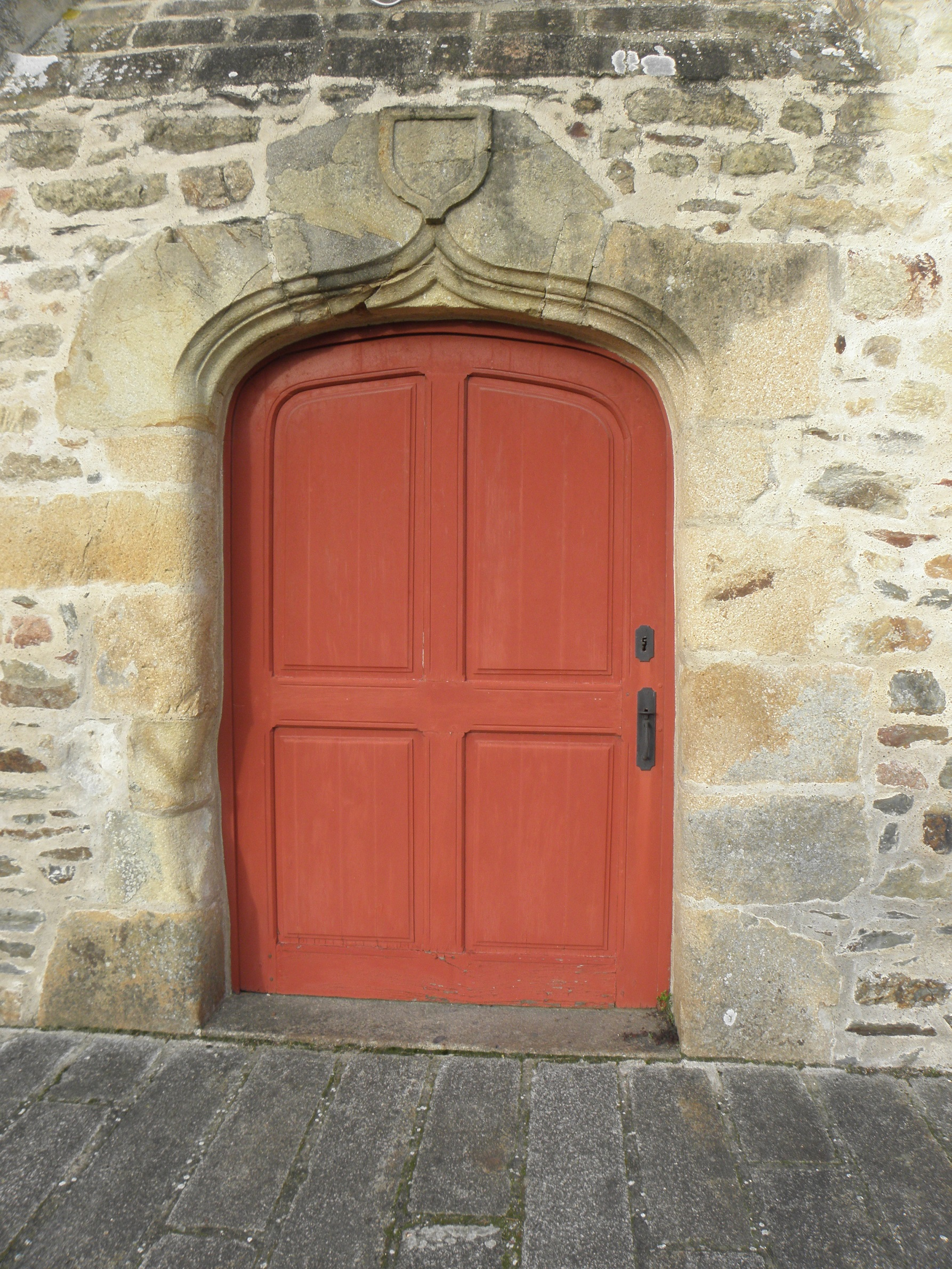
Porte en accolade de la deuxième chapelle.
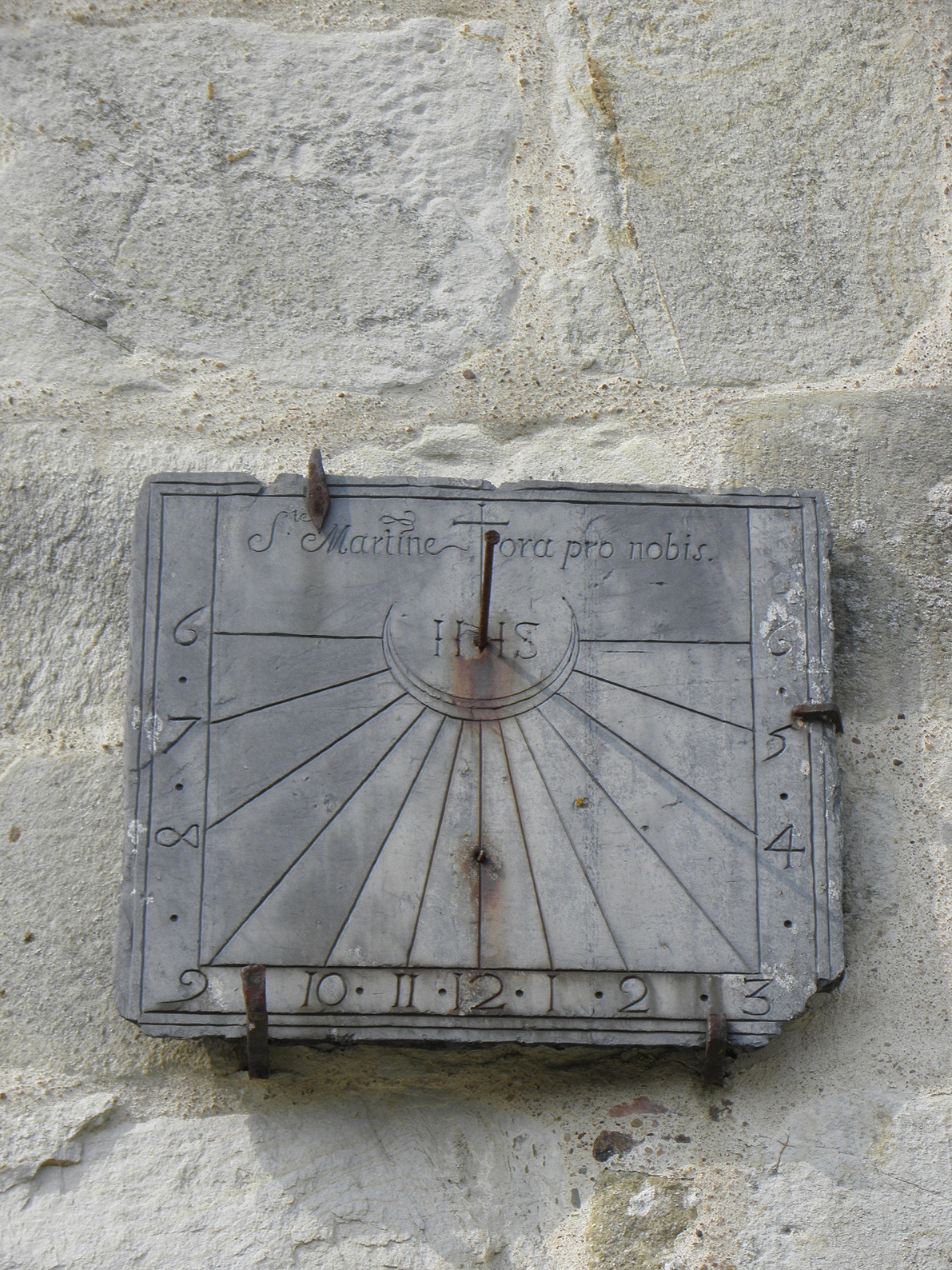
Cadran solaire, au droit du troisième contrefort.
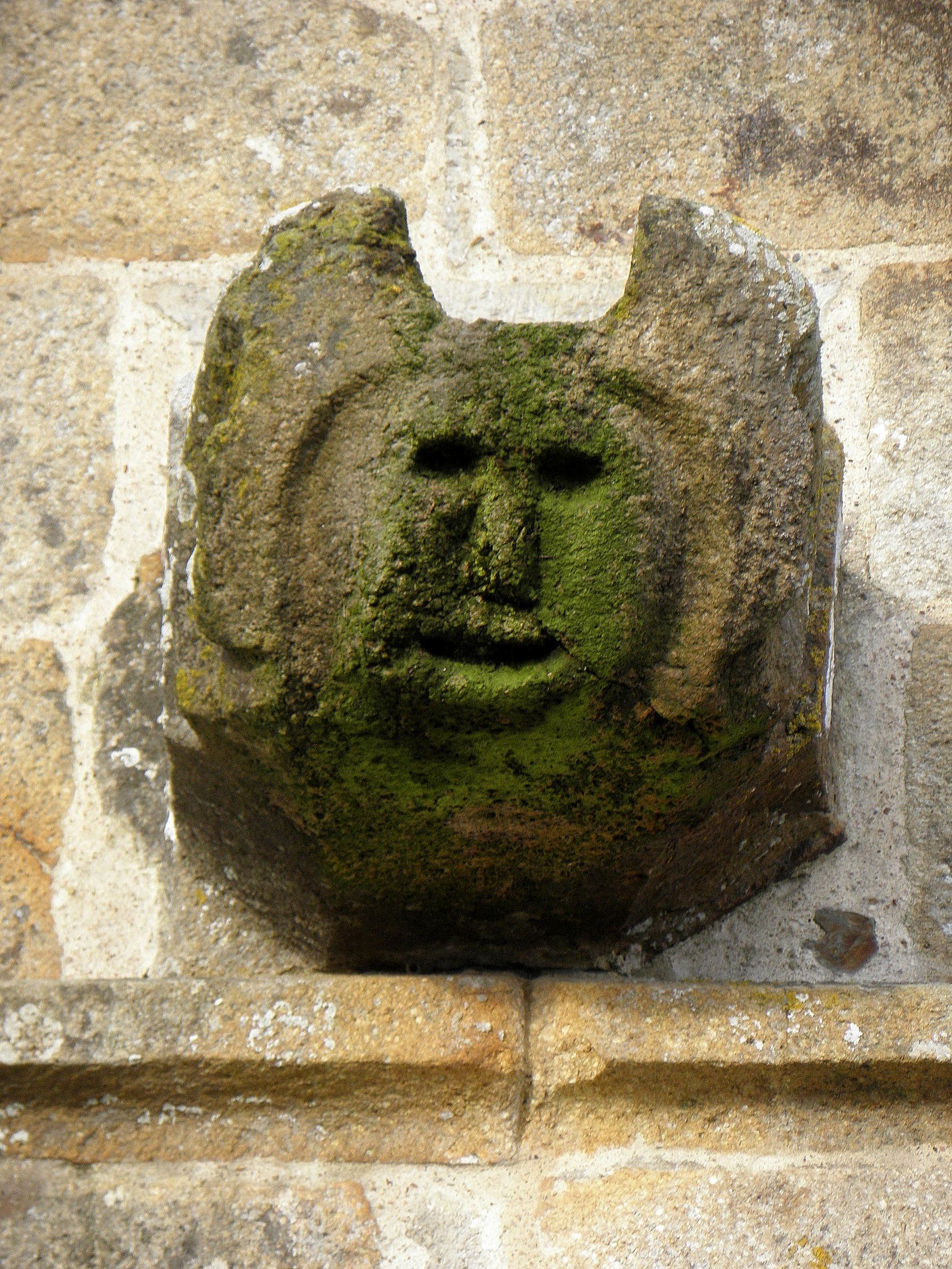
Gargouille du quatrième contrefort.
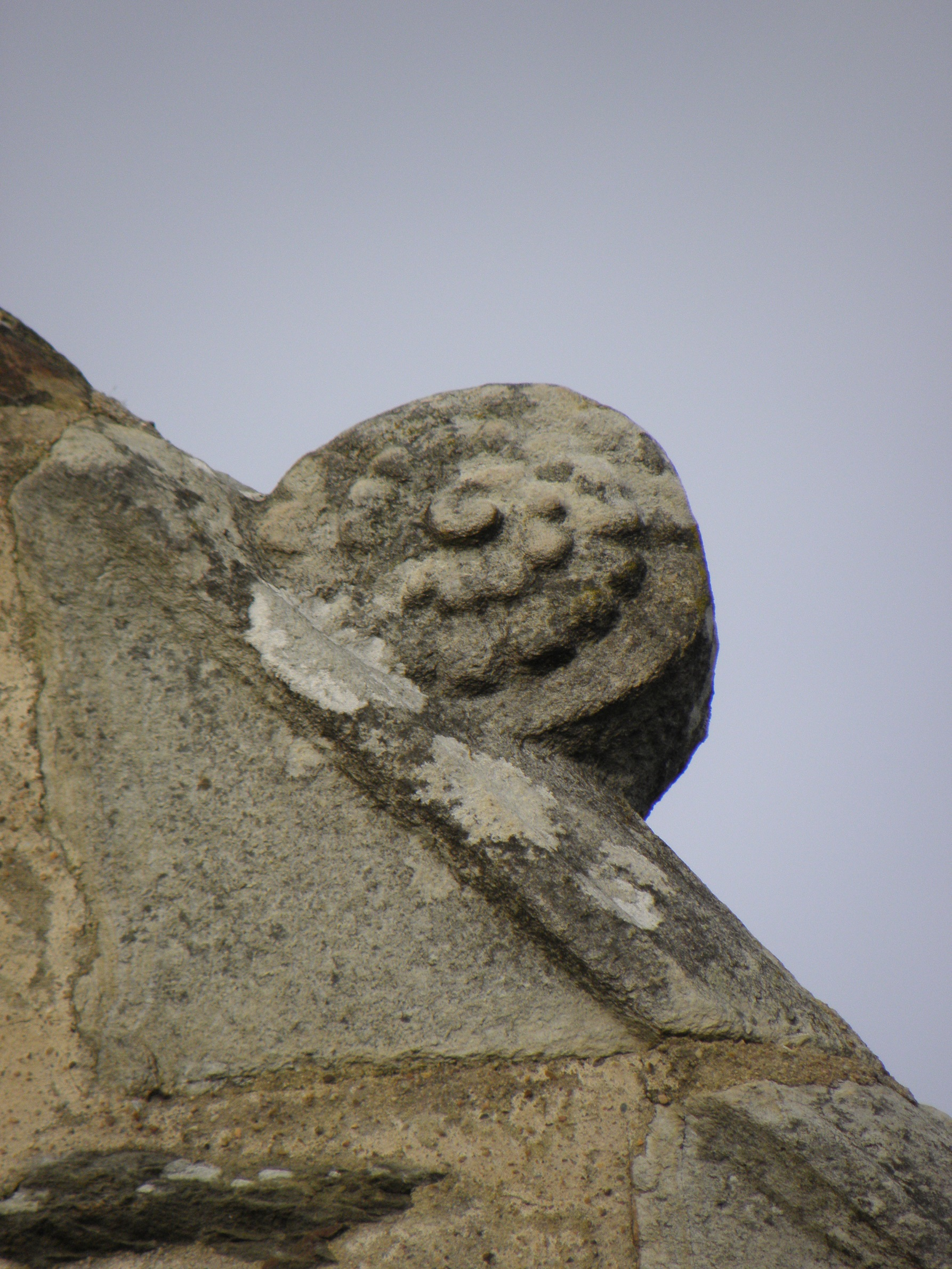
Motif floral du rampant du troisième pignon.
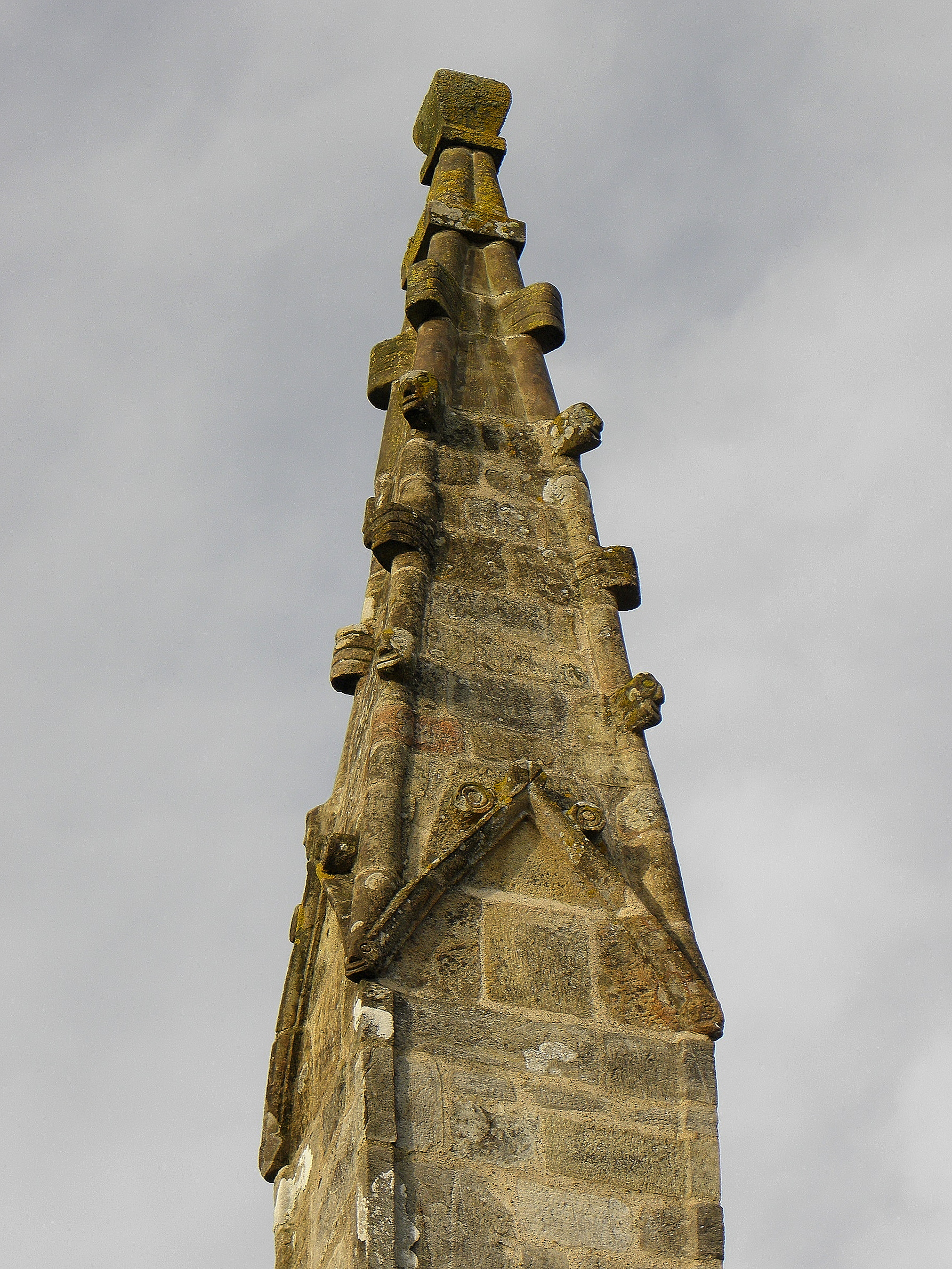
Pinacle du contrefort d'angle sud-est.

#### Le chevet

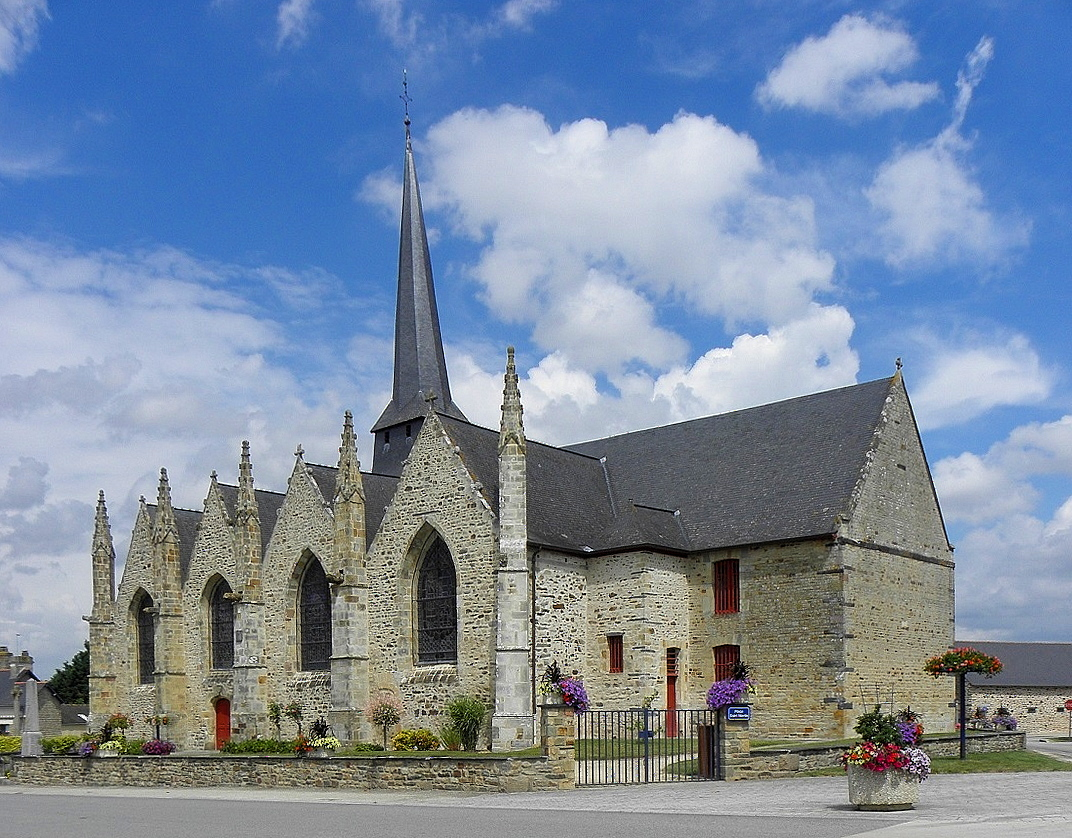
La sacristie à double étage.

La disposition originelle du chevet de l'église ne peut plus être appréciée depuis qu'une sacristie à double étage a été érigée à l'arrière du chœur. Si dès leur construction les collatéraux s'achevaient à l'est par des murs aveugles, il est très probable, qu'à l'exemple des églises bretonnes à parti bas et vaisseau central aveugle, le chœur de l'église de Moutiers s'ornait d'une maîtresse-vitre palliant l'éclairage indirect et parcimonieux de la nef par les chapelles. La présence de l'imposant retable du maître-autel ne permet guère aujourd'hui de le vérifier. Érigée en 1847, l'annexe orientale se veut éminemment fonctionnelle: sacristie au rez-de-chaussée, chambre à l'étage pour les archives et le conseil de fabrique. Il n'y a aucune place pour la fantaisie: le mur oriental est aveugle, présentant seulement un cartouche millésimant la construction, et toutes les fenêtres au nord comme au sud sont dotées de solides barreaux. Deux petits édicules de part et d'autre du bâtiment permettent la déserte depuis l'extérieur, assurant au surplus la communication entre étages par le biais d'escaliers ou encore la jonction entre la sacristie et les autels secondaires à l'intérieur de l'église. Cette architecture utilitaire voit l'introduction d'un nouveau matériau de construction, un schiste ardoisier noir utilisé pour les chaînages d'angle et les linteaux. D'extraction locale, souvent employé pour les bâtiments agricoles au XIXe siècle, son usage apparaît très daté.

### Intérieur
L'église de Moutiers, dénuée de transept, affecte un plan éminemment basilical. Il s'agit d'un vaste rectangle auquel on a adjoint, tant à l'ouest qu'à l'est, de petits appendices rectangulaires formant ici l'avant-nef, là le chœur. Cet espace, divisé en trois vaisseaux, est scandé par deux files de piliers octogonaux sur bahut qui reçoivent chacune les nervures multiples à pénétrations de quatre arcades en anse de panier. Celle ouvrant sur le rez-de-chaussée de la tour, côté nord, adopte un dessin différent, surbaissé, trahissant ainsi une époque de construction ultérieure pour le clocher. On a cependant pris soin d'harmoniser de ce côté la modénature de l'arcade avec les trois suivantes alors que la face donnant sur le collatéral présente un arc plein-cintre à l'intrados uniformément lisse. L'élévation est à un étage, une charpente lambrissée de forme ogivale et datée de 1618 couvrant l'église sur le vaisseau principal. Cette dernière est portée par un rang de sablières à plis et étrésillonnée par cinq entraits sans engoulant sculpté, la charpente adoptant le système dit à chevrons formant fermes. Les collatéraux sont coiffés de voûtes de bois ogivales transversales prenant appui sur de solides poutres joignant murs gouttereaux et piles de la nef centrale. Ce mode de voûtement, particulier aux églises rurales des régions de Vitré et La Guerche, permet de faire l'économie d'un couvrement sur croisée d'ogives en pierre complexe à mettre en œuvre tout en favorisant au maximum l'éclairage indirect de la nef centrale par les baies des collatéraux. Formant tunnel, le douvelis, peint  en bleu-ciel, est orné d'une suite régulière de doubleaux bicolores (bleus et blancs) et d'une lierne  ininterrompue joignant poinçons et faux-poinçons. Le chaulage en blanc du squelette de l'église et la peinture rouge vif des éléments porteurs visibles de la charpente complètent la décoration et la mise en valeur d'une architecture qui se veut avant tout simple et fonctionnelle.
La circulation au sein de l'église est strictement canalisée, d'ouest en est. Tout contribue à faire du vaisseau central l'épine dorsale de l'édifice. Depuis le murage de la porte occidentale sous la tour, le collatéral nord apparaît totalement assujetti à la nef principale. Quant au maintien d'une porte côté sud, dans la partie basse du collatéral, il induit un cheminement orthogonal dans le bâtiment, qu'il s'agisse de rejoindre vers l'est le chevet droit du collatéral sud et son autel secondaire ou encore de monter l'allée centrale vers le chœur, les yeux rivés sur le retable du maître-autel. 

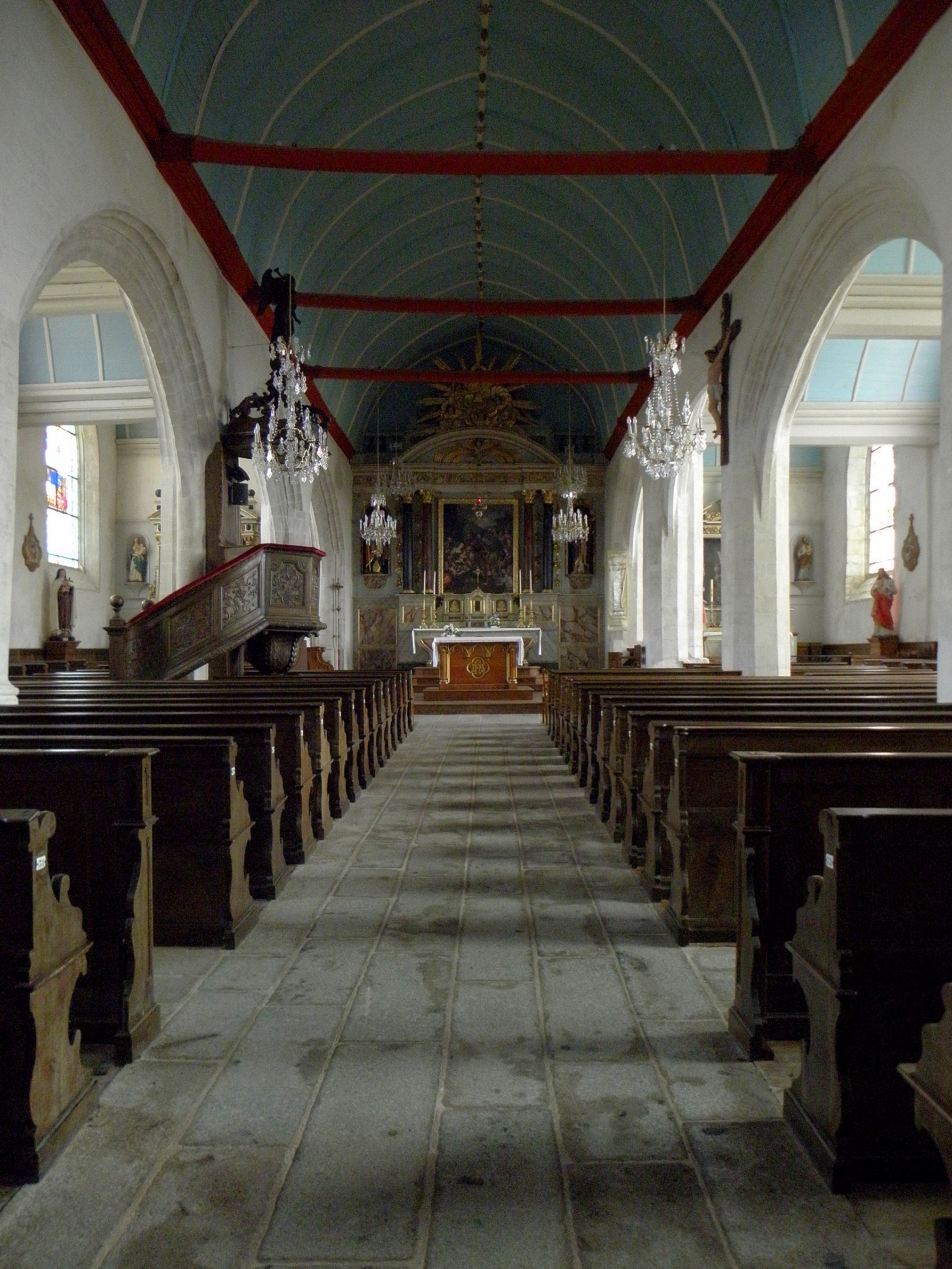
Intérieur de l'église Saint-Martin de Moutiers.
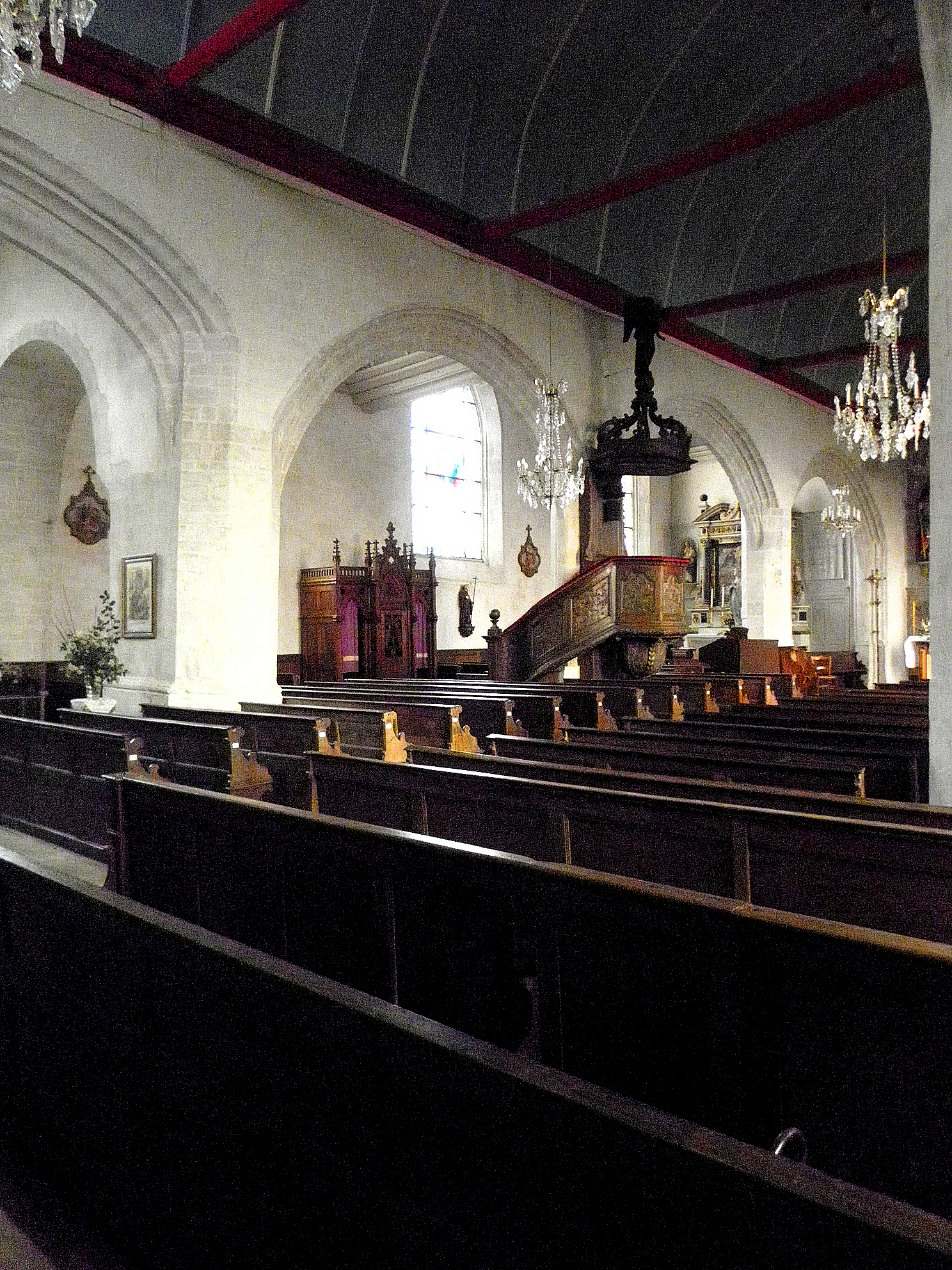
Vue traversante de la nef vers le bas-côté nord.
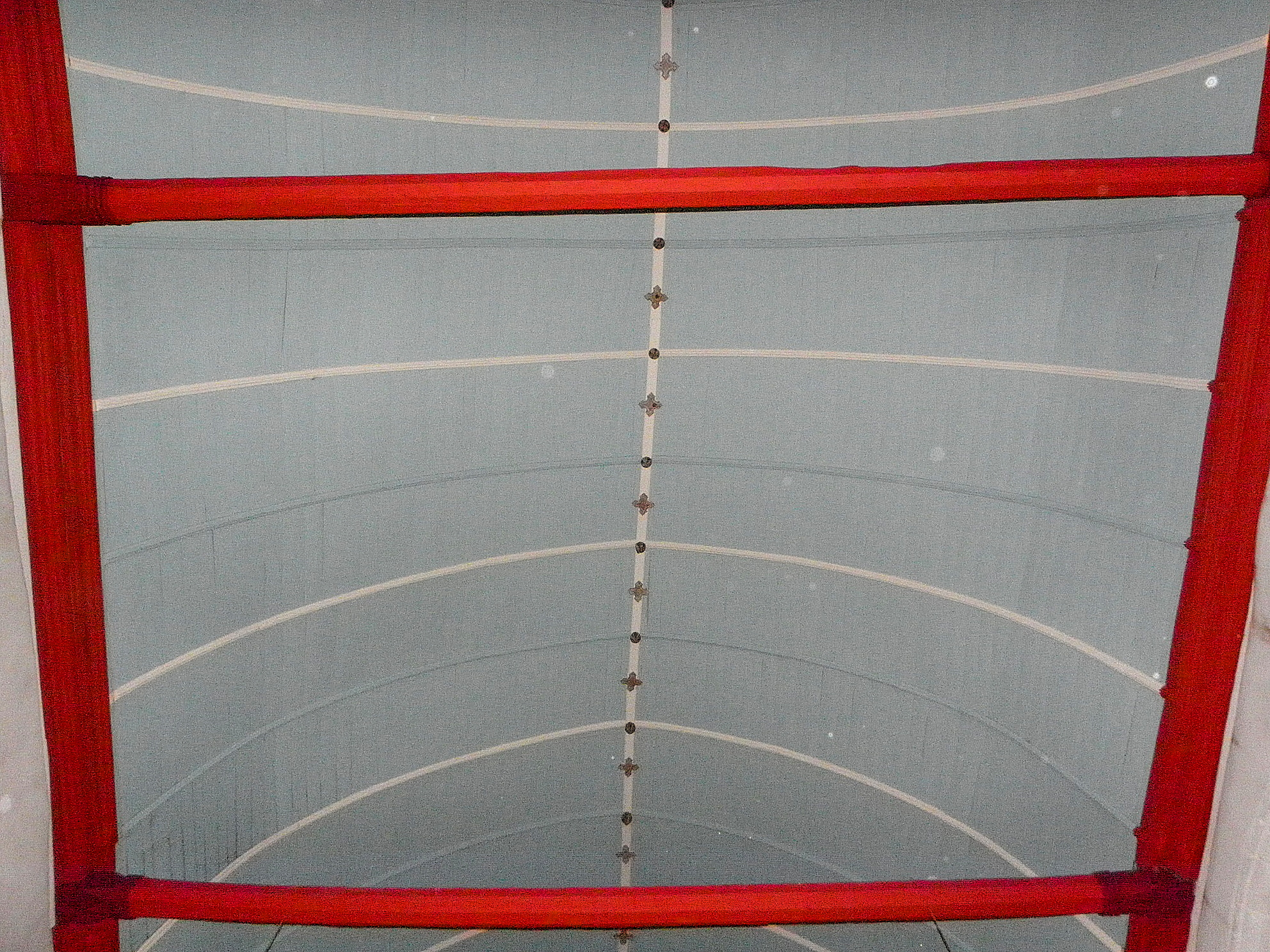
Douvis de la nef orné de doubleaux bicolores et d'une lierne.
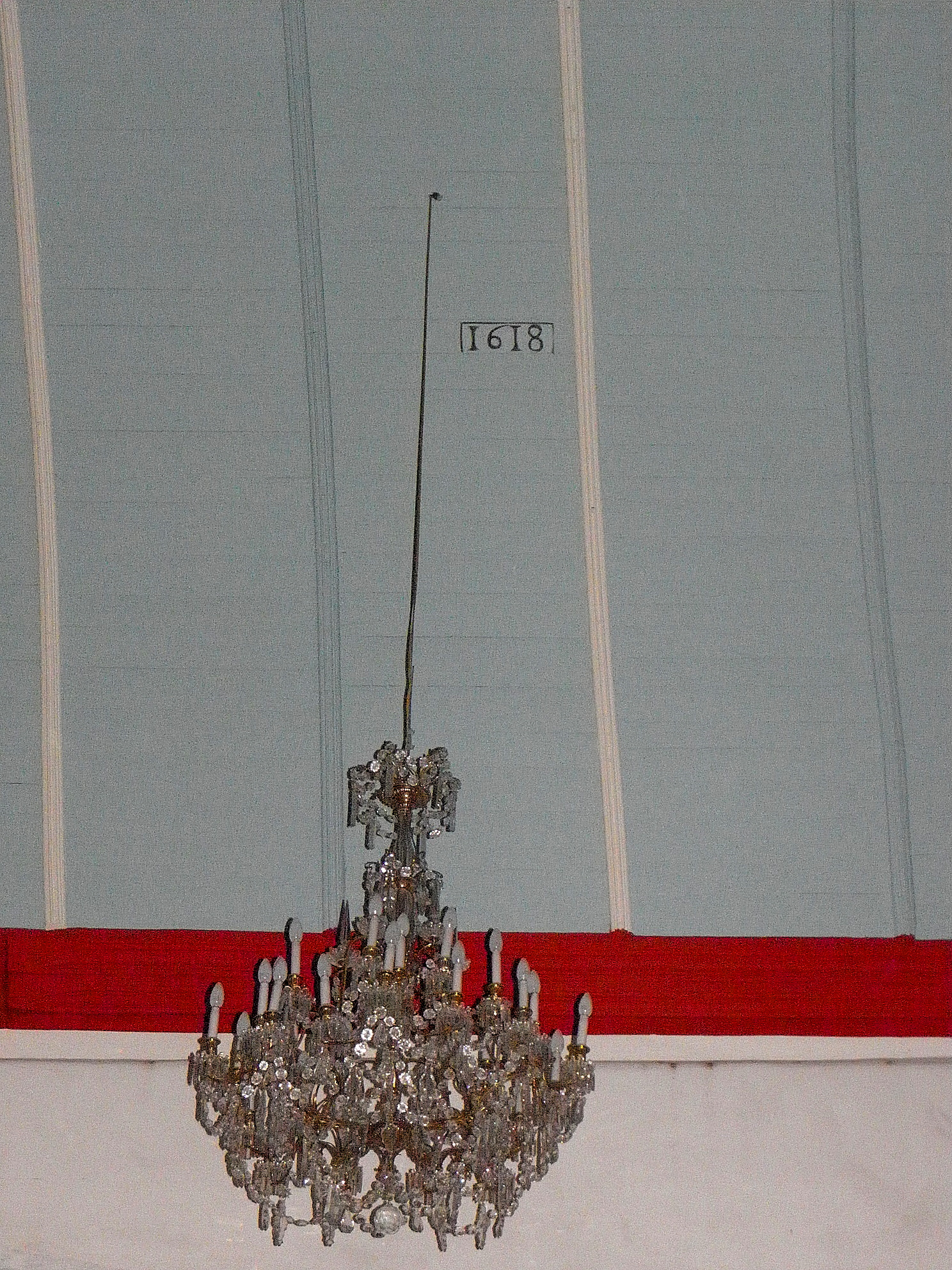
Millésime du lambris, dans la partie septentrionale du chœur.
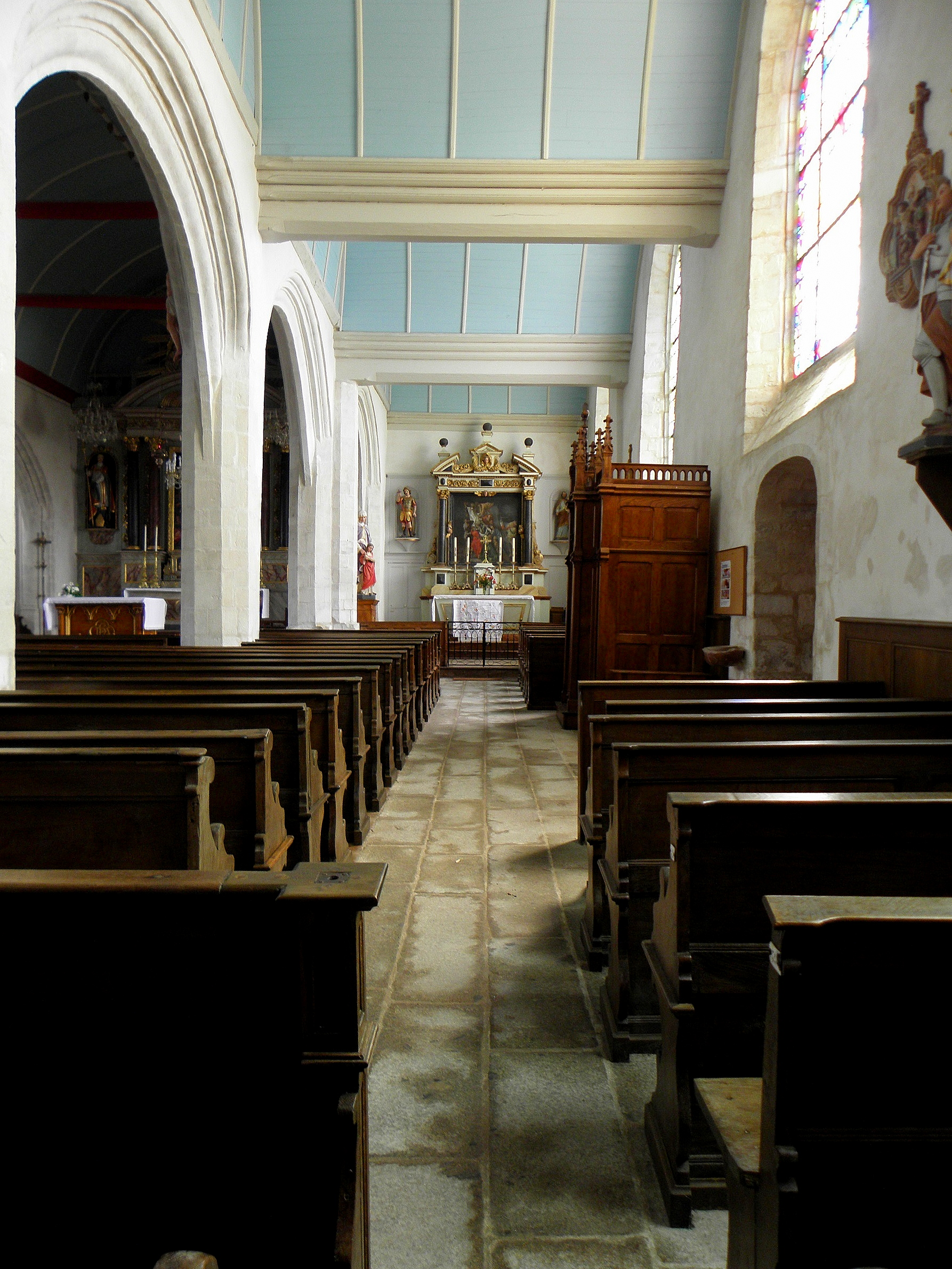
Le bas-côté sud voûté de berceaux orthogonaux successifs.
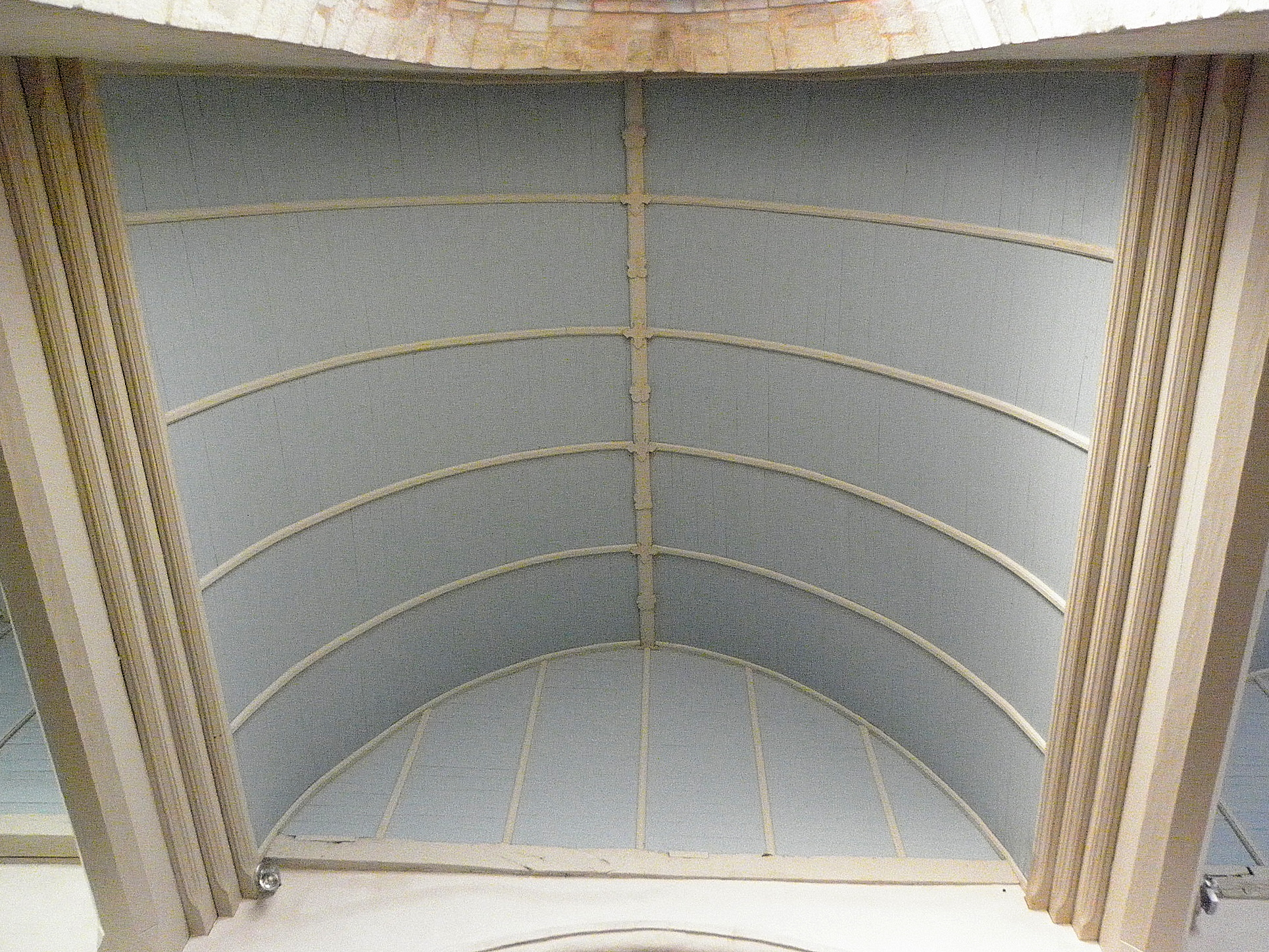
Couvrement d'une chapelle méridionale.

### Vitraux

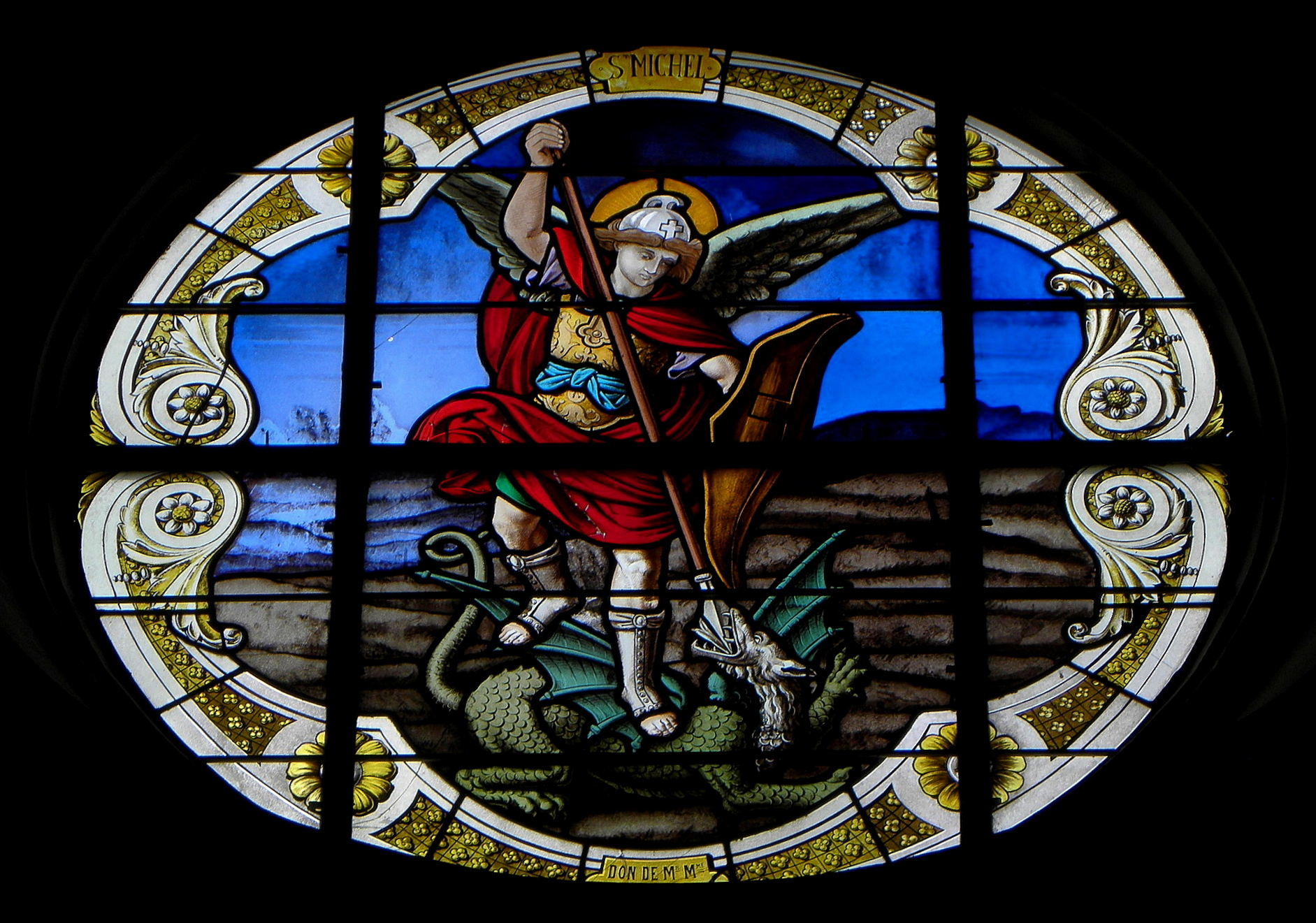
Saint-Michel combattant le dragon.

L'église Saint-Martin de Moutiers présente un ensemble de vitraux très homogène datant du dernier quart du XIXe siècle. Le corpus est l'œuvre des ateliers Lecomte et Colin de Rennes, certaines verrières étant datées (1891), d'autres mentionnant les noms de généreux donateurs (prêtres ou familles de la paroisse, desservant). Les compositions se réfèrent à des thèmes classiques d'une Église de France militante sous le Concordat. Sur un fond de grisailles mécaniques entouré d'un liseré feuillagé se détache un tableau unique cerné d'un cadre ouvragé et doré. Les neuf baies du bâtiment n'arborent aucune figuration vétérotestamentaire, aucune armoiries, mais des scènes tirées de évangiles ou de l'histoire religieuse de France, exception faîte d'un saint François-d'Assise gratifié d'une apparition du Christ.
Côté nord, d'est en ouest :
- apparition du Sacré-Cœur à sainte Marguerite-Marie Alacoque : rappel du Vœu national après la défaite de 1870;
- repos de la Sainte Famille : modèle de la famille pour les catholiques;
- apparition du Christ à saint François d'Assise : saint patron de l'abbé Trébault, curé de la paroisse depuis 1863[14];
- le baptême de Clovis par saint Rémi en présence de sainte Clotilde : verrière à proximité des fonts baptismaux, glorifiant la France, fille aînée de l'Église.

Côté sud, d'est en ouest :
- songe de saint Martin : seule illustration de l'apôtre des Gaules, patron de la paroisse;
- Jésus et Pierre marchant sur les eaux : concession à l'ultramontanisme et rappel du patronage de la cathédrale de Rennes;
- laissez venir à moi les petits enfants : écho à l'élan enseignant de nombreuses congrégations religieuses fondées au XIXe siècle;
- Saint Louis-Marie Grignion de Montfort, missionnaire apostolique originaire du diocèse de Rennes: verrière donnée par un missionnaire en Haïti.

Revers de la façade occidentale :
- Saint Michel terrassant le dragon.

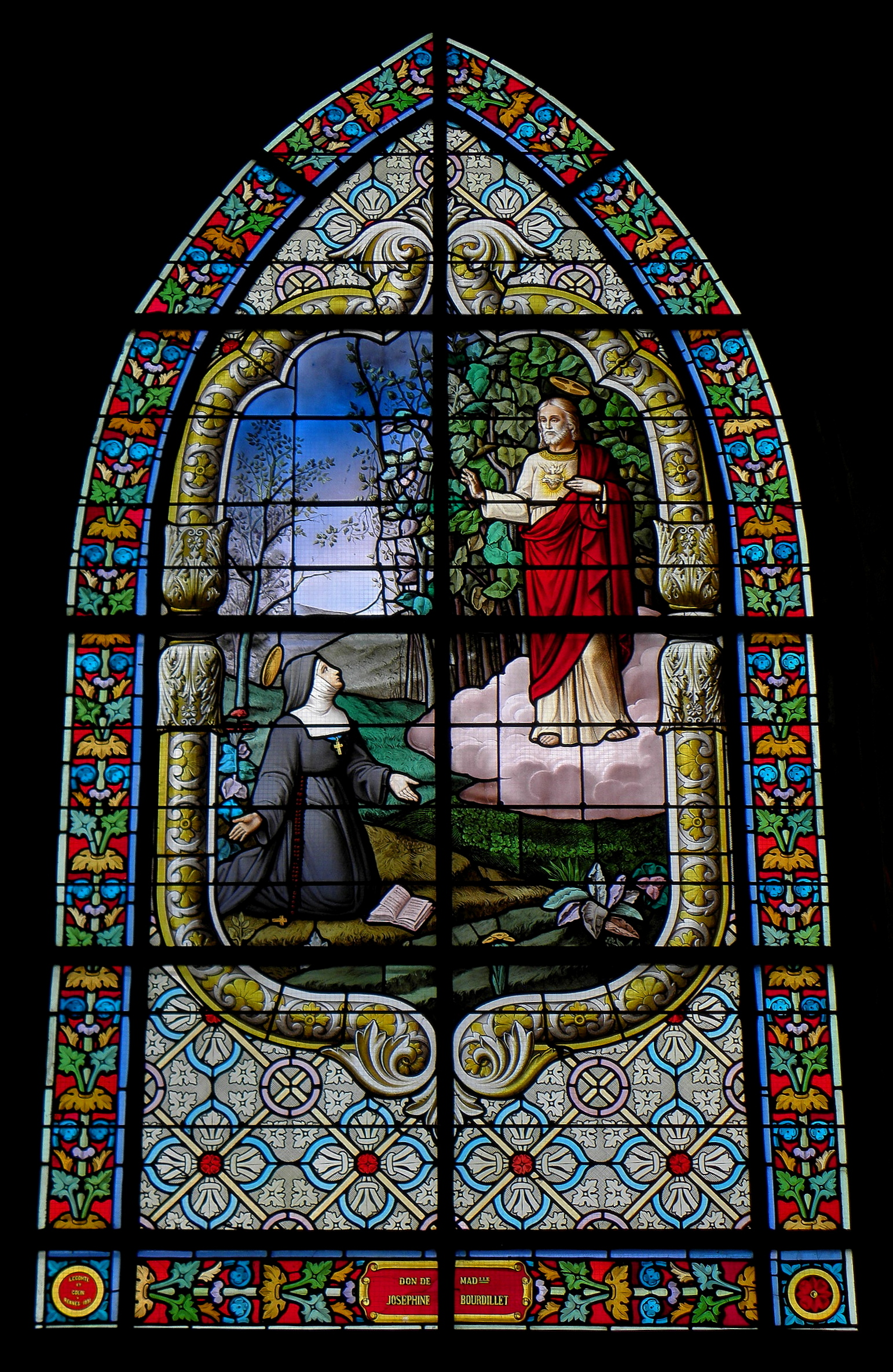
Apparition du Sacré-Cœur à Marguerite-Marie Alacoque.
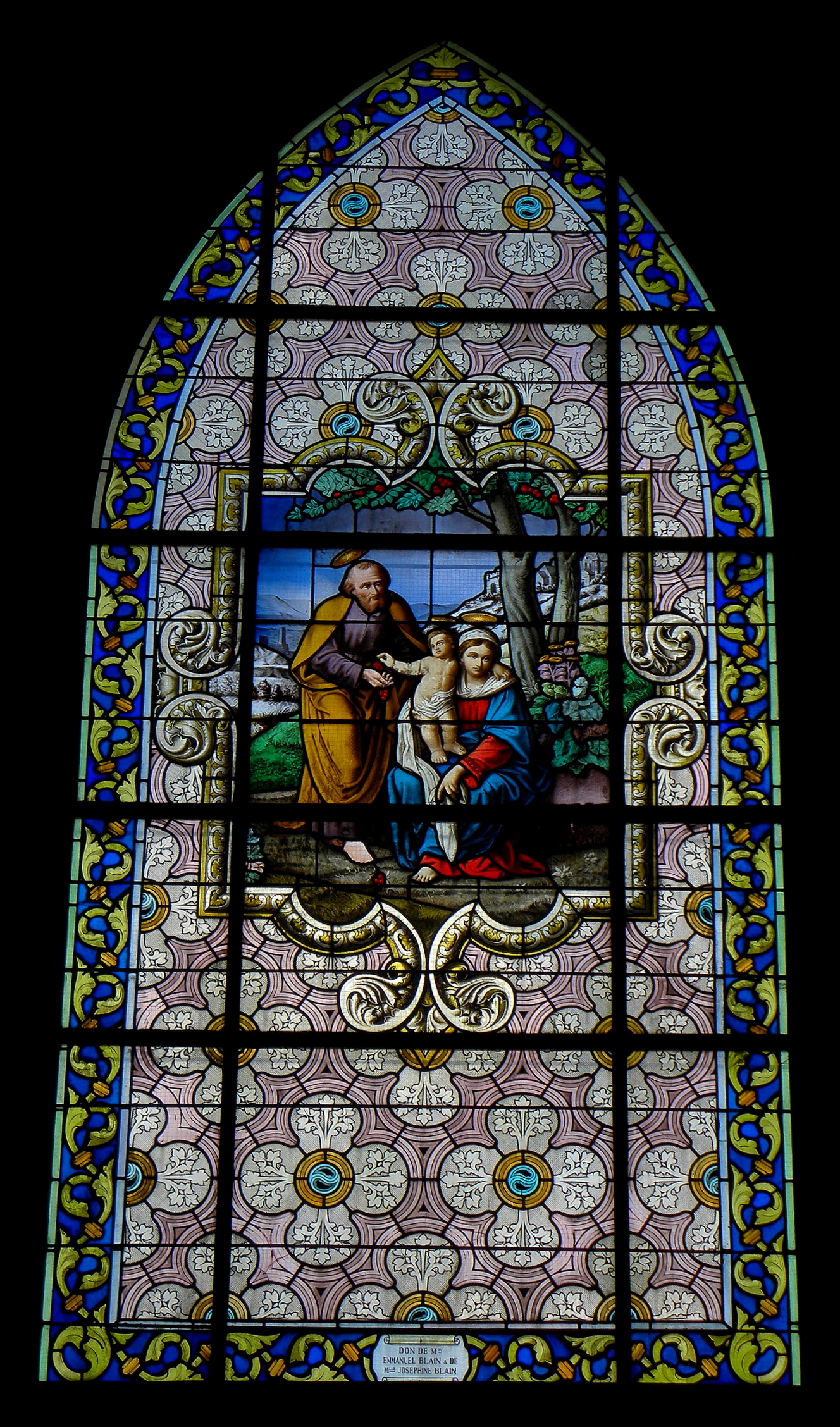
La Sainte-Famille.
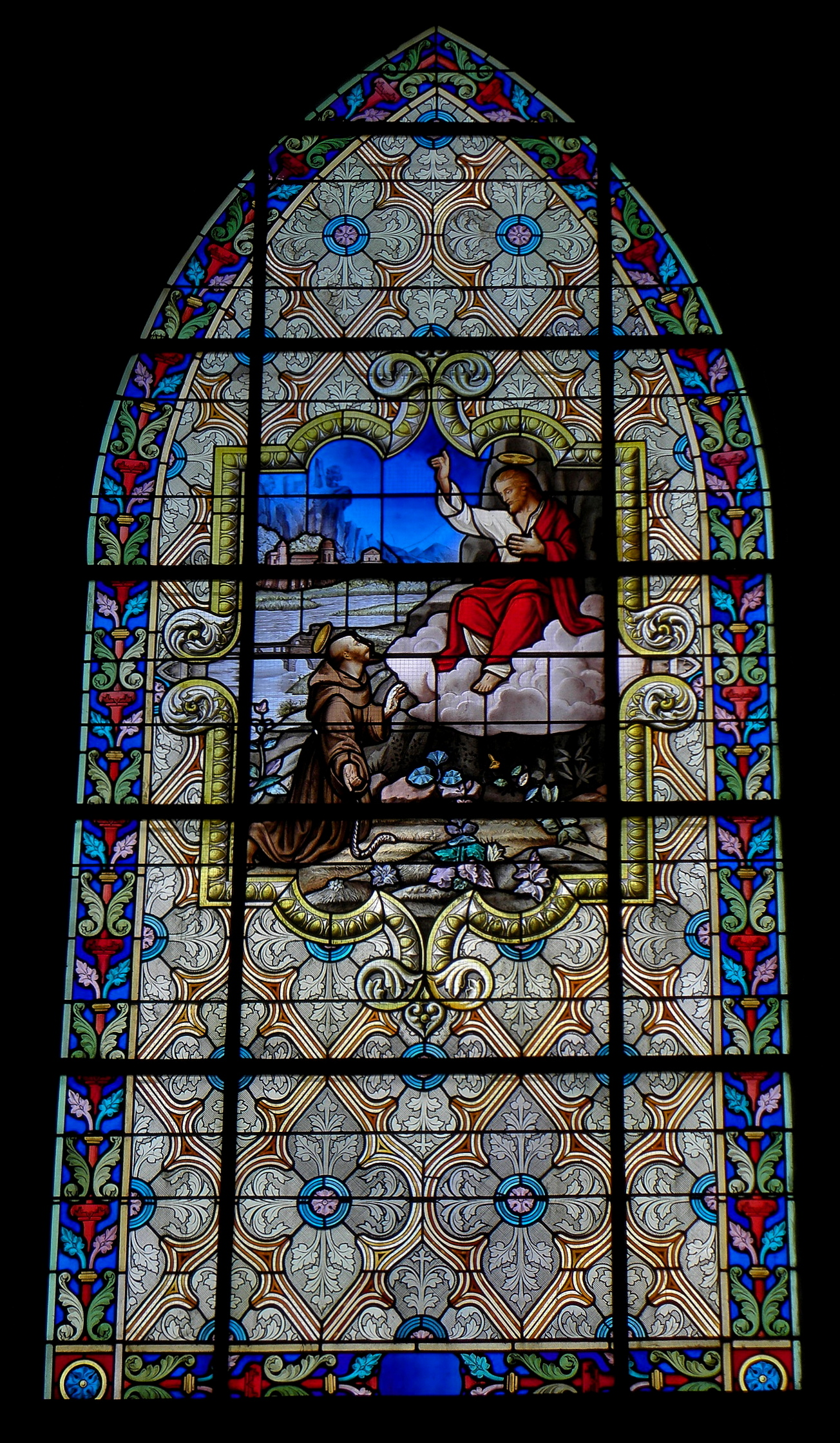
Apparition du Christ à saint François d'Assise.
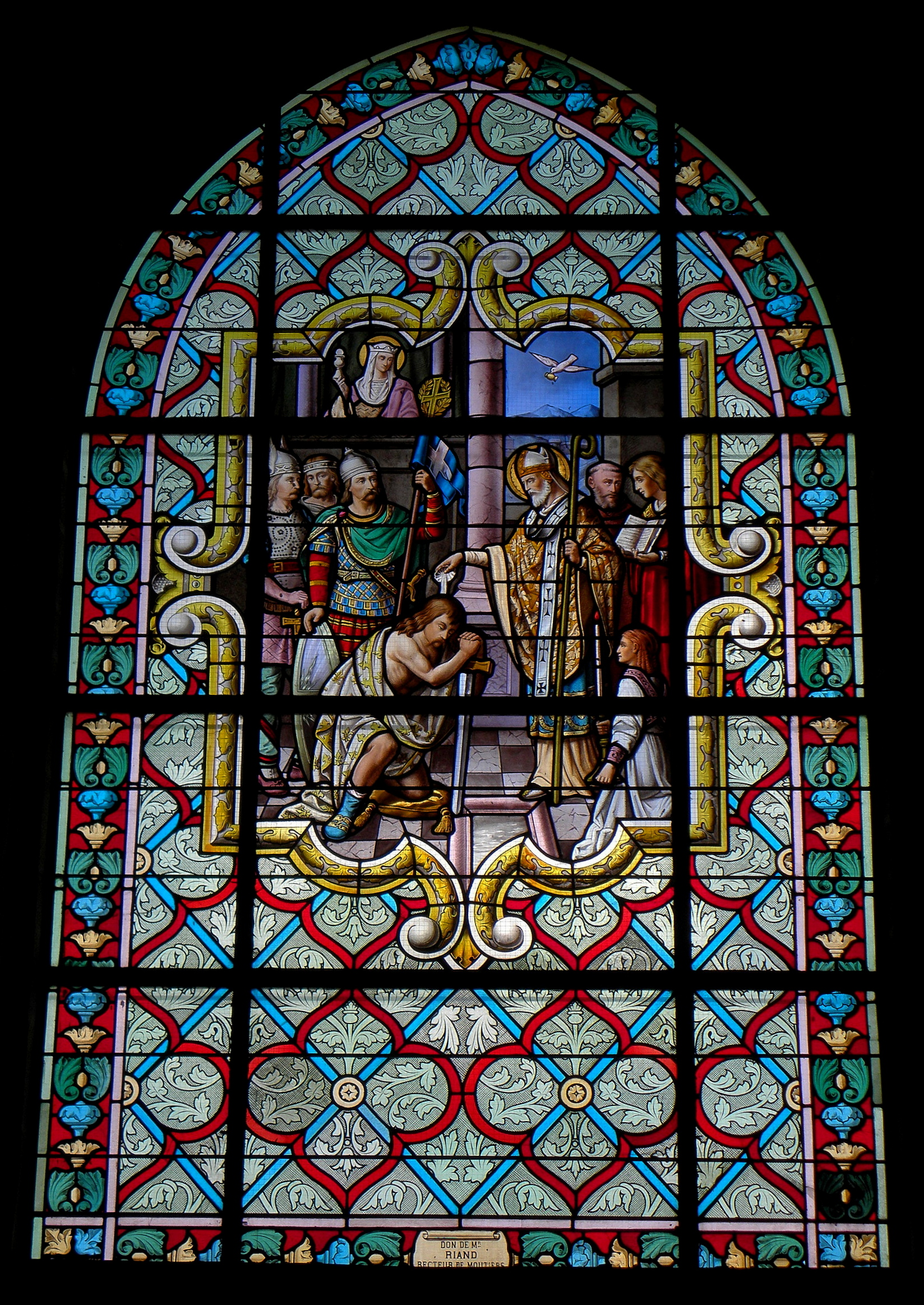
Baptême de Clovis.
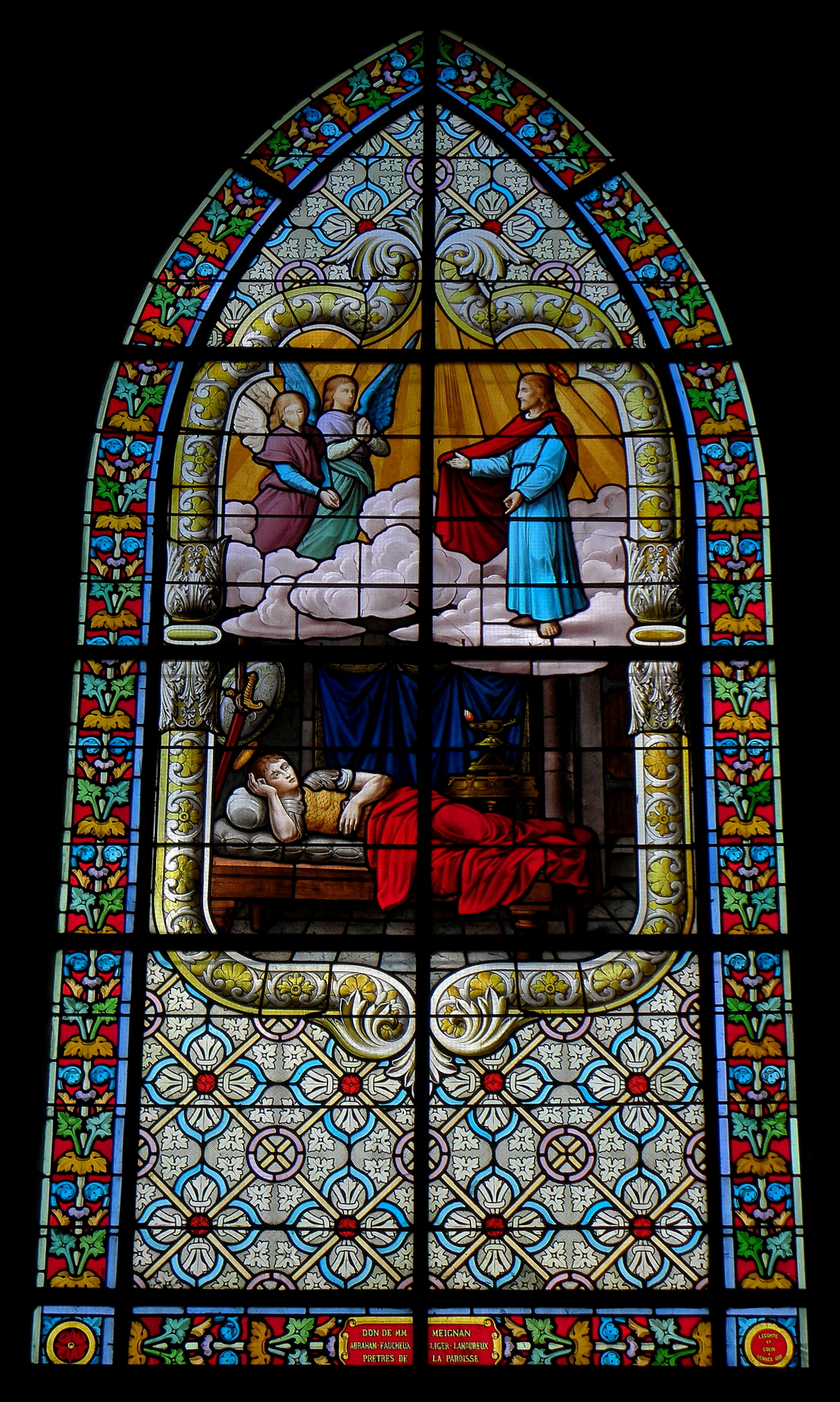
Songe de saint Martin.
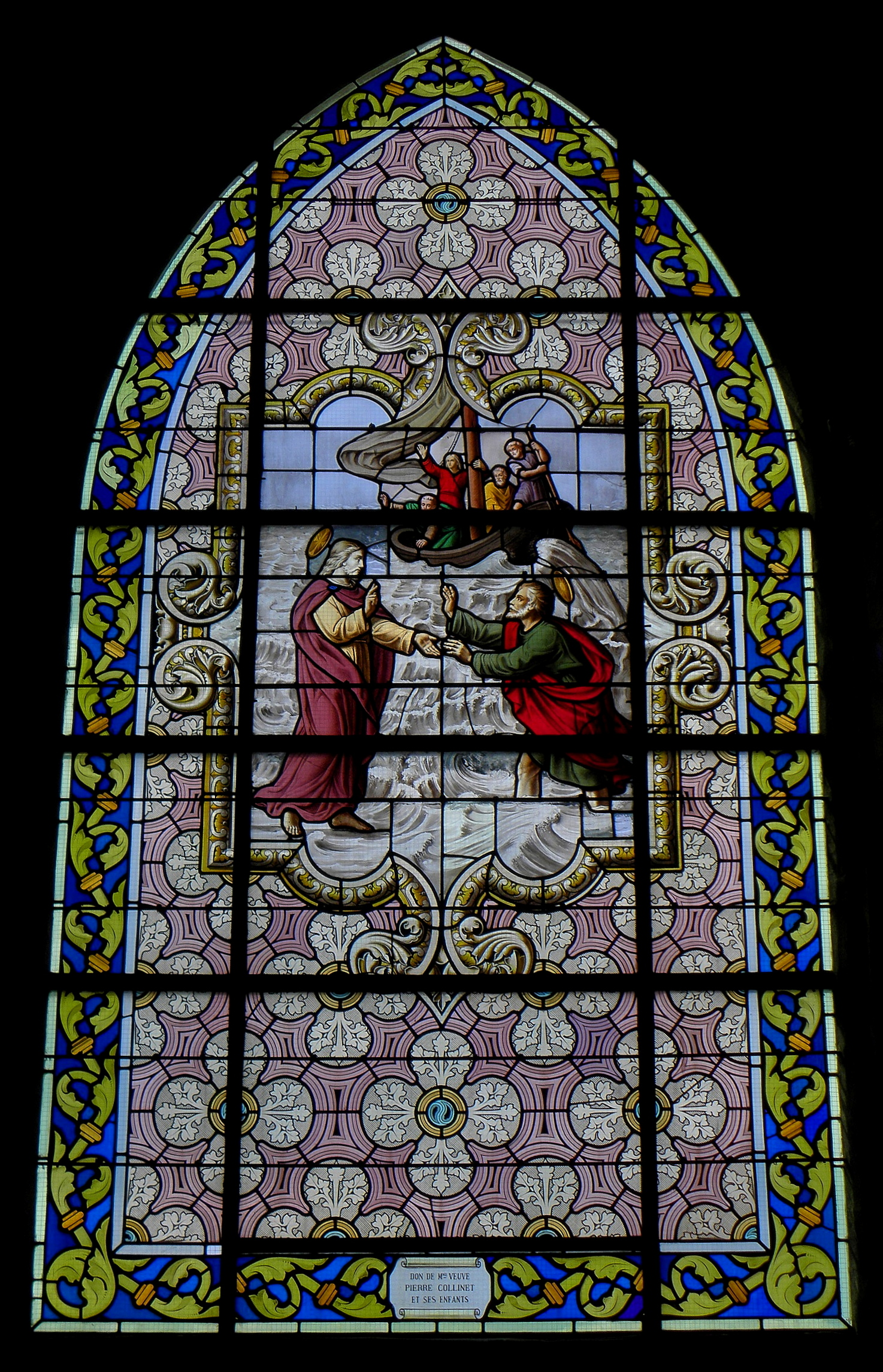
Jésus et Pierre marchant sur les eaux.
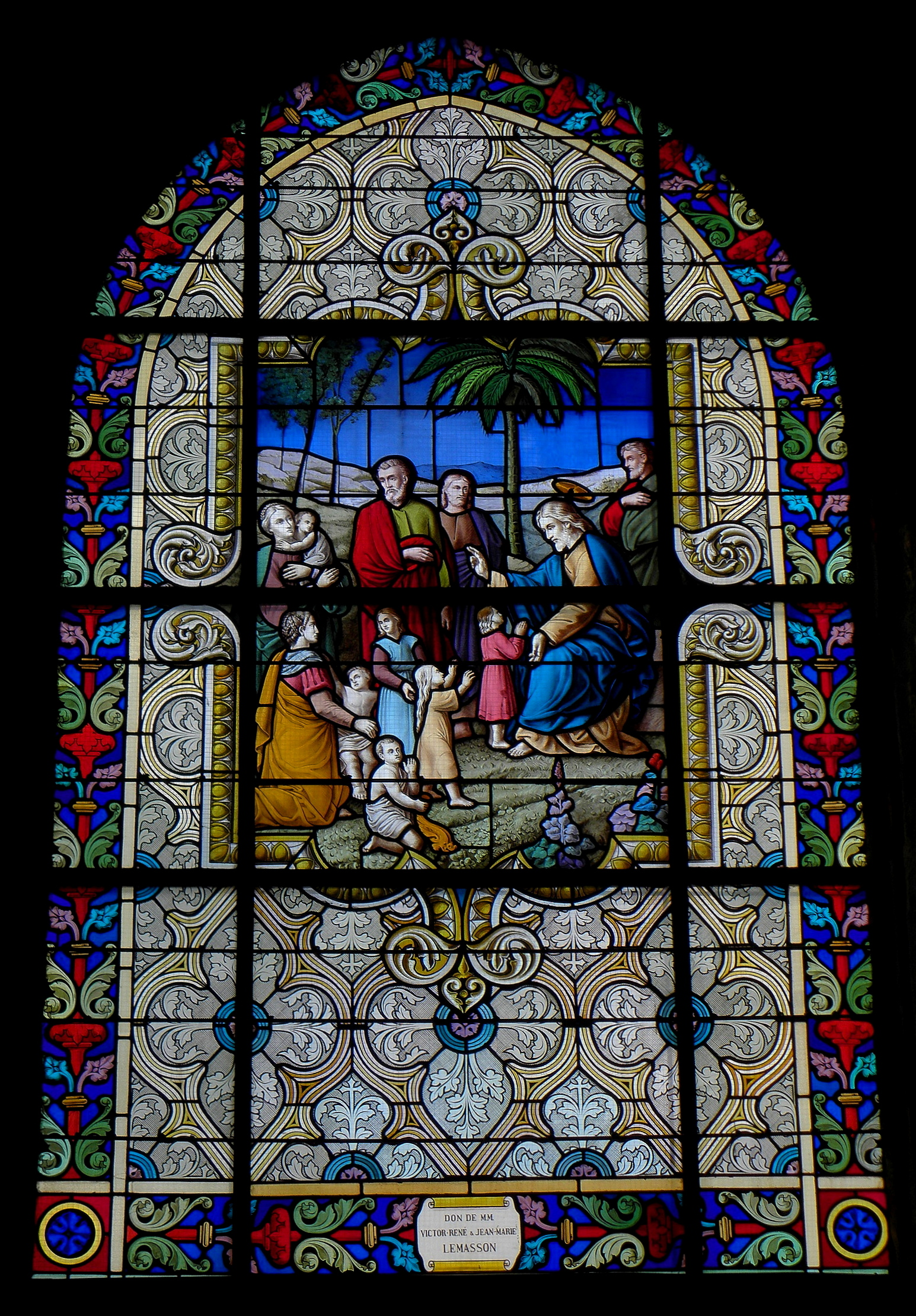
Laissez venir à moi les petits enfants.
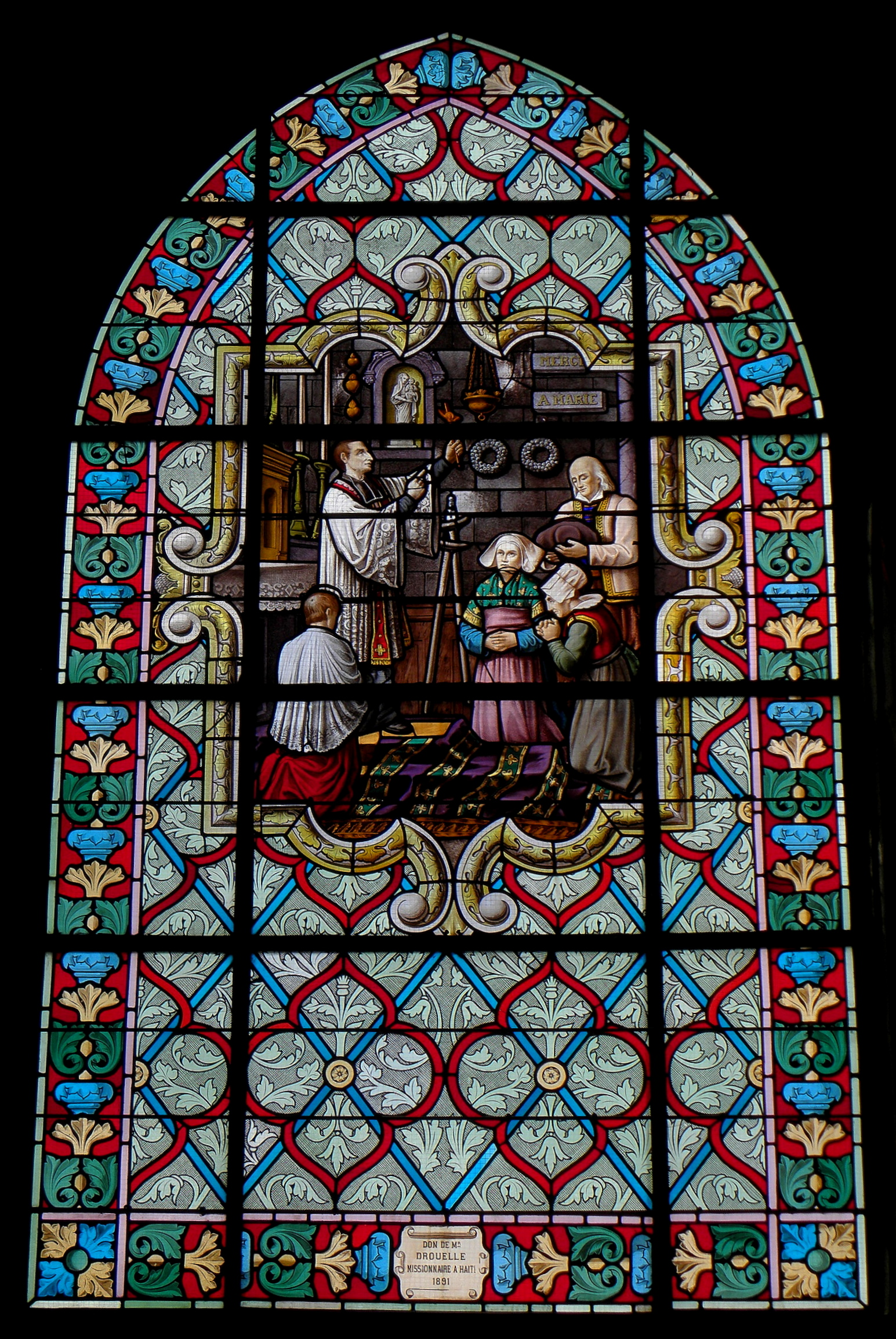
Saint Louis-Marie Grignion de Montfort.

## Mobilier

### Les retables
L'église abrite un ensemble de trois retables réalisés vers 1620 qui ont fait l'objet d'une mesure de classement le 21 février 1951.

#### Le maître-autel et son retable

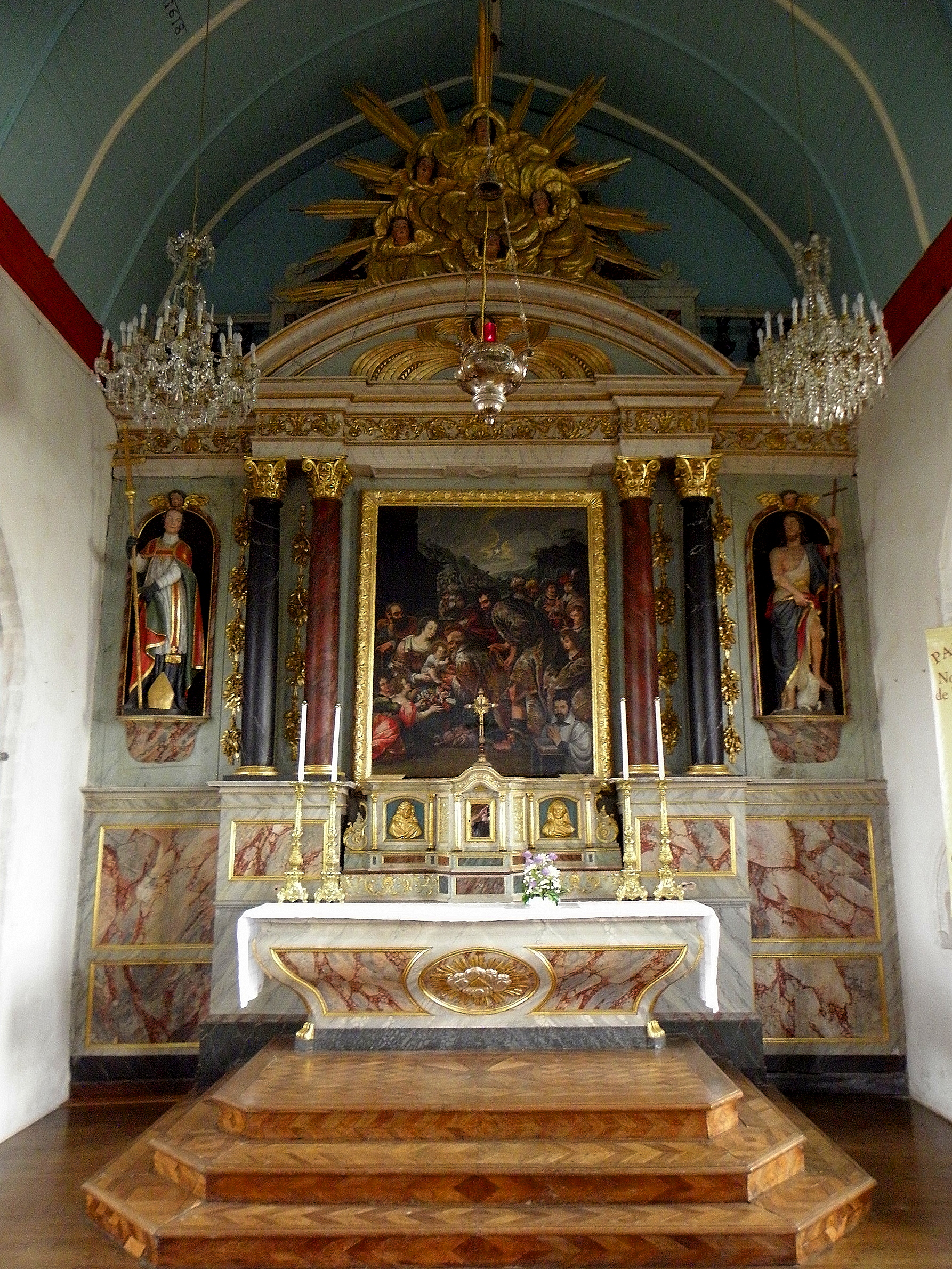
Chœur de l'église de Moutiers.

Le maître-autel de Saint-Martin de Moutiers, ses tabernacle et retable, forment un ensemble de grande qualité architecturale et esthétique bien que non homogène du fait de deux campagnes d'érection séparées par plus de deux siècles et demi. La construction est empreinte de la majesté du style grand siècle et témoigne de l'esprit de reconquête des fidèles qui présida à la Contre-Réforme en des contrées qui connurent l'établissement d'une église protestante urbaine protégée notamment par Guyonne de Rieux suzeraine de Vitré.
Le maître-autel, datant de 1854, est l’œuvre du menuisier Girard actif à La Guerche. Il a été peint par le rennais François Folie. En forme de tombeau, le devant et les côtés présentent un galbe en doucine et sont portés par deux griffes de lion dorées. L'antependium s'organise autour d'un ovale sculpté en bas-relief d'une gloire frappée du triangle trinitaire et accosté de panneaux peints en faux marbre. Trois degrés magnifient cette composition. Datant probablement du XVIIe siècle, cet ouvrage de menuiserie est marqueté, la plate-forme s'ornant de motifs en chevrons et d'une Croix de Malte.
Le tabernacle est structuré par la réserve eucharistique, petit temple semi-ovale formant avant corps d'une construction rectangulaire et oblongue animée par six colonnes lisses et dorées à chapiteaux corinthiens et cernée par deux ailerons feuillagés et entrelacés. Porté par un gradin décoré de cartouches de faux-marbres peints dans la partie centrale et de rinceaux et coquille sur les ailes, il présente une élévation à trois étages : soubassement, section intermédiaire concentrant l'essentiel de la décoration, entablement. Il s'agit d'un tabernacle à miroir (porte de la réserve) où les parties latérales présentent deux bas-reliefs figurant en buste la Vierge et le Christ enfant. Une corniche fortement dessinée couronne l'ensemble, sommée de deux pots à feu en ses extrémités et affectant une élégante forme de chapeau de gendarme en son milieu.
Le retable du maître-autel de Saint-Martin de Moutiers présente la particularité de ne pas participer de l'esthétique lavalloise largement diffusée dans les églises des campagnes de Vitré et La Guerche. Fortement architecturé, il ne s'agit pas d'une œuvre construite en pierre de tuffeau, le bois en étant l'élément constitutif majeur. Il s'apparente à une façade écran plaquée contre le mur du chevet, servant d'écrin au tabernacle, lieu du mystère eucharistique. Soubassement, corps central et couronnement constituent les trois éléments d'égale hauteur d'un noble étagement harmonieusement contrebalancé par une tripartition dynamique où la partie centrale, formant avant corps, est trois fois plus large que les ailes. Le soubassement, correspondant à l'emmarchement de l'autel, au maître-autel et au tabernacle. Il apparaît délibérément dépouillé, ne jouant que sur l'effet d'optique entre avancée centrale et retrait des parties annexes. Il est simplement orné d'un décor de panneaux de faux marbres pour mieux laisser pleinement se développer la fonction sacerdotale. La partie intermédiaire relègue le culte des saints de la paroisse (statues en ronde-bosse et grandeur nature de Saint-Martin en habits archiépiscopaux et Saint-Jean-Baptiste) dans des niches, sur les côtés, tandis qu'un tableau, figurant l'adoration des mages, trouve place dans la section centrale, magnifié par deux paires de colonnes en marbres noir et rose, focalisant ainsi l'attention des fidèles sur un épisode de la vie du Christ. Cette huile sur toile de 180 cm sur 230 cm est attribuée à Mathurin Bonnecamp, peintre né à Vitré en 1590, tracé jusqu'en 1636 et particulièrement actif dans la région mancelle. Empreinte d'influences de Vignon et Hans von Aachen, cette œuvre figure en bas à droite le donateur, un prêtre en surplis, sans doute desservant de la paroisse. Le couronnement du retable voit se déployer sur toute sa largeur une frise de rinceaux feuillagés qui unifie la composition, les ailes se terminant par des balustrades qui tempèrent l'élan ascensionnel du fronton courbe central sommé d'une gloire dorée peuplée d'angelots encadrant un triangle trinitaire dont celui de l'antependium de l'autel se fait l'écho.

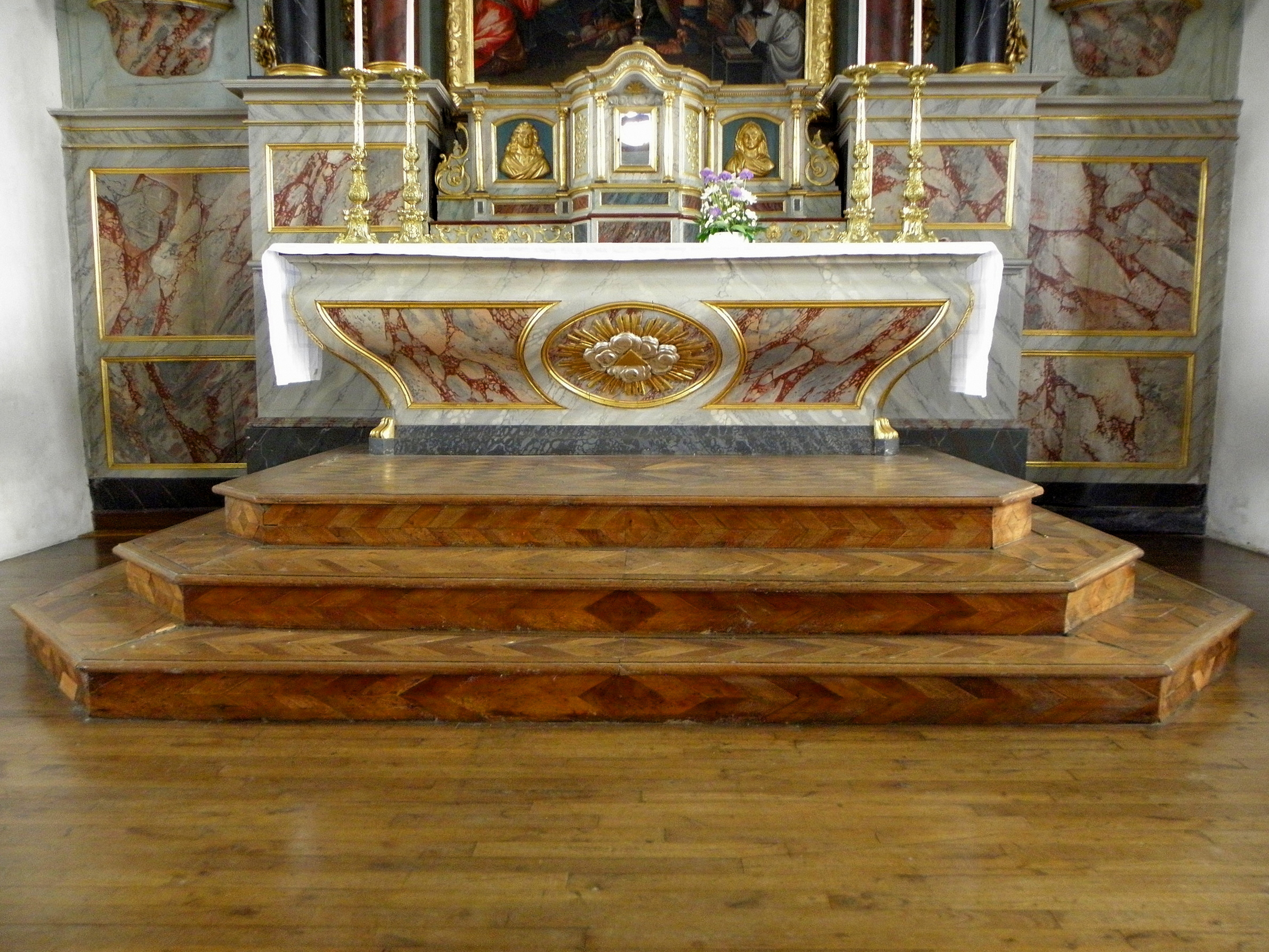
Le maître-autel et son tabernacle.
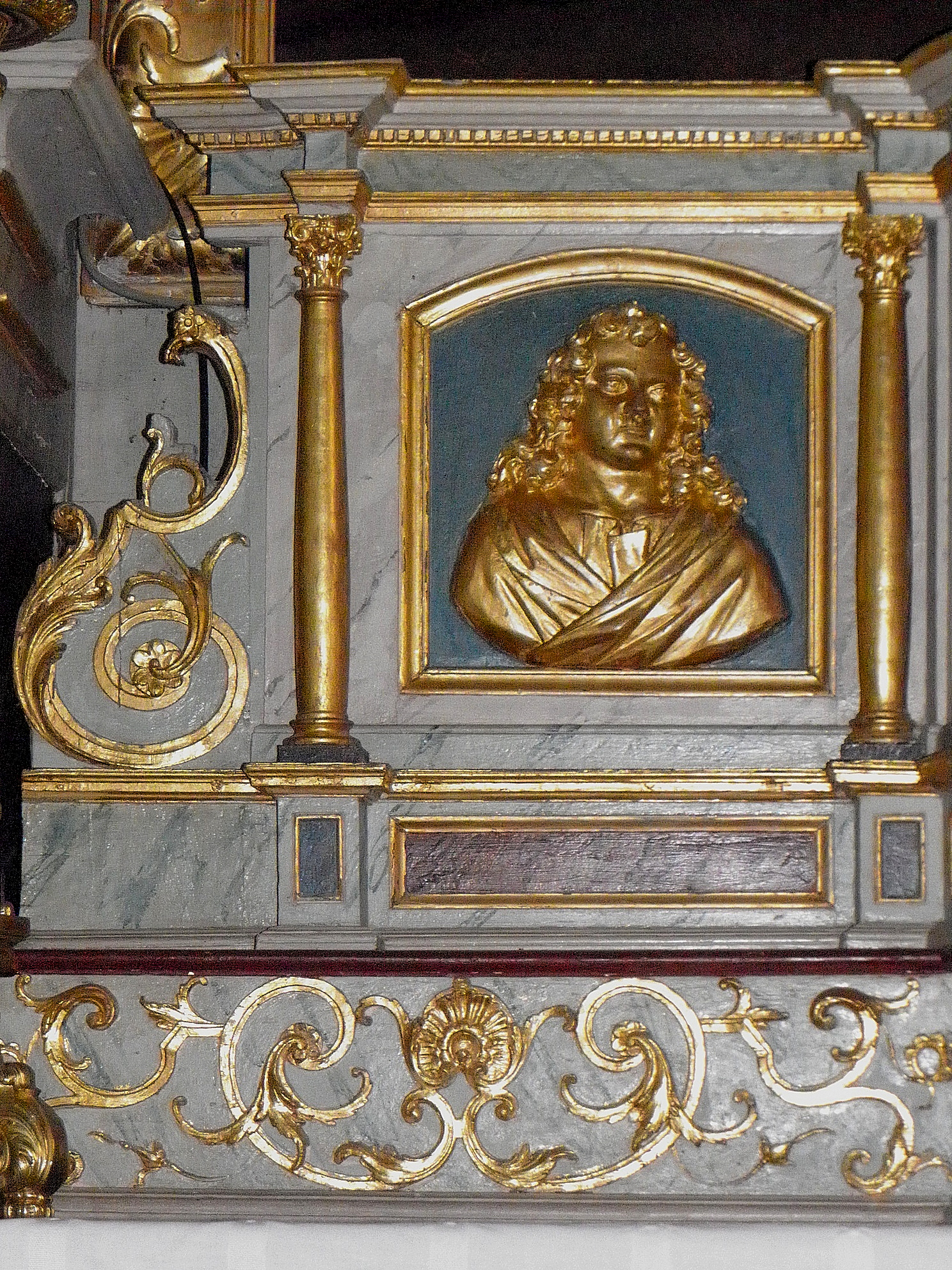
Bas-relief du Christ ornant l'aile gauche du tabernacle.
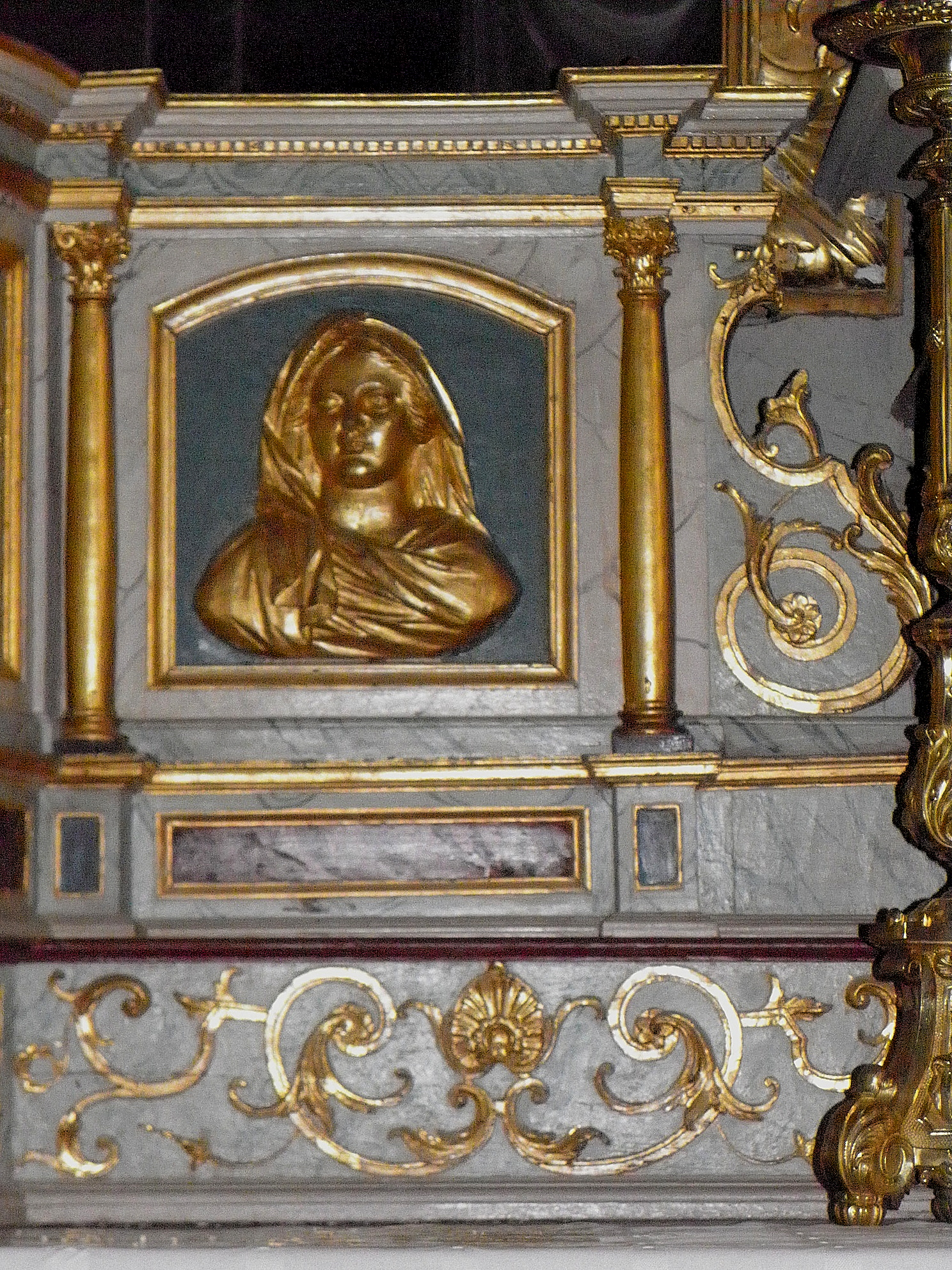
Bas-relief de la Vierge ornant l'aile droite du tabernacle.
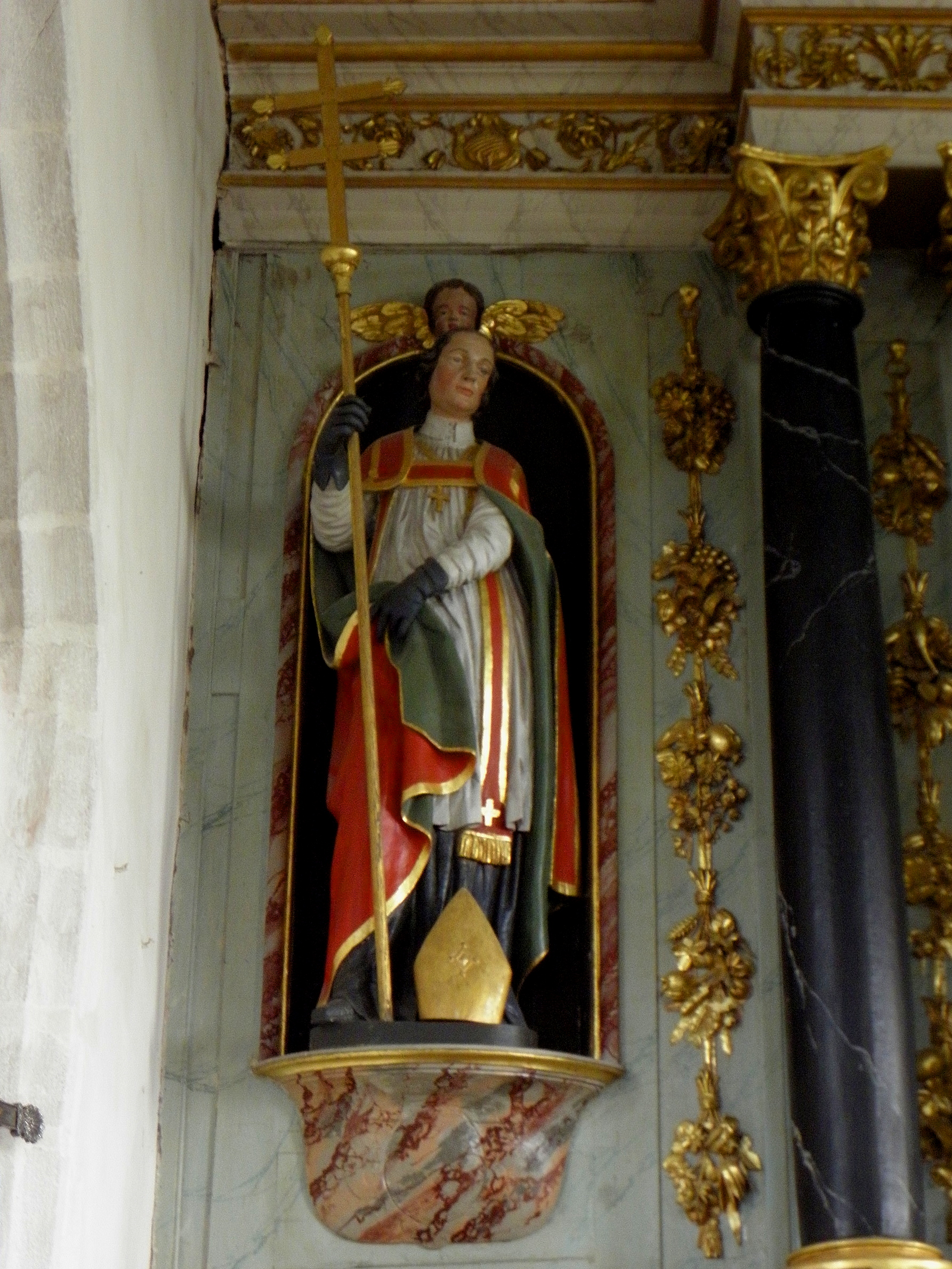
Statue de Saint-Martin.
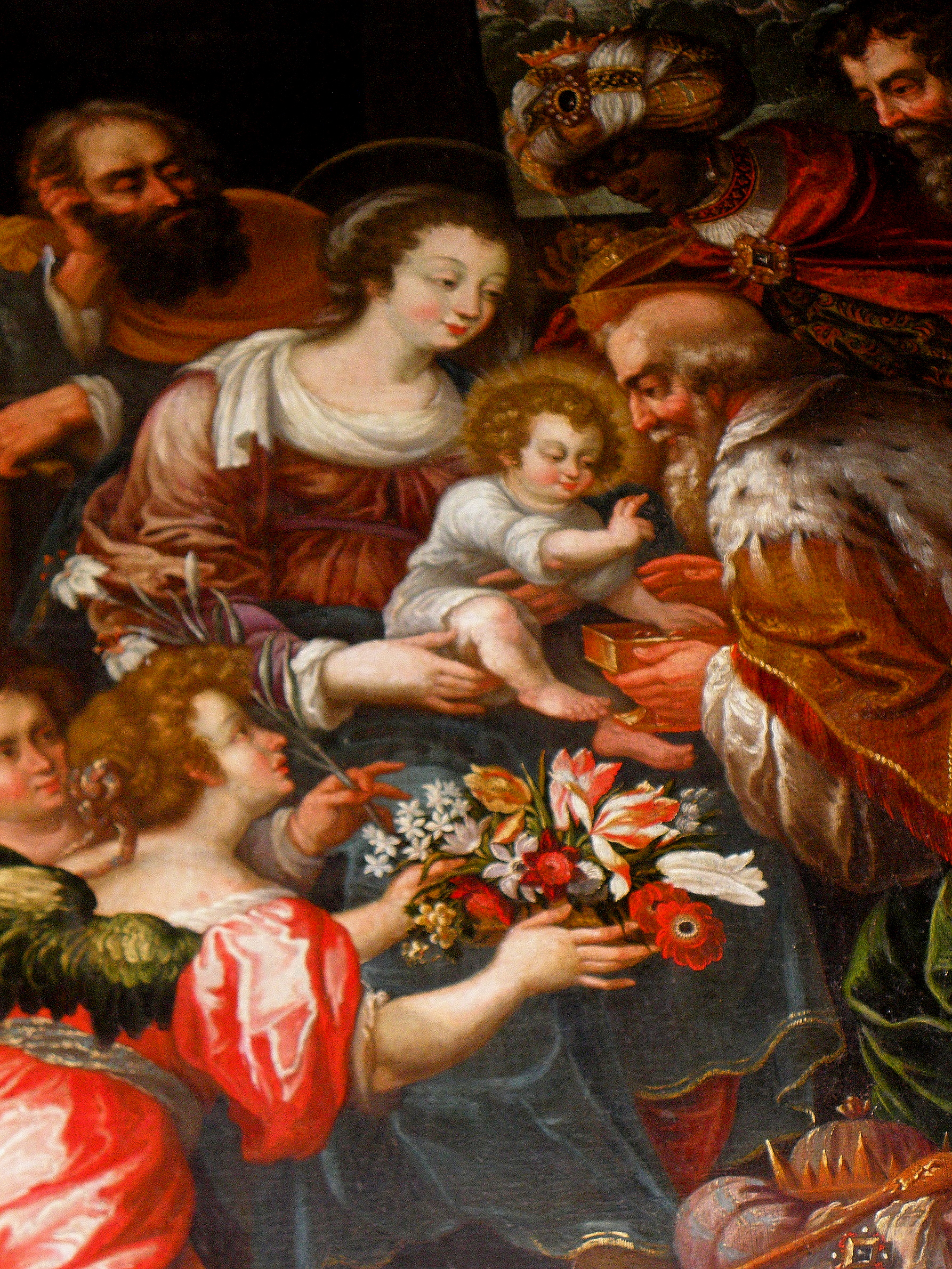
Tableau de l'adoration des mages.
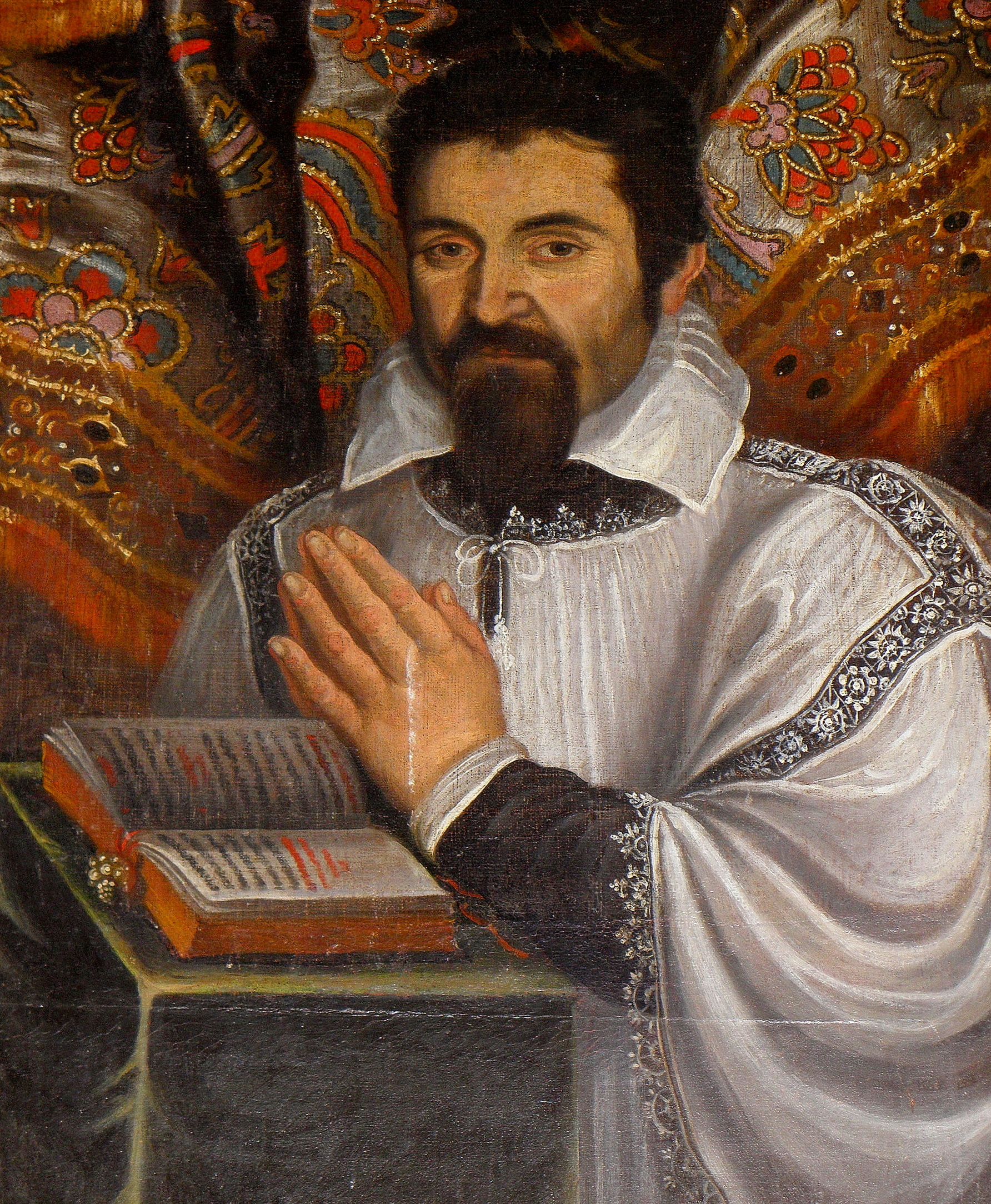
Prêtre donateur du tableau.
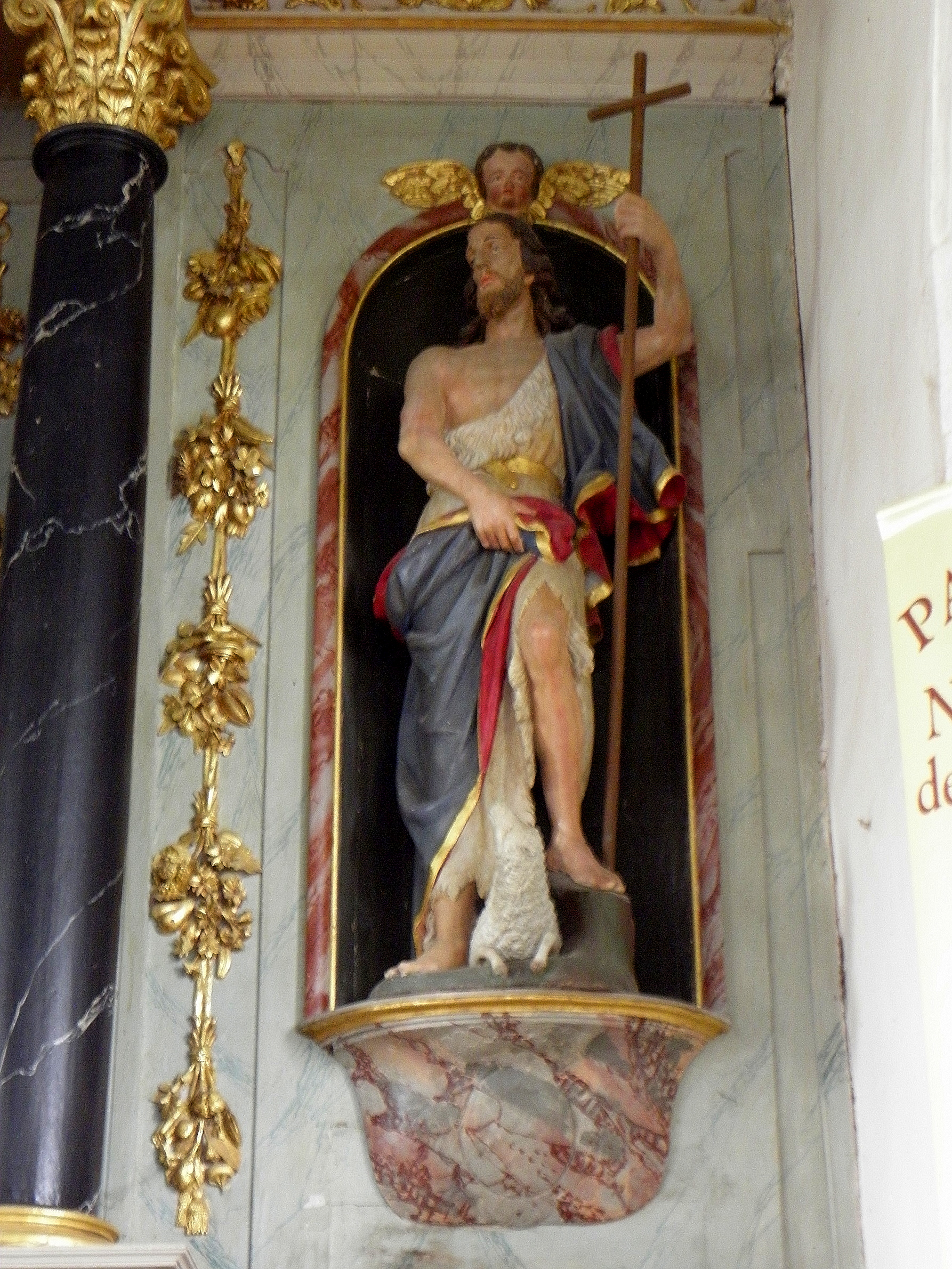
Statue de Saint-Jean-Baptiste.
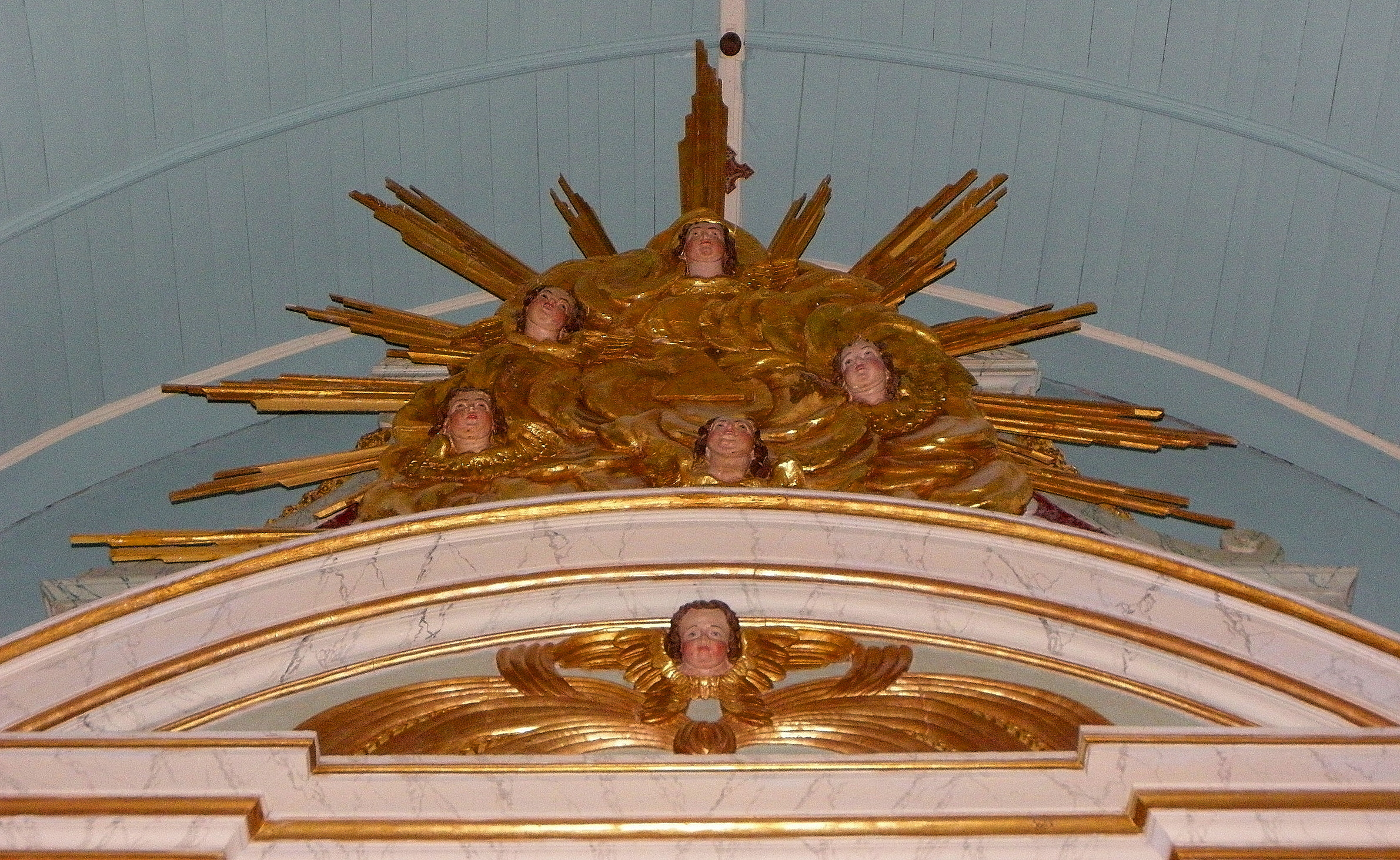
Fronton courbe et gloire couronnant le retable.

#### Le retable de l'institution du Rosaire

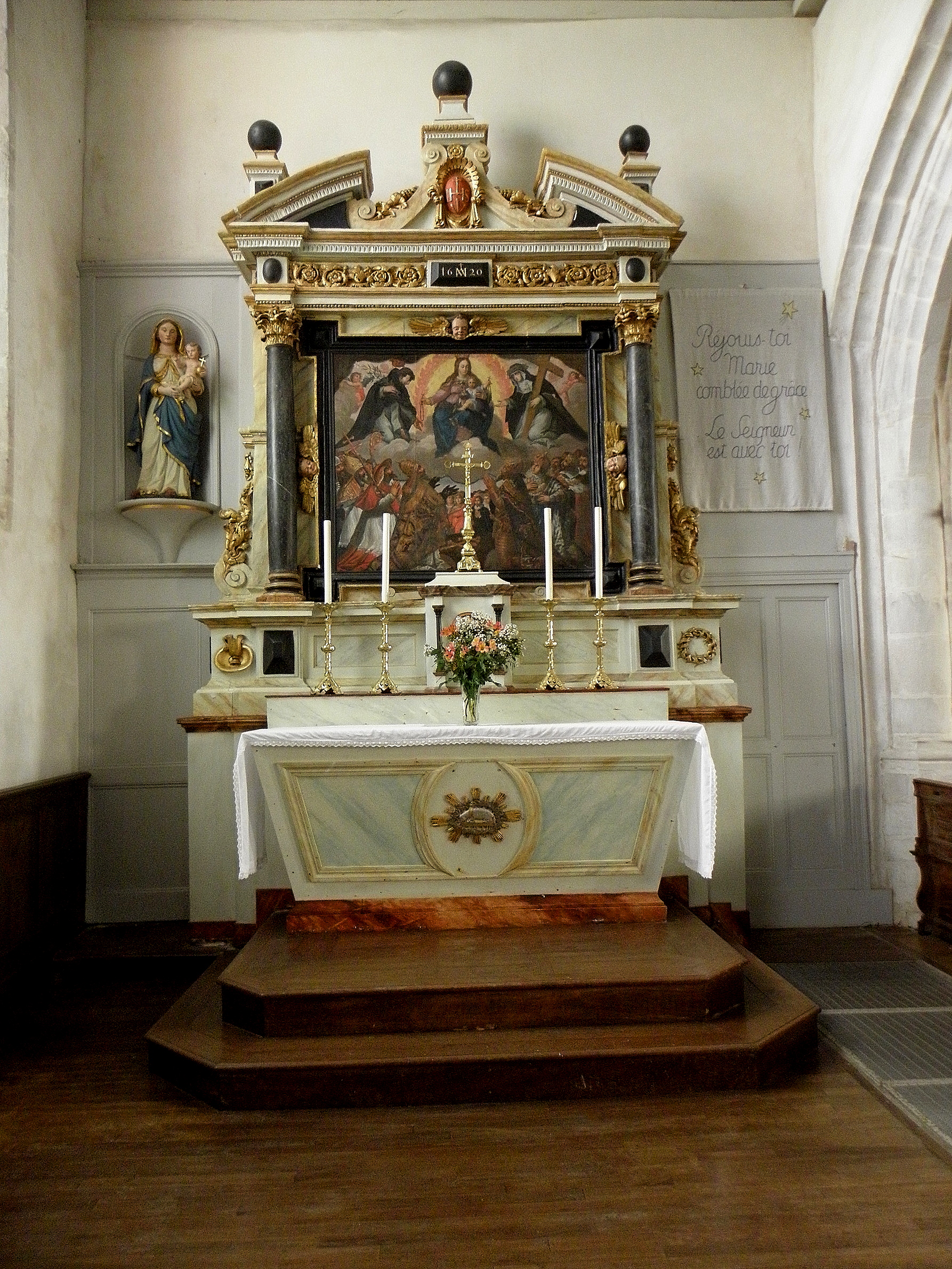
L'autel du collatéral nord et le retable de l'institution du Rosaire.

Tout comme celui du maître-autel, le retable de l'institution du Rosaire a perdu son autel originel. Plus de deux siècles séparent les deux réalisations qui s'harmonisent tant bien que mal. L'autel, très simple, affecte la forme d'un tombeau orné sur sa face principale d'un bas-relief représentant l'agneau pascal immolé au milieu d'une gloire. Il date de 1840 et s'appuie sur un retable lavallois daté de 1620, œuvre probable de l'architecte Jean Martinet. Ce retable allie les matériaux traditionnels des compositions lavalloises : tuffeau, marbre noir à grains très serrés et sans veine, marbre gris veiné de blanc dit d'Argentré, bois peint doré ou feignant le marbre. Si les lignes horizontales apparaissent comme prédominantes dans la composition (frises de rinceaux, format oblong du tableau, fronton interrompu surbaissé), ailerons feuillagés et dorés, colonnes lisses, amortissements sphériques, cabochons et autres incrustations de marbre contrecarrent heureusement l'effet de tassement qui pourrait affecter l'ensemble.
L'iconographie de la toile structurant le retable est typique de la période post-tridentine. La Donation du Rosaire à Saint-Dominique et Sainte-Catherine de Sienne constitue en effet par le nombre la première représentation mariale en Bretagne. À Moutiers, le développement du culte du Rosaire procède de l'établissement d'une confrérie à l'exemple de nombre de paroisses de la région vitréenne où les dominicains de Laval puis de ceux de Vitré se firent les ardents propagateurs de cette dévotion.

La toile, de format oblong (130 cm de haut sur 151 cm de large), oppose mondes terrestre et céleste. Apparaissant au milieu des nuées, entourée d'une mandorle de séraphins, la Vierge, couronnée, trône de sagesse, tend un chapelet à Saint-Dominique tandis que l'Enfant Jésus, reposant sur son genou gauche, tient le globe terrestre de la dextre et donne pareil objet de piété à Sainte-Catherine de Sienne. Les saints dominicains font figure d'intercesseurs pour l'humanité pécheresse se répartissant en trois groupes au bas du tableau : à gauche, à un panthéon ecclésiastique (pape portant la tiare, cardinal coiffé du galero et arborant la croix archiépiscopale, évêque mitré tenant la crosse) répond, à droite, un panthéon royal (empereur, roi de France (Louis XIII portant les colliers des ordres de Saint-Michel et du Saint-Esprit) et duc), tandis que dans la partie médiane se pressent hobereaux et membres du tiers état. Cette évocation de Marie portant attention au monde suppliant s'inscrit dans la continuité de la tradition iconographie de la Vierge de miséricorde, très en honneur chez les ordres mendiants à la fin du Moyen Âge. 

Le tableau est frappé des armes d'alliance des familles du Guesclin et du Chastelier, savoir celles de Bertand IV du Guesclin, seigneur de la Roberie en Saint-Germain-du-Pinel et Julienne du Chastelier, dame de La Gravelle, de Ville-Courte. Les du Guesclin possédaient en effet un enfeu dans l'église et avaient des prééminences à Moutiers (manoirs de la Bellangerie, du Corbelet, des Pallières, de la Bouverie et du Bois-Thomas).

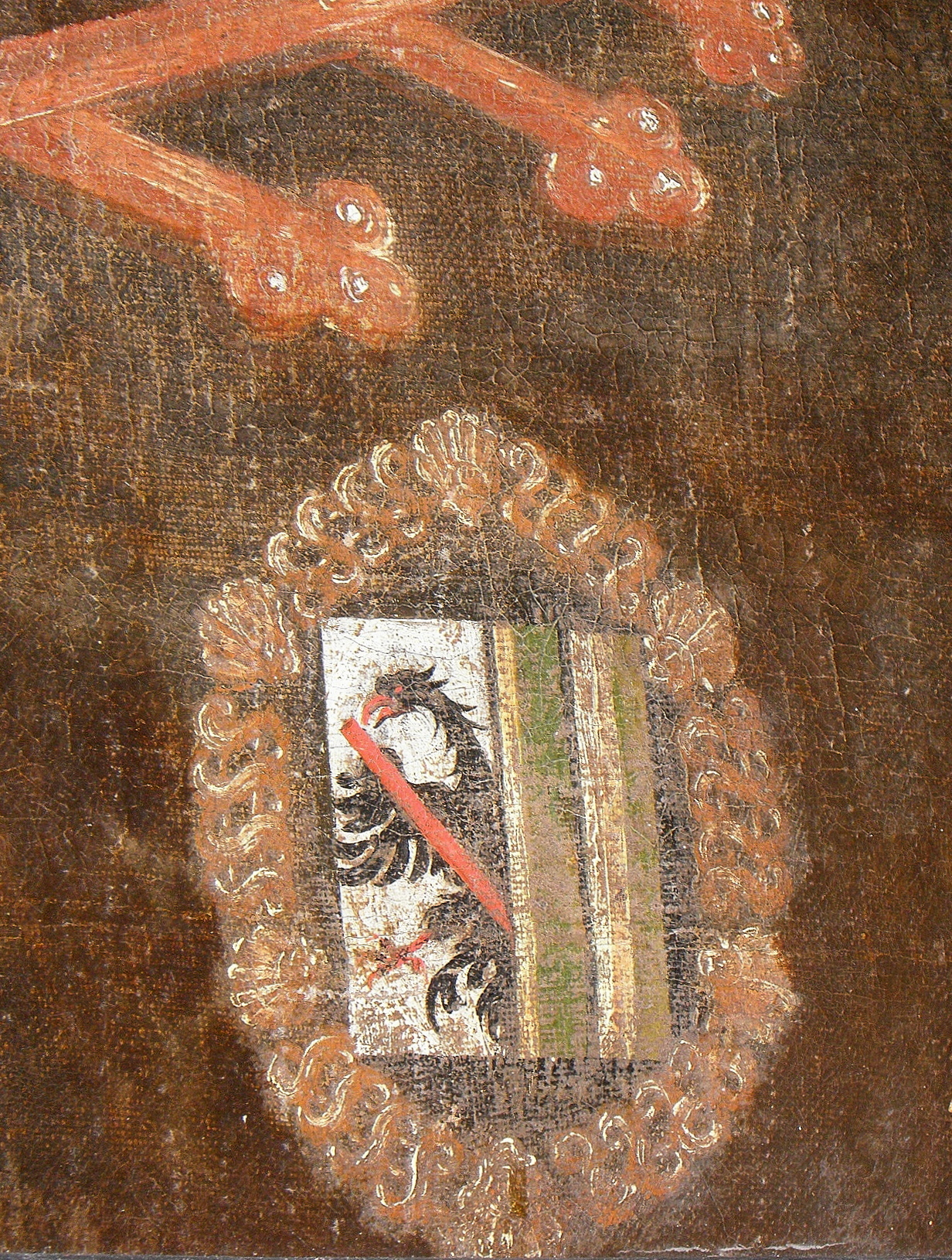
Armes d'alliance des familles du Guesclin et du Chastelier.
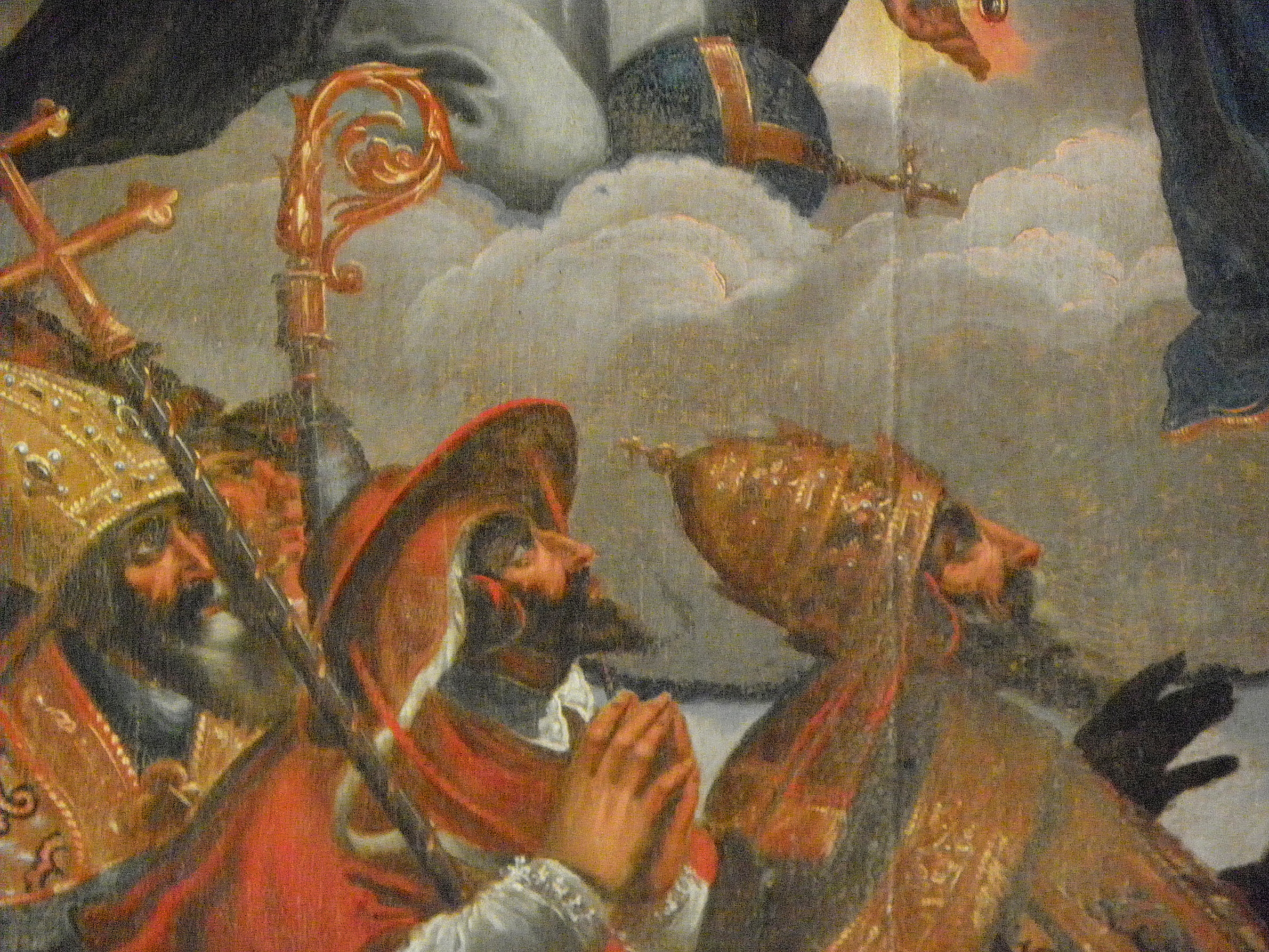
Panthéon ecclésiastique : pape, cardinal et évêque.
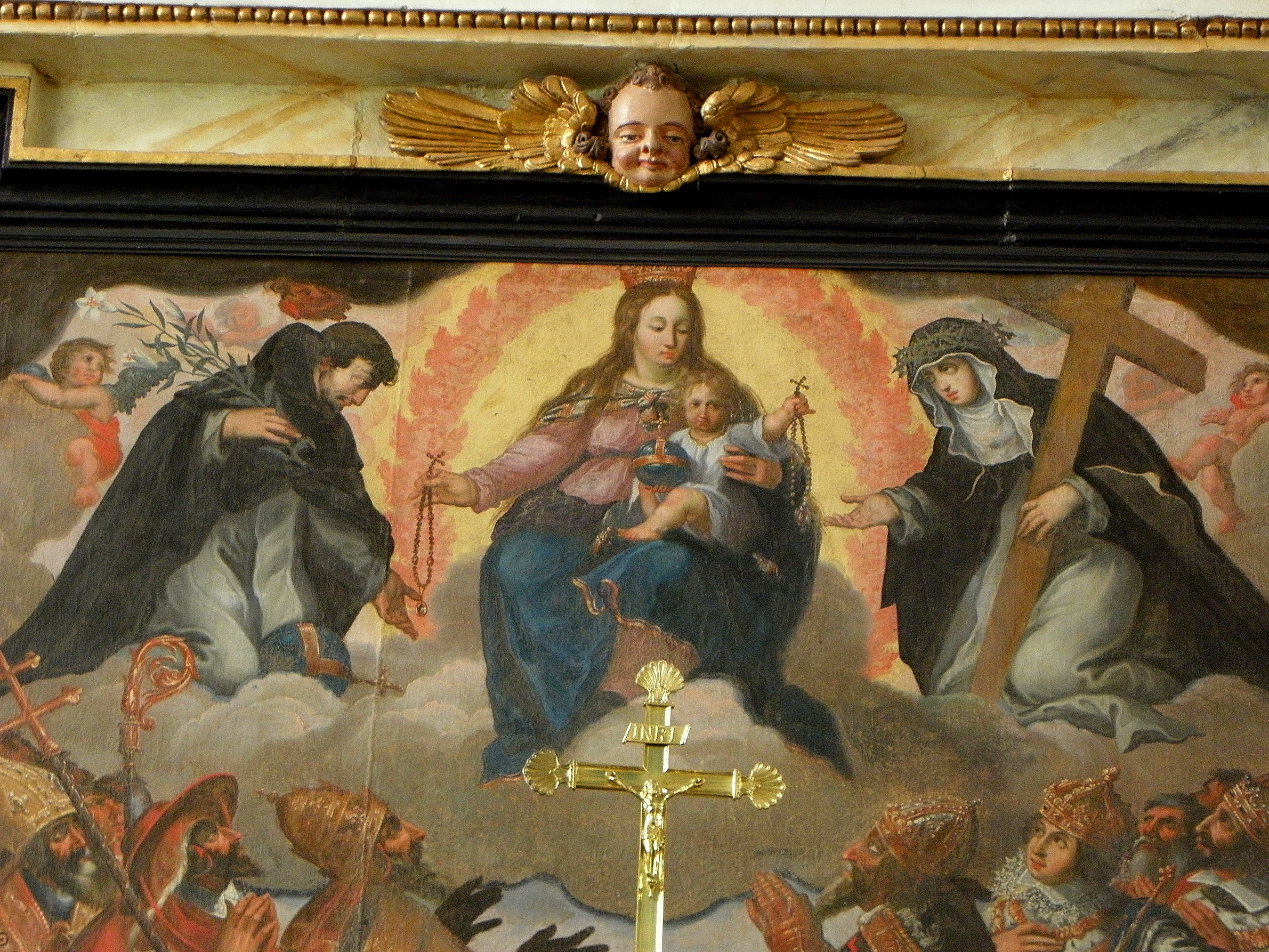
Vierge à l'Enfant donnant le chapelet à Saint-Dominique et Sainte-Catherine-de-Sienne.
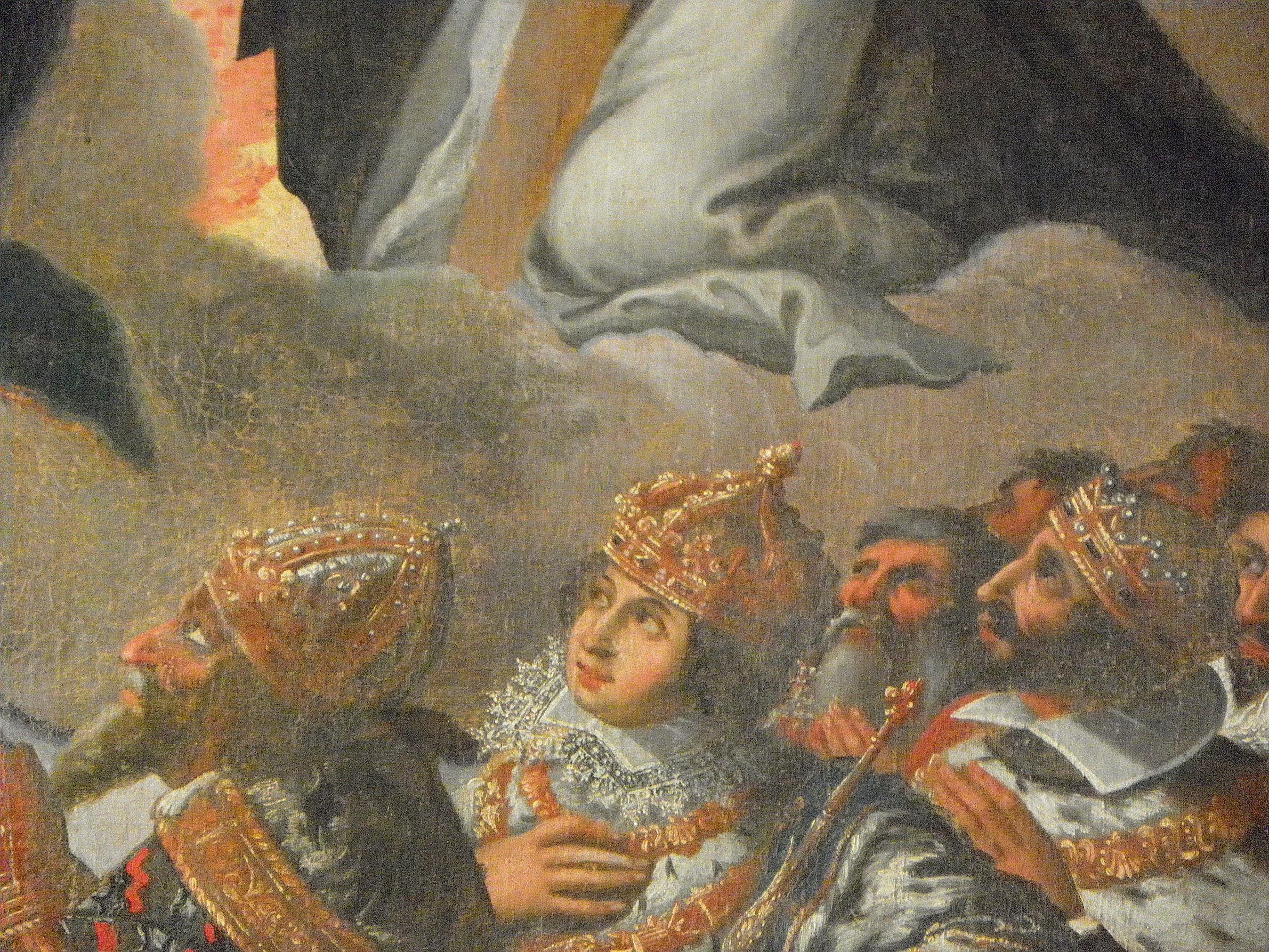
Panthéon royal :empereur, roi et duc.
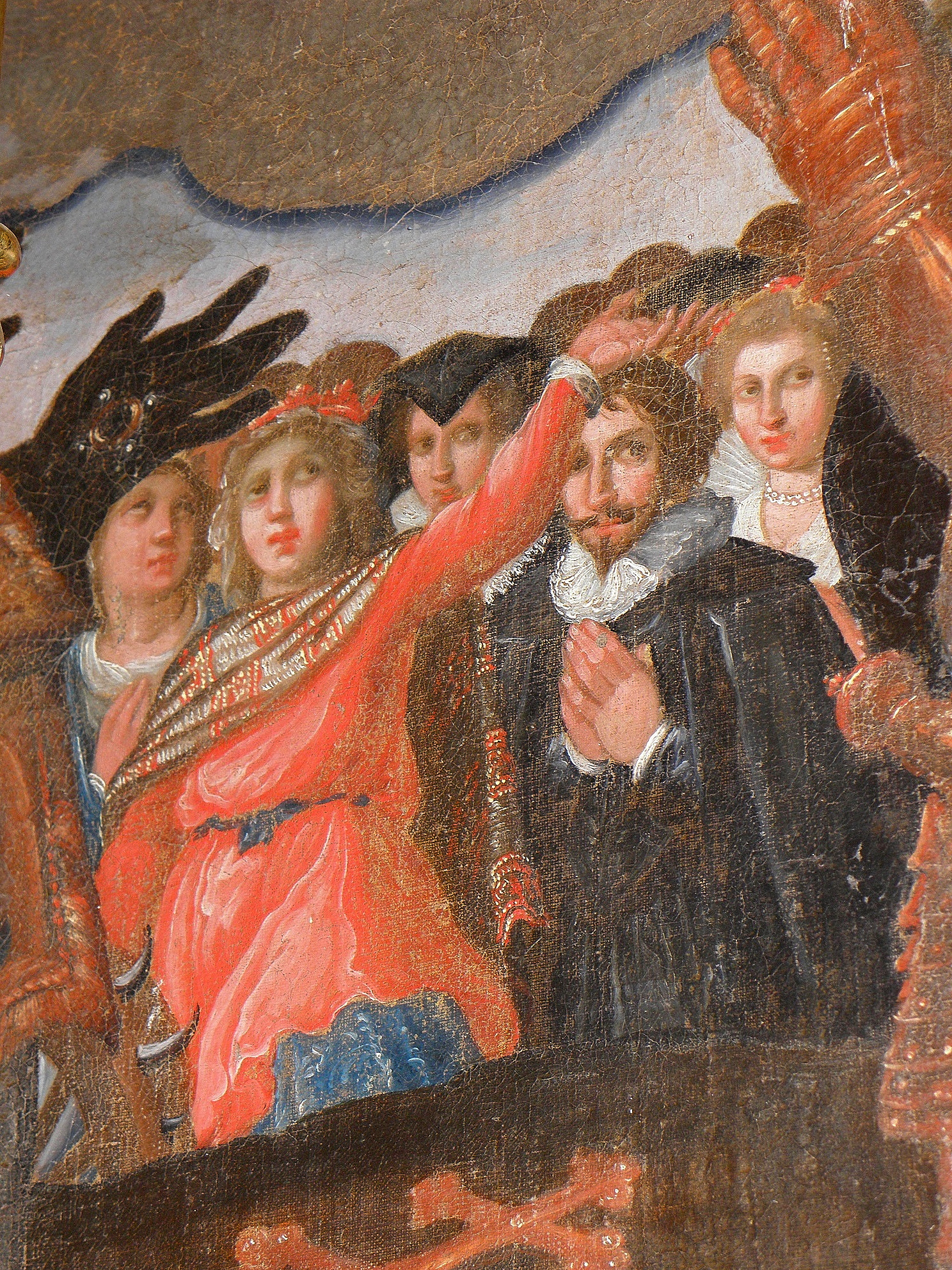
Sainte-Catherine-d'Alexandrie, hobereaux et pauvres pécheurs.

#### Le retable de la descente de Croix

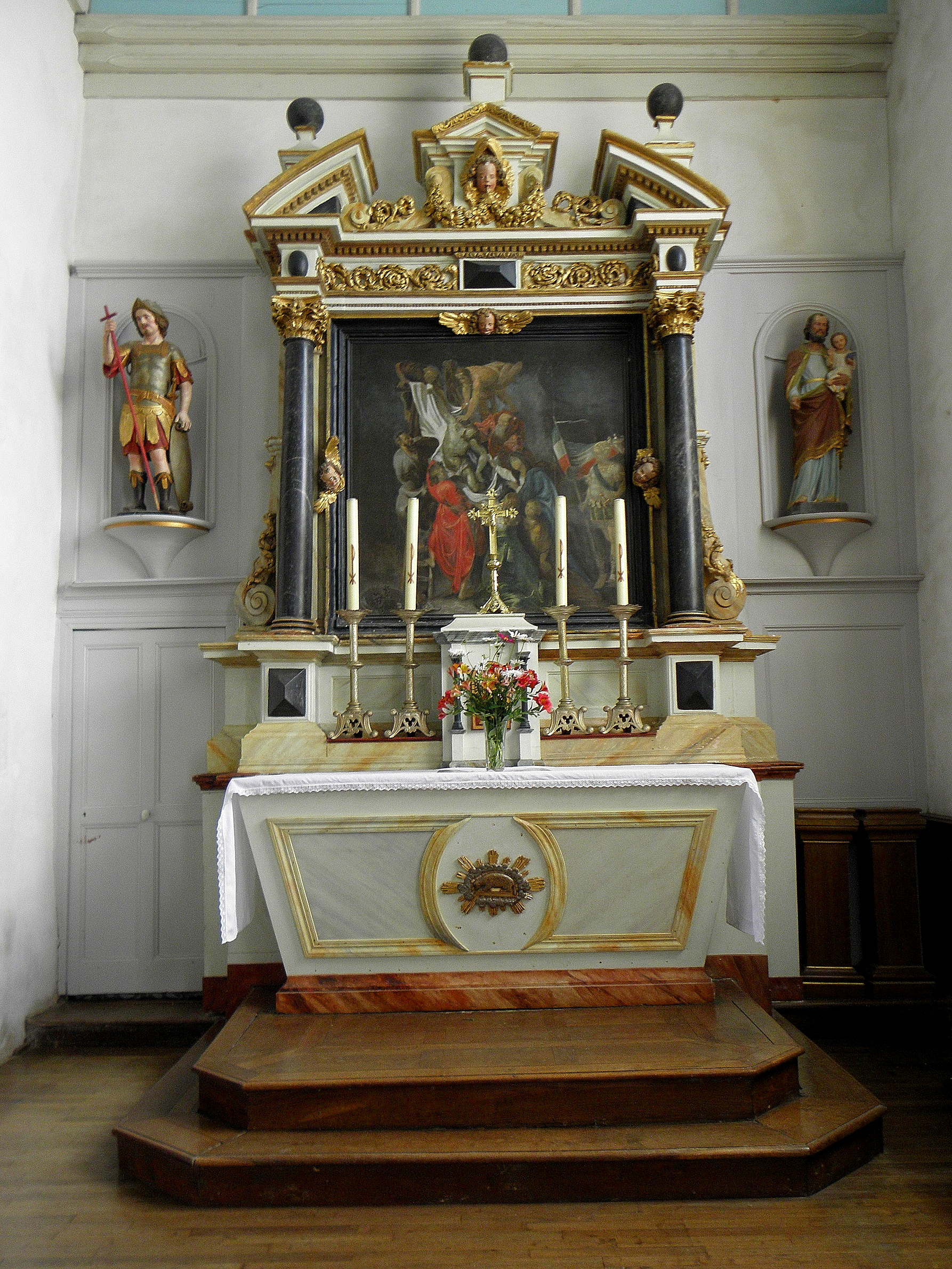
L'autel du collatéral sud et le retable de la descente de Croix.

Bien que non daté et sourcé, le retable de la descente de Croix semble contemporain de celui du Rosaire dont il forme le pendant, différant çà et là seulement par quelques détails : encadrement plus simple de la toile à laquelle il sert d'écrin, absence d'ornement à la base des ailerons, fronton interrompu déployant dans la section centrale un parti architectonique plus affirmé. Le tableau est malheureusement dans un état de conservation peu satisfaisant. Il s'agit d'une copie de seconde main de la descente de Croix de Rubens. L'auteur en a inversé sens. Pareille modification s'observe à l'église Notre-Dame de Vitré où l’œuvre de Mathurin Bonnecamp ornant le chœur aux moines a pu servir de modèle relais à la toile de Moutiers.

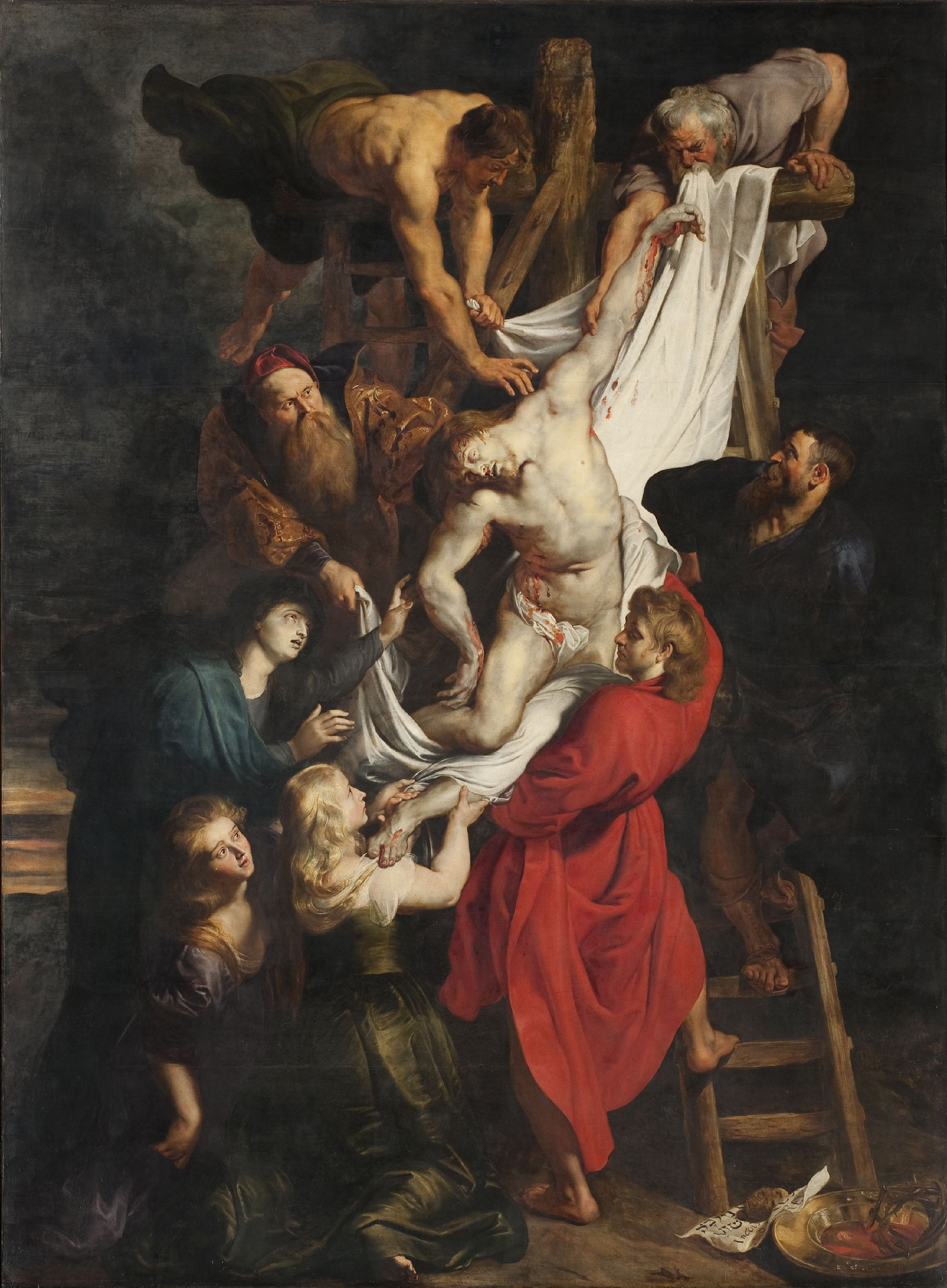
Le chef d’œuvre de la cathédrale d'Anvers par Pierre Paul Rubens.
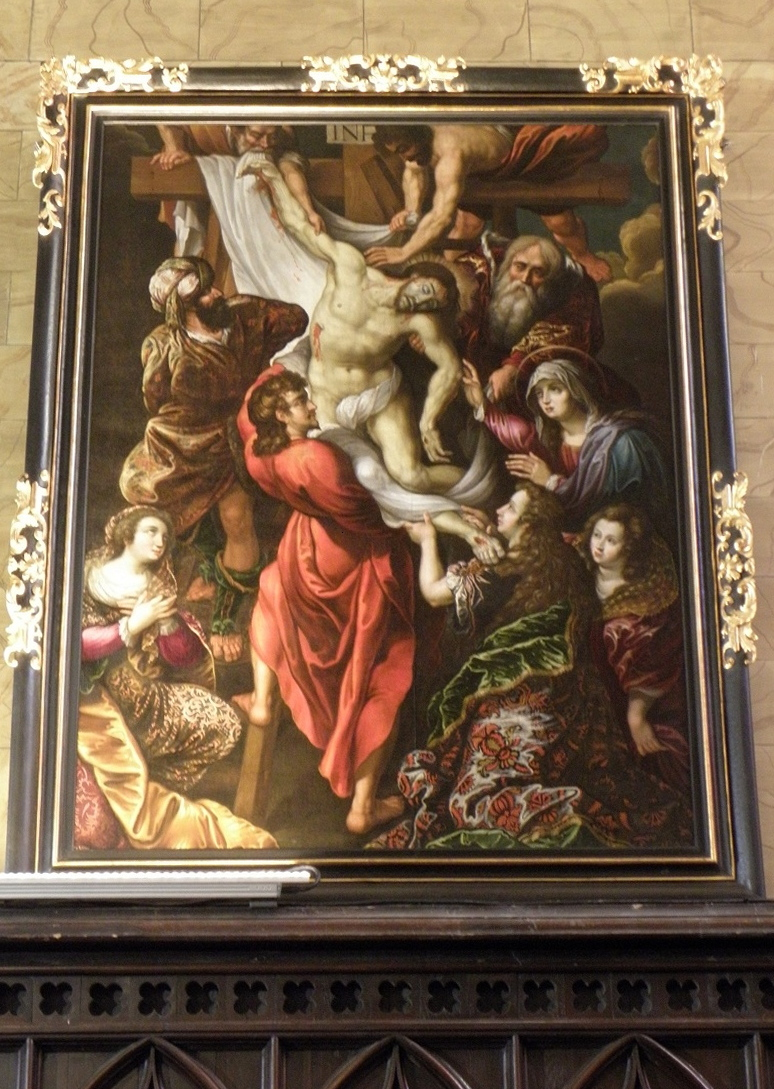
Son interprétation de bonne facture en l'église Notre-Dame de Vitré par Mathurin Bonnecamp.
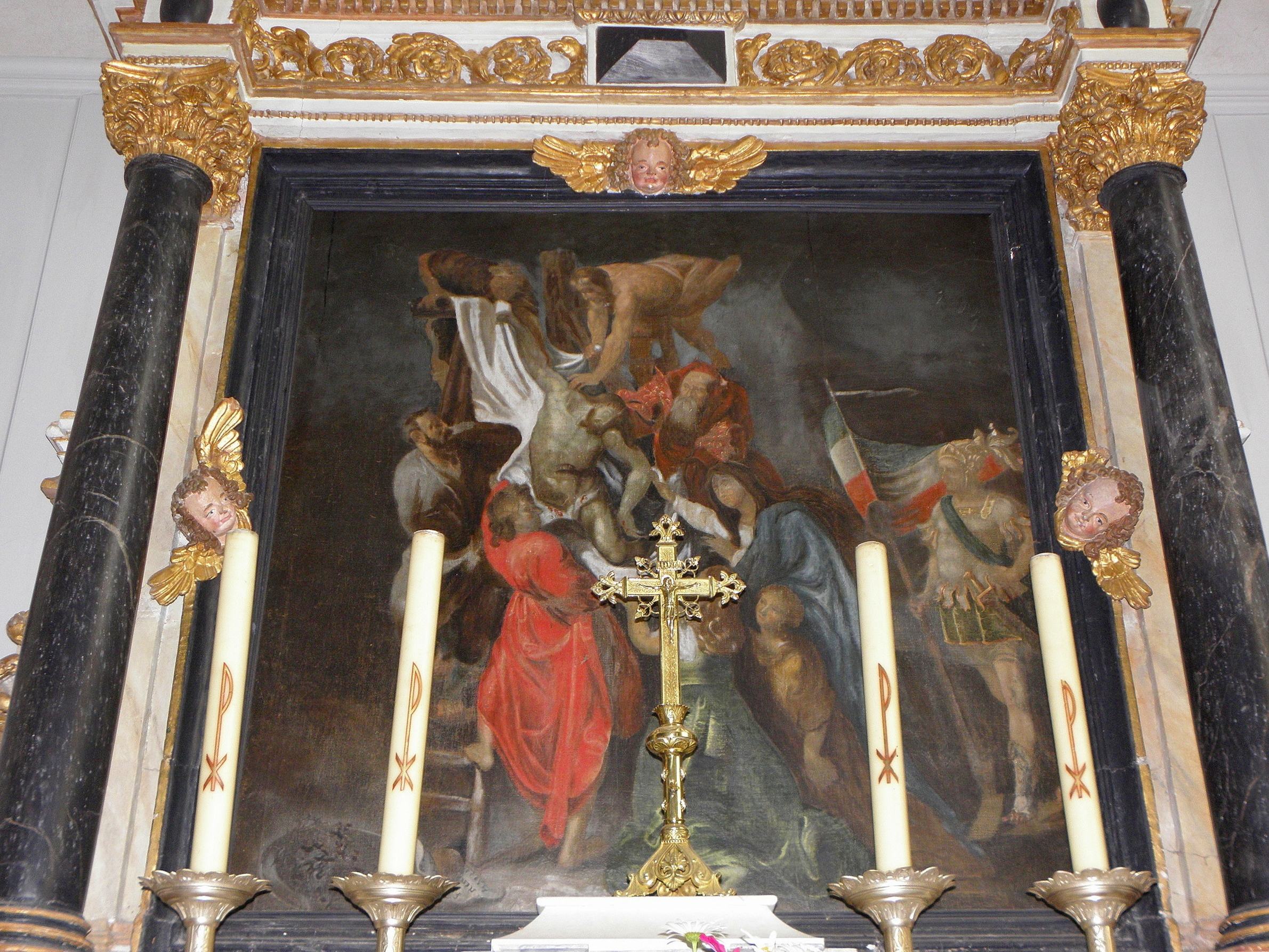
La transposition en l'église Saint-Martin de Moutiers par un artiste du cru.

### La chaire
La chaire de l'église de Moutiers est adossée au pilier séparant les troisième et quatrième arcades nord de la nef. Cette œuvre, toute empreinte de la grâce du style rocaille, a été donnée en 1786 par Messire Julien Verron, recteur de la paroisse. Stylistiquement très proche de celle de la basilique Notre-Dame de La Guerche édifiée en 1771, il est probable qu'elle ait le même auteur, savoir le menuisier guerchais Thomas Peltier. La tribune, de forme hexagonale, est desservie par une rampe d'escalier unique prenant naissance dans le collatéral nord et contournant le pilier d'appui par la gauche. Cette rampe est constituée de trois panneaux losangés prenant place entre deux frises, l'une ornée de rinceaux, l'autre de feuilles d'acanthe. Ces panneaux, tout comme les quatre autres de la cuve, utilisent tous les éléments caractéristiques du style Louis XV (palmes et rinceaux, coquilles, entrelacs, lacis). Six volutes compartimentent le culot en autant de faces galbées présentant pareil décor, la cuve ne reposant sur le sol mais se terminant par un cul de lampe également ouvragé. Le dossier, plus simple, est encadré par deux arabesques tandis que l'abat-voix est décoré de la traditionnelle colombe du Saint-Esprit émergeant de nuées que transpercent des rayons divins. Au sommet, un ange muni d'une trompe prend appui sur une sphère, fleuron d'une couronne fermée ornée de trèfles et lys alternés. Eu égard à ses qualités, tant techniques que stylistiques, la chaire a été classée à titre d'objet par arrêté du 21 février 1951.

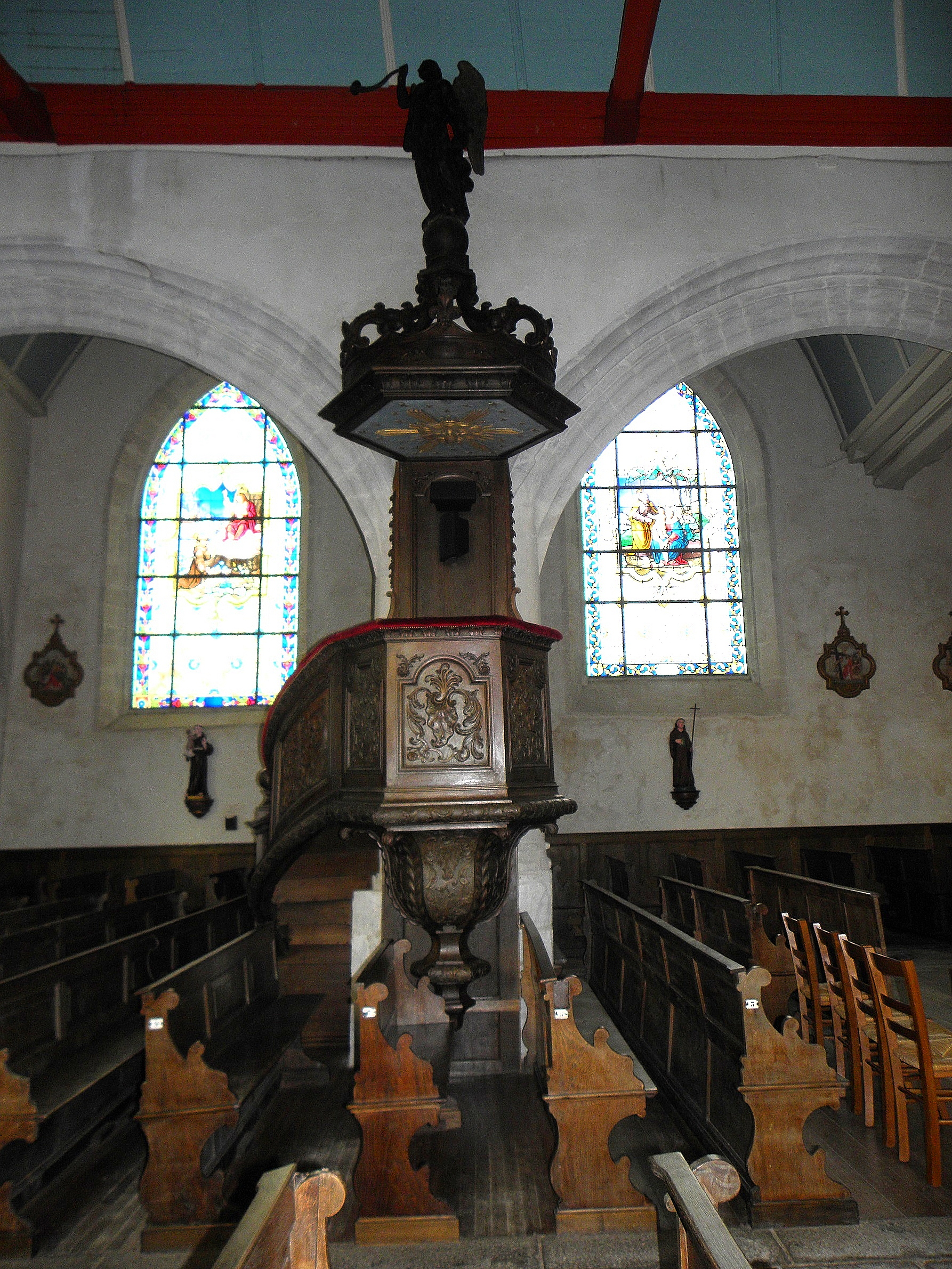
Vue d'ensemble de la chaire.
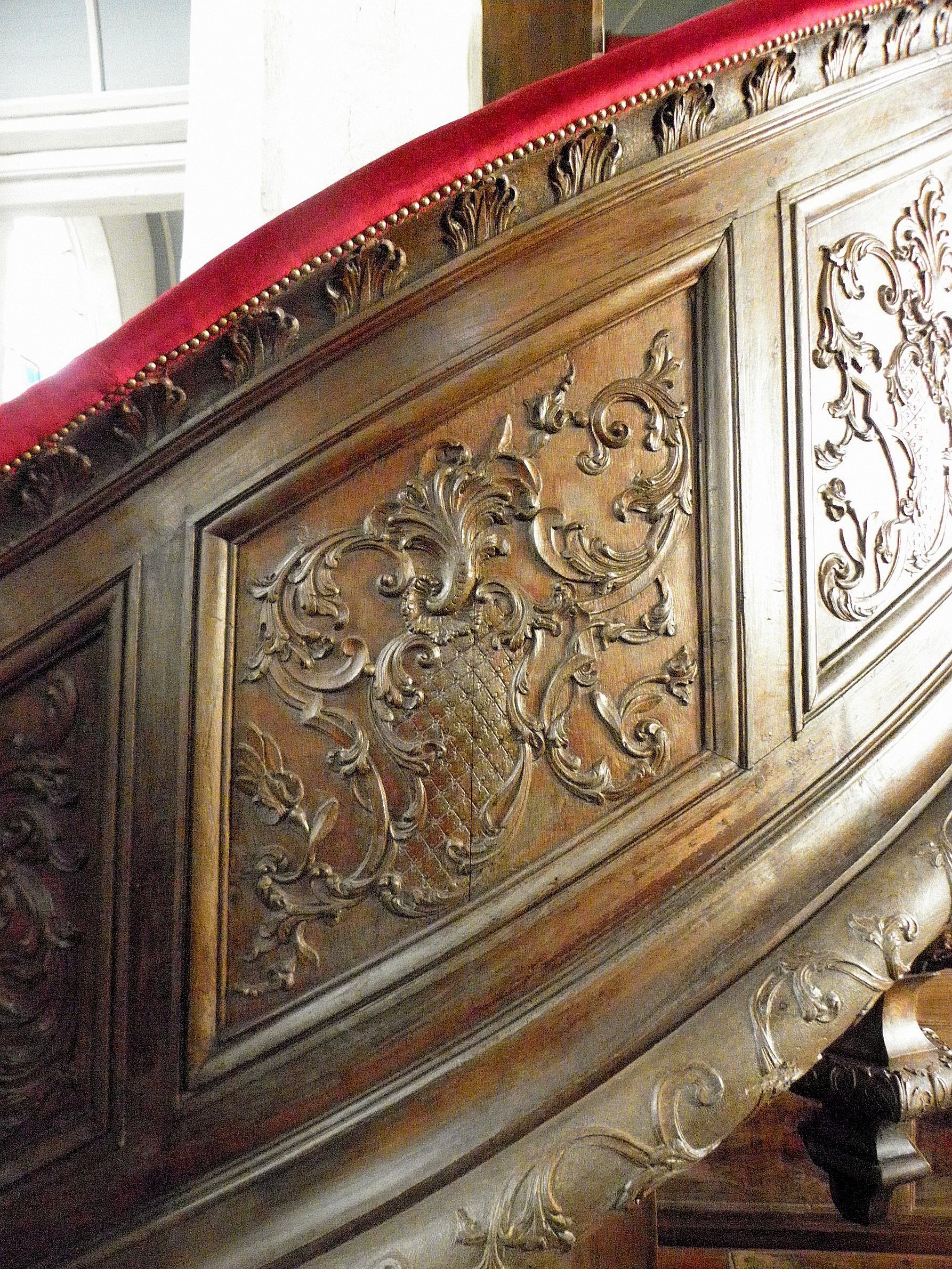
Détail de la rampe d'accès.
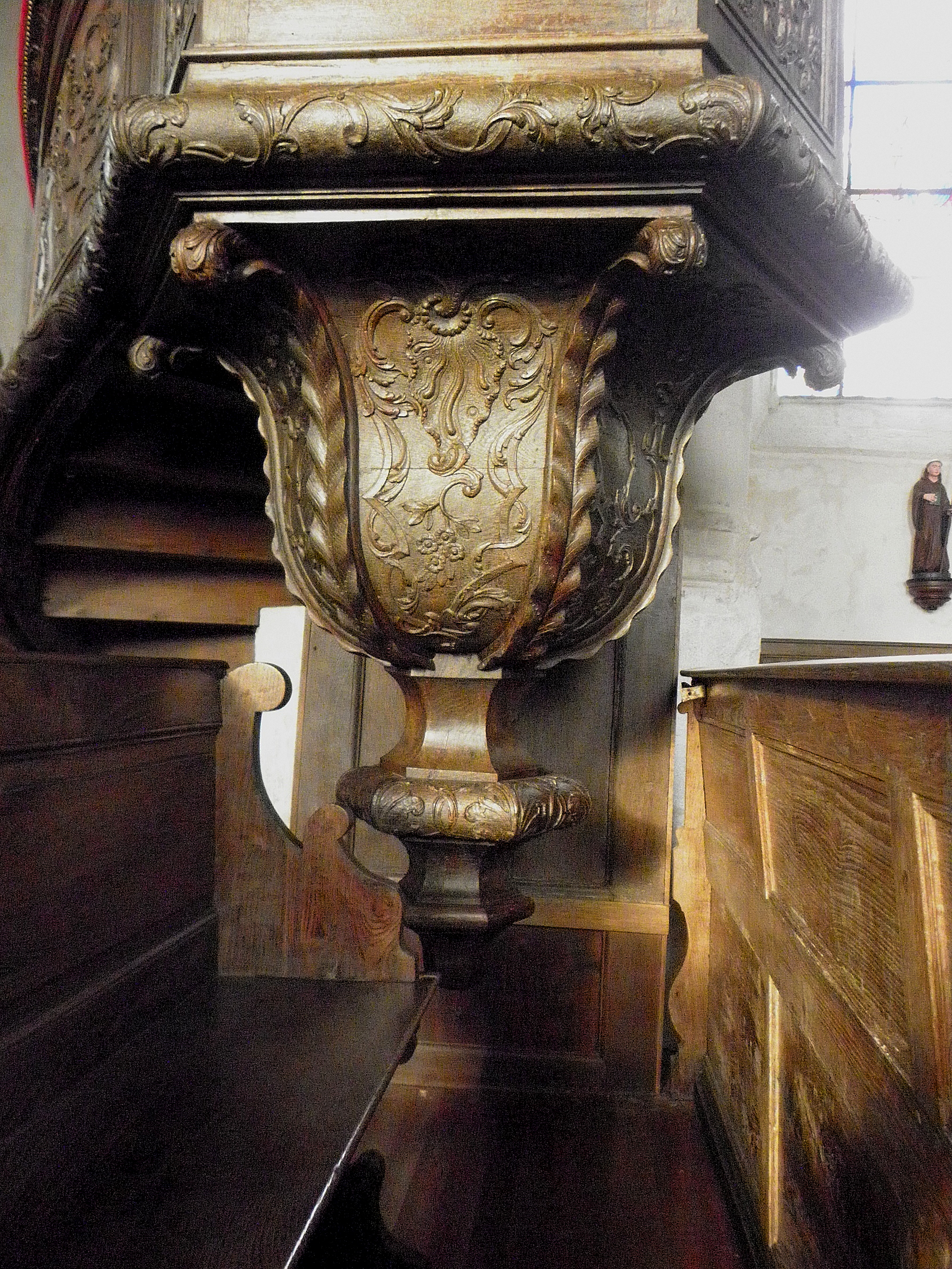
Culot et cul-de-lampe de la chaire.
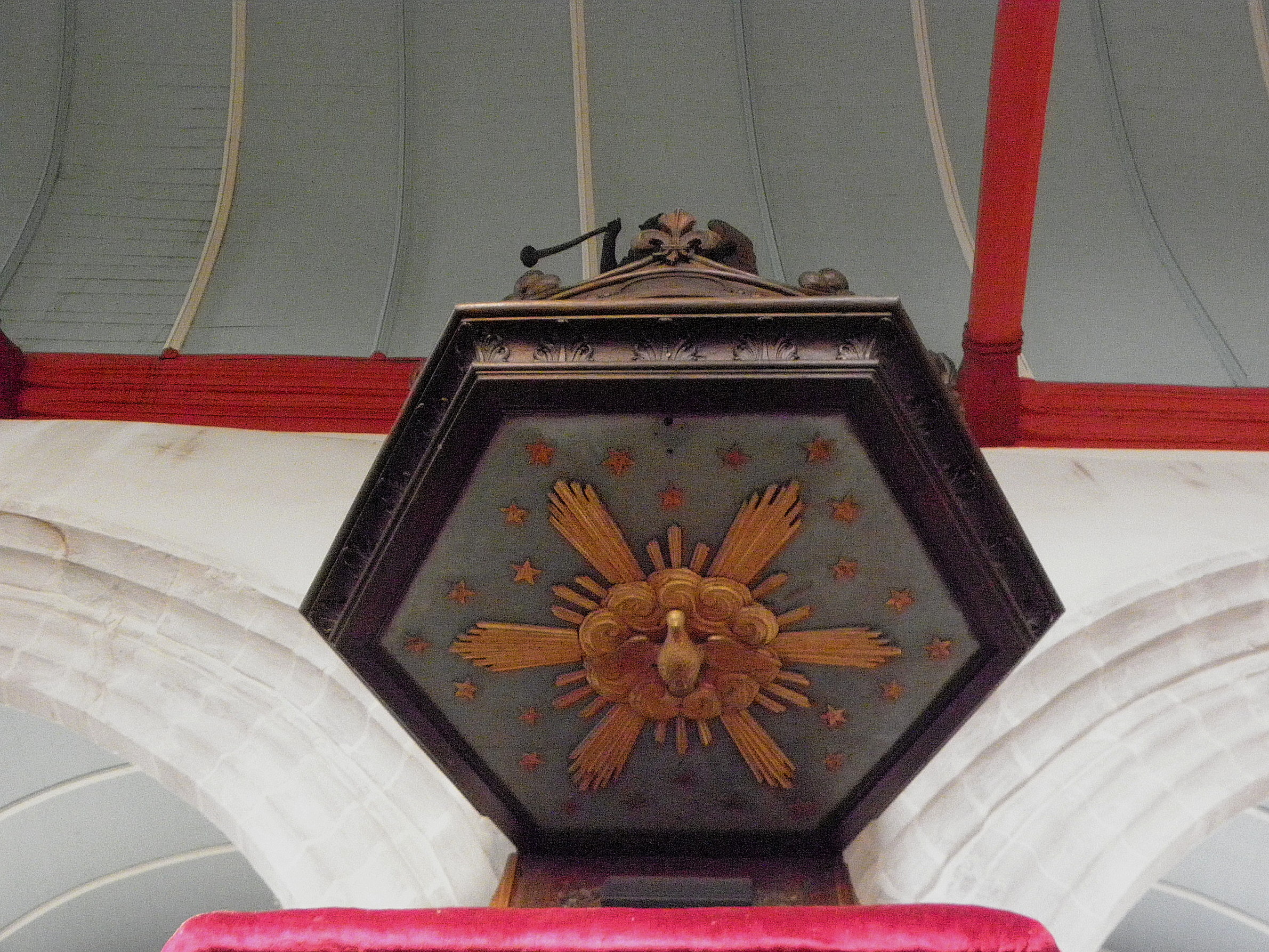
La colombe du Saint-Esprit.
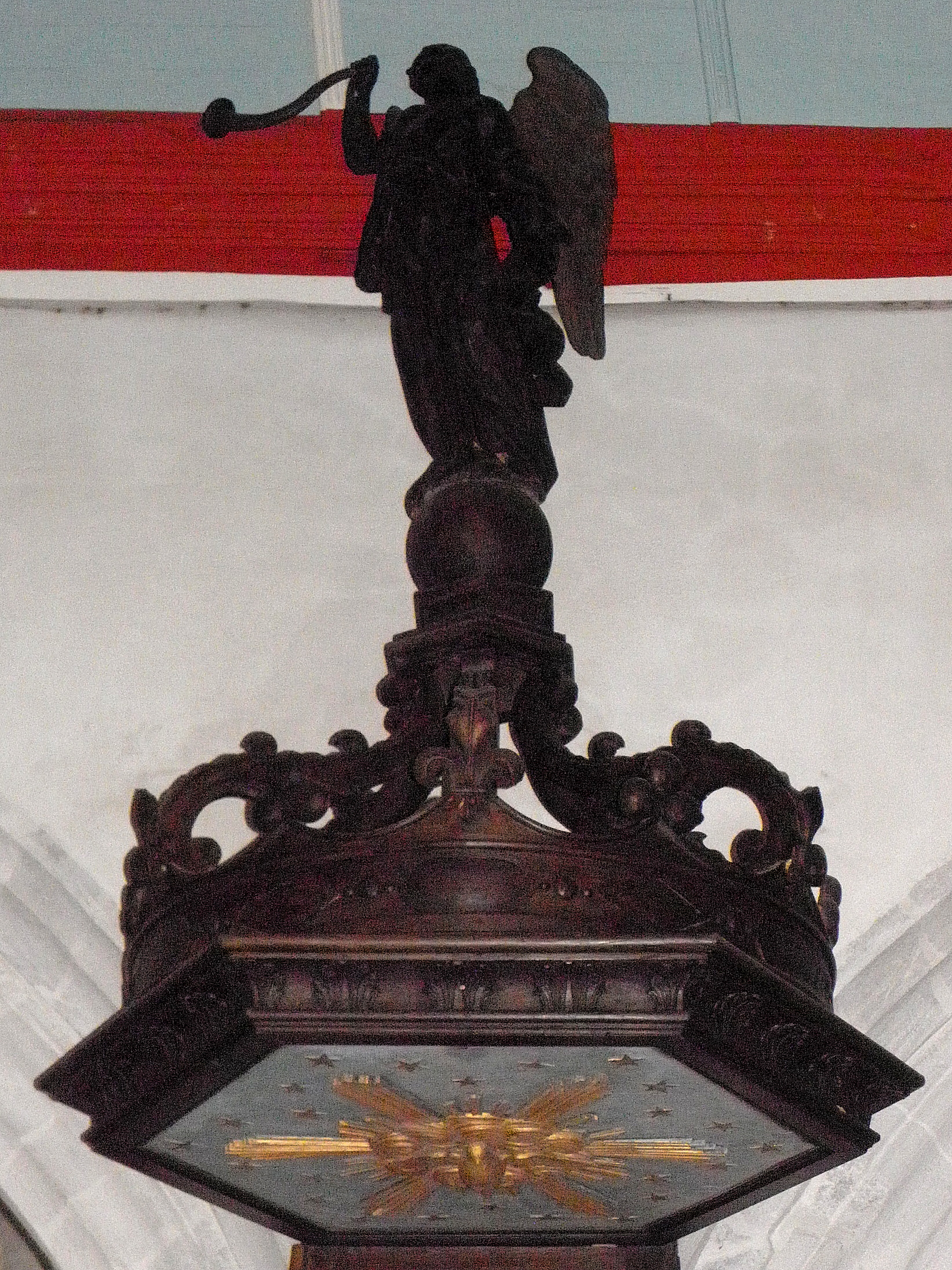
L'abat-voie orné d'une couronne fermée.
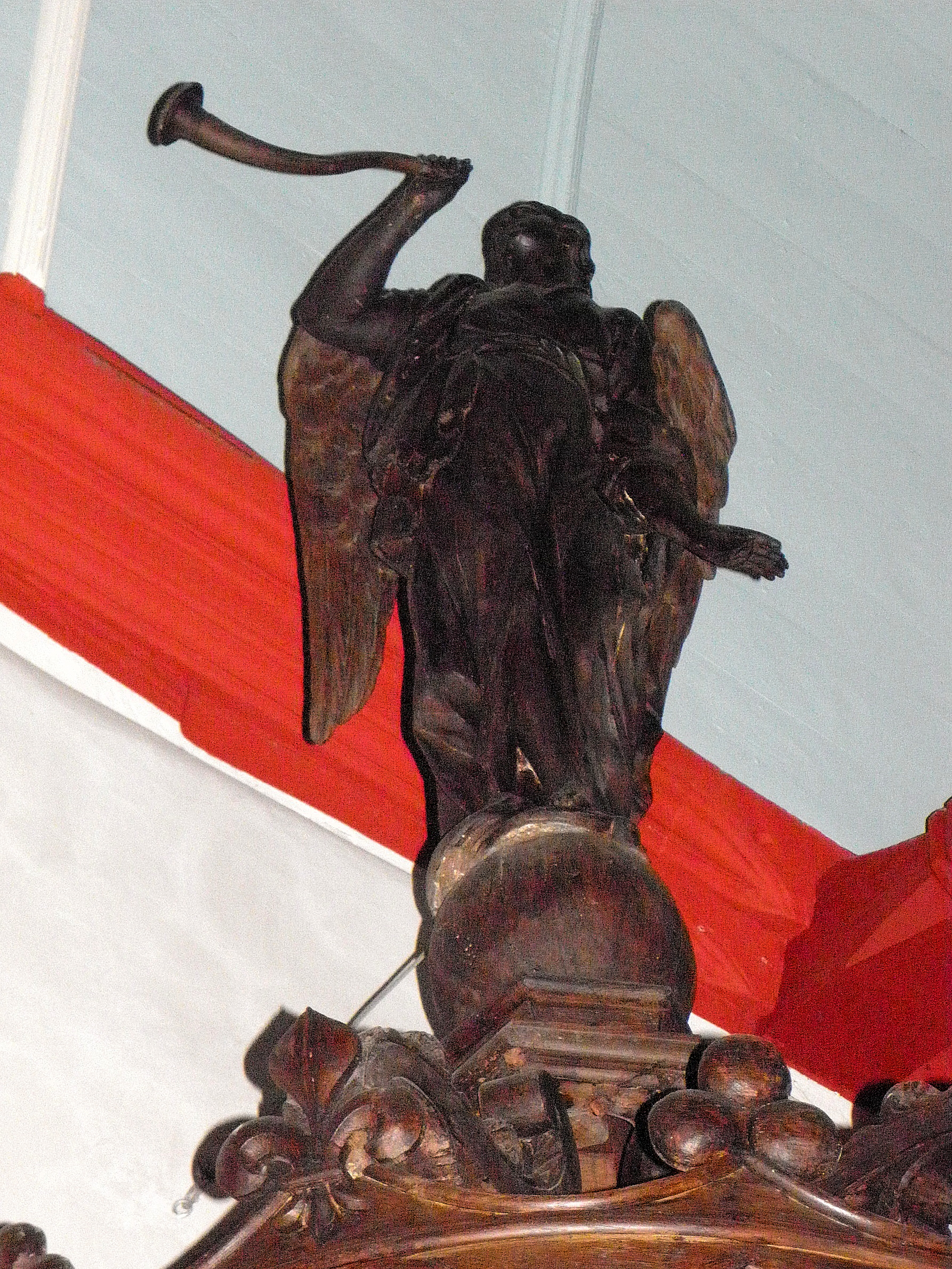
Ange à la trompe.

### Autres éléments mobiliers
- trésor liturgique offert par Messire Julien Verron, recteur de Moutiers à la fin du XVIIIe siècle, composé d'une lampe de sanctuaire[26], d'une croix de procession[27], d'un ostensoir[28], de burettes et de leur plateau[29], l'ensemble classé aux monuments historiques à titre d'objet.
- statue de Saint-Jacques-le-Majeur provenant de Médréac et datant de la seconde moitié du XVIe siècle.
- statue de la Vierge à l'Enfant accostant le retable du Rosaire, du XVIIIe siècle.
- 2 confessionnaux et baldaquin des fonts baptismaux, de style néo-gothique.
- bannières de procession conservées au bas du collatéral sud.
- mécanisme d'une horloge dans le collatéral nord.
- 4 cloches fondues par Cornille Havard, baptisées le 24 avril 1927 et d'un poids respectif de 160, 272, 400 et 580 kg[30].

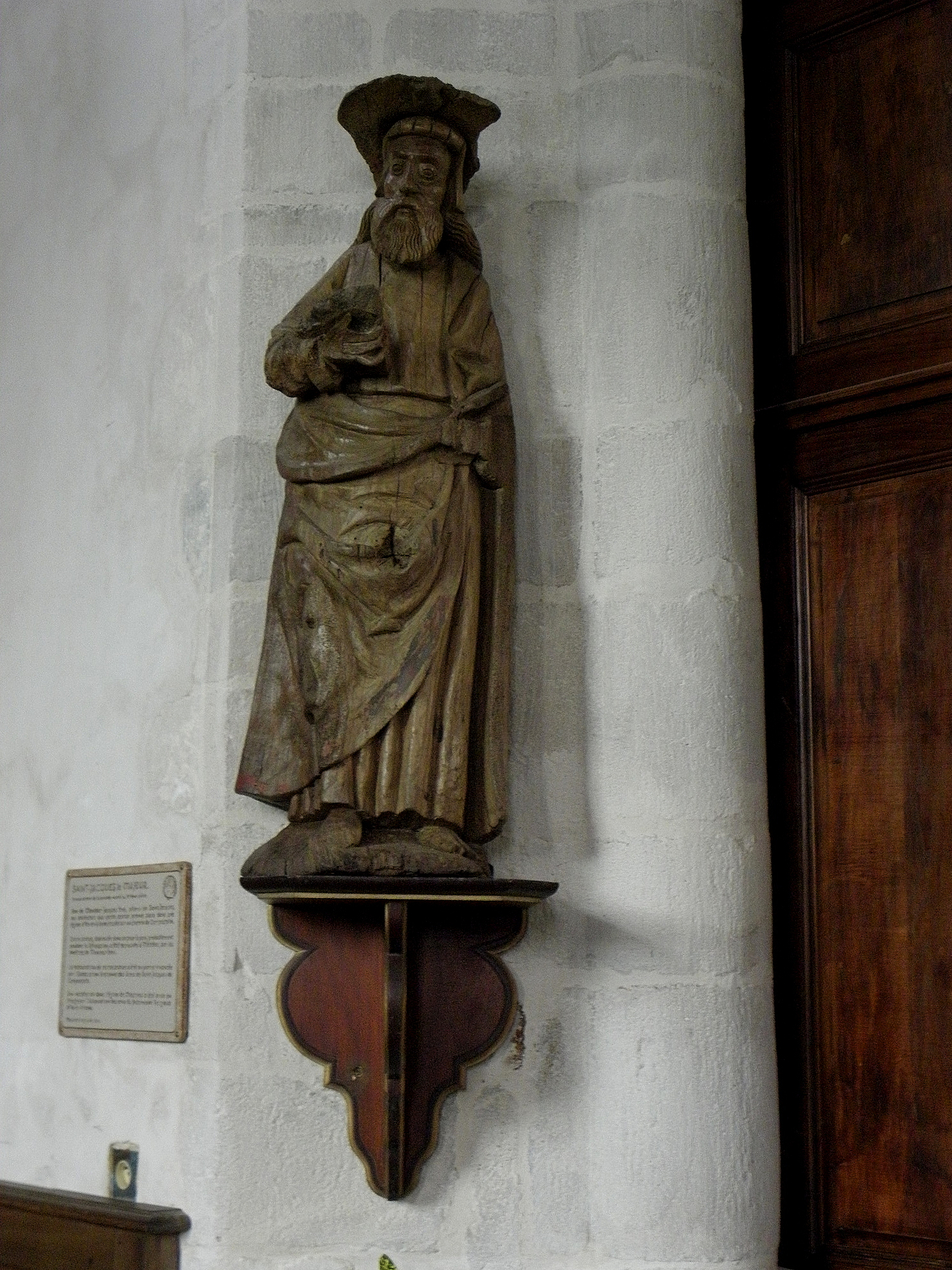
Statue de Saint-Jacques-le-Majeur.
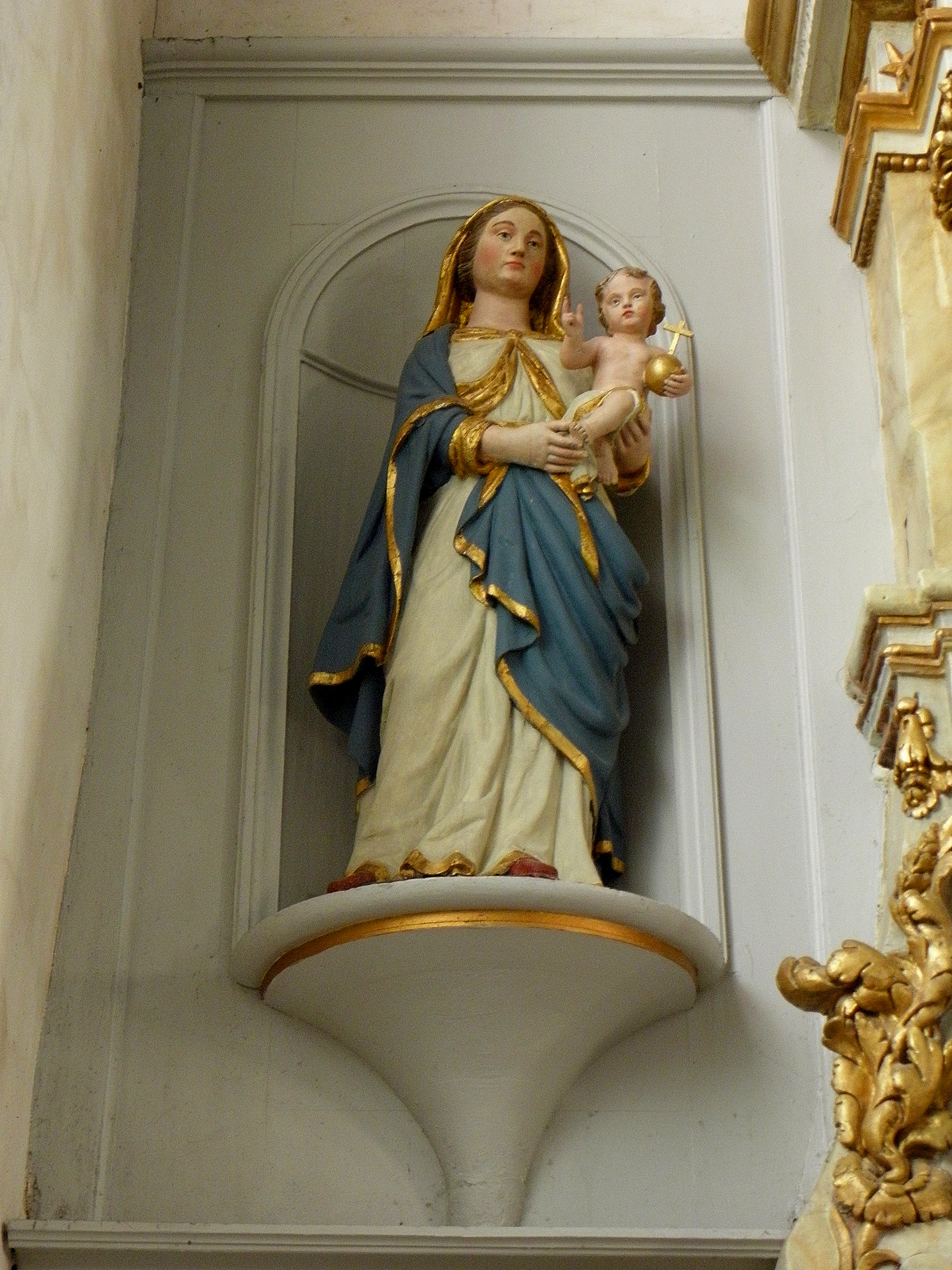
Statue de la Vierge à l'Enfant.
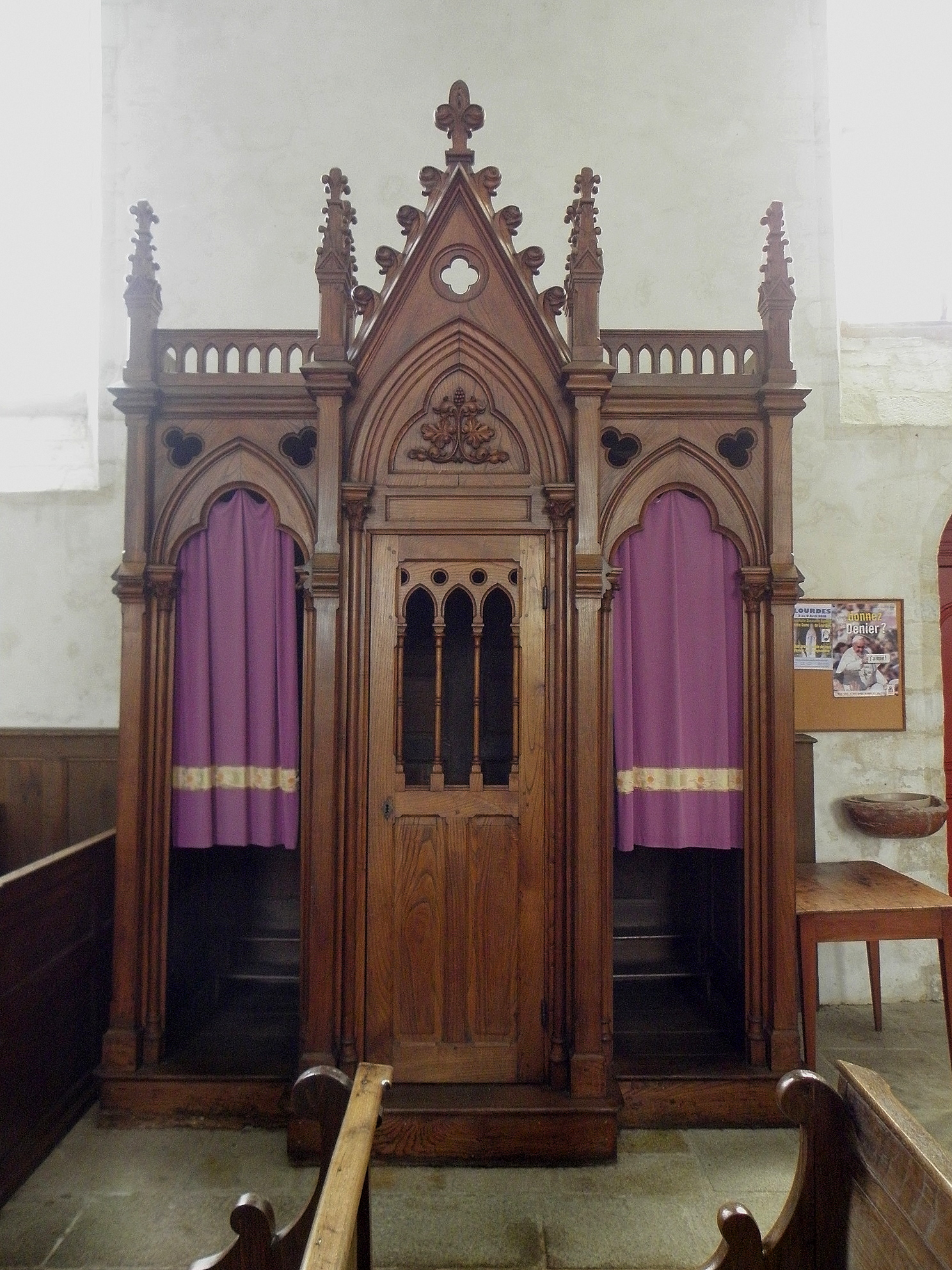
Confessionnal néo-gothique.
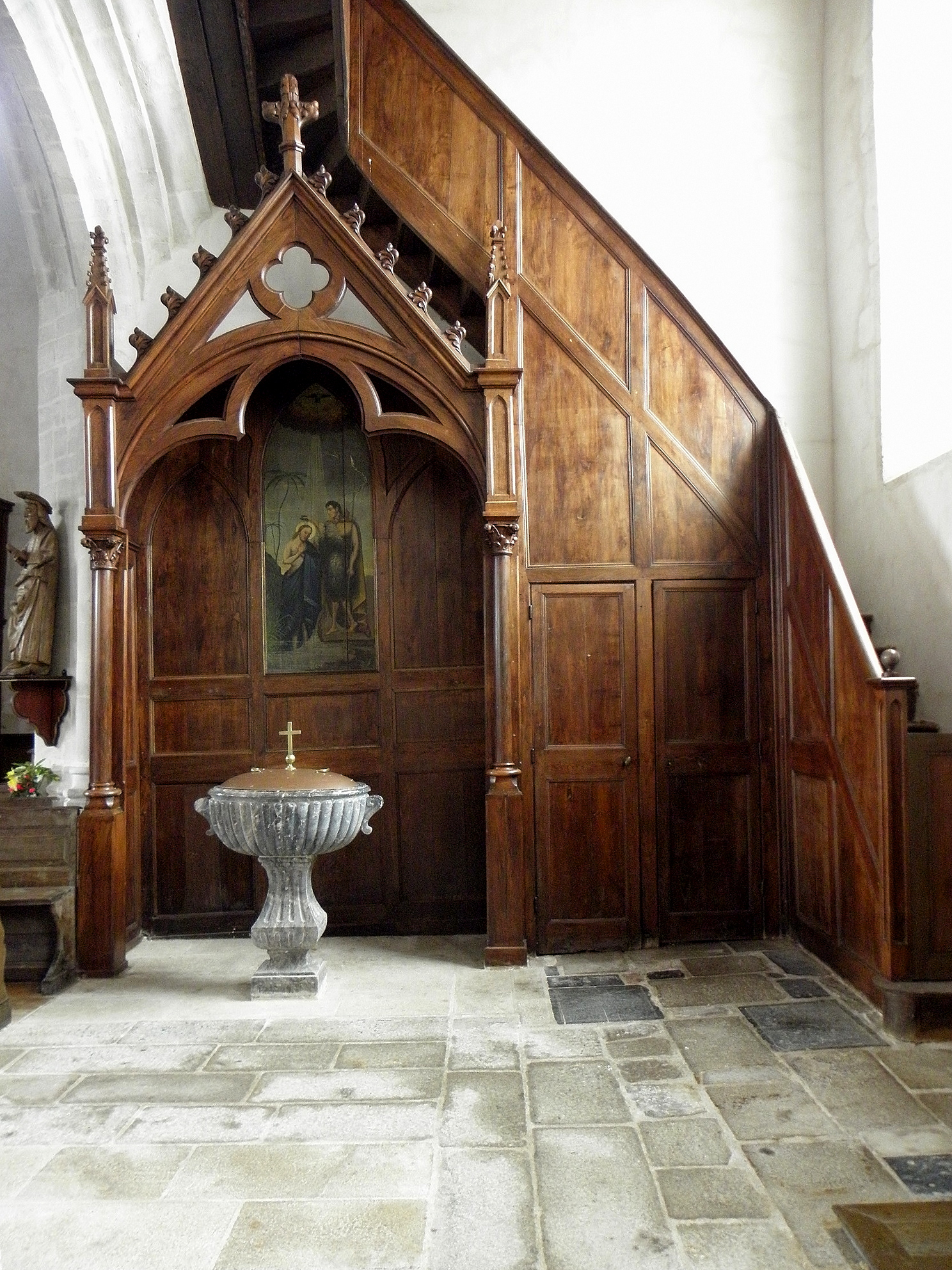
Fonts baptismaux.
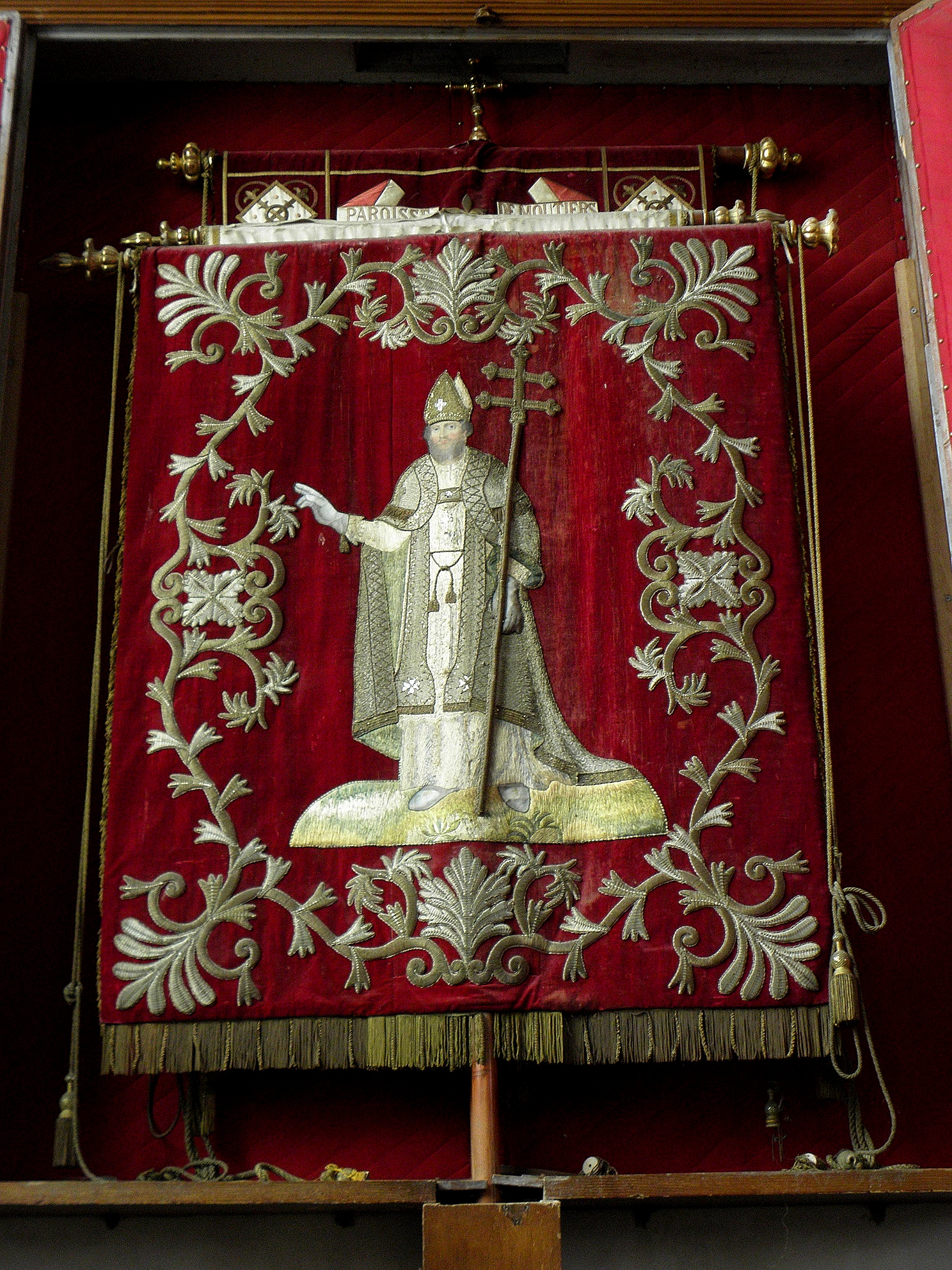
Bannière de Saint-Martin.
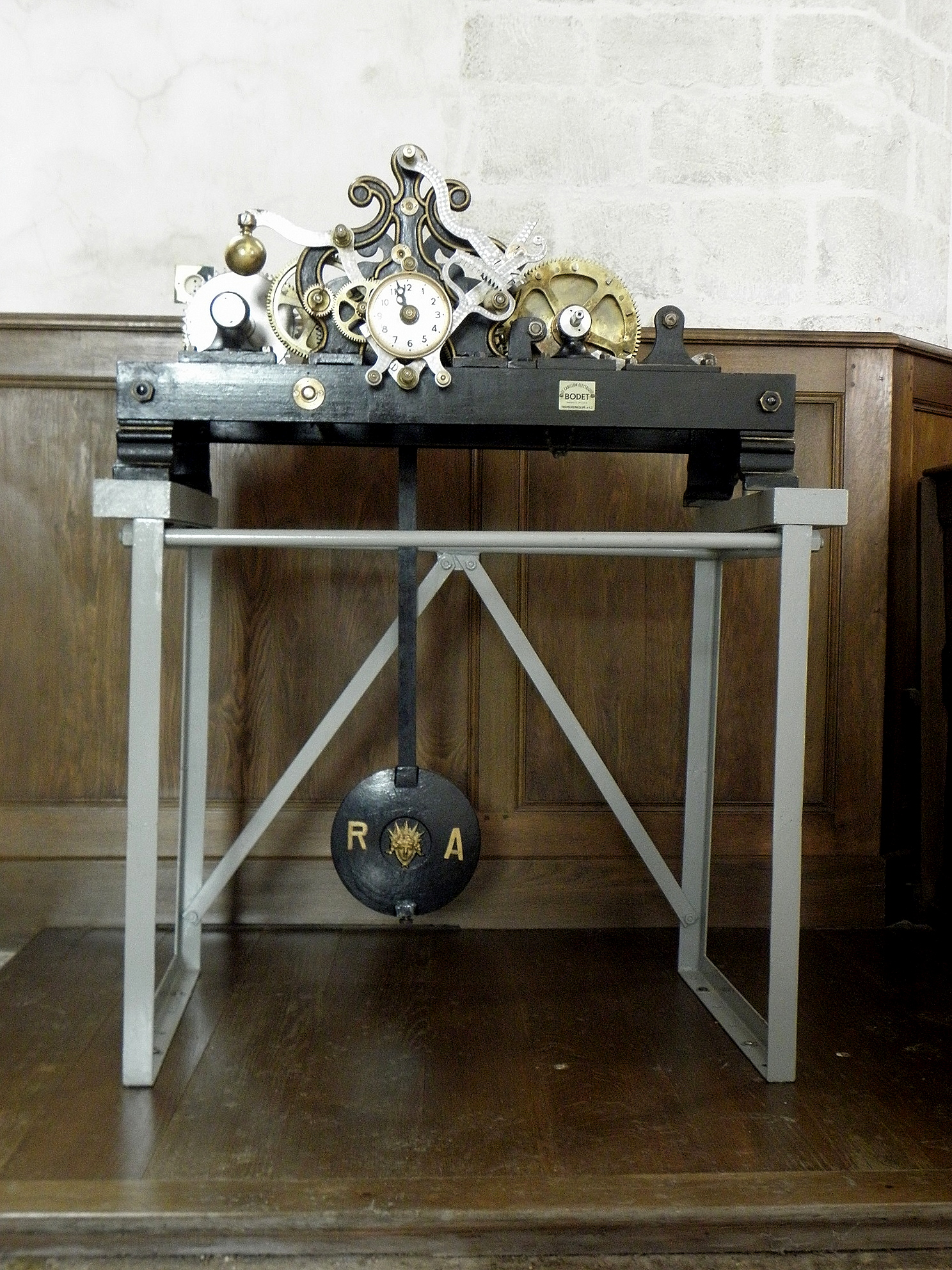
Mécanisme d'horloge.